# تاريخ الفلسفة
تاريخ الفلسفة (بالإنجليزية: The history of philosophy) هو الدِّراسَةُ المنهجيَّةُ لتطوُّرِ الفكرِ الفلسفي. وهو يركز على الفلسفة باعتبارها تحقيقًا عقلانيًا يعتمد على الحجج، لكن بعض المنظرين يشملون أيضًا الأساطير والتقاليد الدينية وتقاليد التراث الحِكَمِي الشَّعبي.
نَشأتِ الفلسفةُ الغربيَّةُ بالبحث في الطبيعة الأساسية للكونِ في اليونان القديمة. وقد غطت التطورات الفلسفية اللاحقة مجموعة واسعة من المواضيع بما في ذلك طبيعة الواقع والعقل، وكيف يجب أن يتصرف الناس، وكيفية الوصول إلى المعرفة. ركزت فترة العصور الوسطى التالية أكثر على اللاهوت. شهدت فترة عصر النهضة اهتمامًا متجددًا بالفلسفة اليونانية القديمة وظهور النزعة الإنسانية. تميزت الفترة الحديثة بزيادة التركيز على كيفية إنشاء المعرفة الفلسفية والعلمية. وقد استُخدِمَت أفكارها الجديدة في عصر التنوير لتحدي السلطات التقليدية. كانت التطورات المؤثرة في القرنين التاسع عشر والعشرين هي المثالية الألمانية، والبراغماتية، والوضعية، والمنطق الصوري، والتحليل اللغوي أو اللساني، وعلم الظواهر أو الفينومينولوجيا، والوجودية، وما بعد الحداثة.
تأثَّرَتِ الفلسفةُ العربيةُ والفارسيةُ بالفلاسفةِ اليونانيينَ القُدماء. وبلغت ذروتها خلال العصر الذهبي الإسلامي. وكان أحد موضوعاتها العلاقة بين العقل والوحي باعتبارهما وسيلتين متوافقتين للوصول إلى الحقيقة. طور ابن سينا نظامًا فلسفيًا شاملاً يجمع بين العقيدة الإسلامية والفلسفة اليونانية. بعد العصر الذهبي الإسلامي، تضاءل تأثير البحث الفلسفي، ويرجع ذلك جزئيًا إلى نقد الغزالي للفلسفة. في القرن السابع عشر، طور الملا صدرا نظامًا ميتافيزيقيًا يعتمد على العِرفان. ظهرت الحداثة الإسلامية في القرنين التاسع عشر والعشرين كمحاولة للتوفيق بين المذاهب الإسلامية التقليدية والحداثة.
تتميَّزُ الفلسفةُ الهنديةُ باهتمامِهَا المشتركِ بطبيعةِ الواقع، وطُرُقِ الوصول إلى المعرفة، والسؤال الروحي عن كيفية الوصول إلى التنوير. جذورها هي الكتب الدينية المعروفة باسم الفيدا أو الويدا. غالبًا ما تنقسم الفلسفة الهندية اللاحقة إلى مدارس تقليدية، والتي ترتبط ارتباطًا وثيقًا بتعاليم الفيدا، ومدارس غير تقليدية، مثل البوذية واليانية. وكانت المدارس المؤثرة التي تعتمد عليها هي المدارس الهندوسية في أدفايتا فيدانتا ونافيا نياي بالإضافة إلى المدارس البوذية في مادياماكا ويوغاكارا. وفي العصر الحديث، أدى التبادل بين الفكر الهندي والغربي إلى قيام العديد من الفلاسفة الهنود بتطوير أنظمة شاملة. لقد هدفوا إلى توحيد وتوفيق المدارس الفكرية الفلسفية والدينية المتنوعة.
كانت المواضيعُ الرئيسيَّةُ في الفلسفةِ الصينيةِ هي السُّلوكُ الاجتماعيُّ الصحيح، والحكومة، وتثقيف الذات. في الفلسفة الصينية المبكرة، استكشفت الكونفوشيَّة الفضائل الأخلاقية وكيف تؤدي إلى الانسجام في المجتمع بينما ركزت الطاوية على العلاقة بين البشر والطبيعة. تشمل التطورات اللاحقة إدخال التعاليم البوذية وتحويلها وظهور مدارس الطاوية الجديدة والكونفوشيَّة الجديدة. تميزت الفترة الحديثة في الفلسفة الصينية بمواجهتها للفلسفة الغربية، وتحديدا مع الماركسية. التقاليد الأخرى المؤثرة في تاريخ الفلسفة كانت الفلسفة اليابانية، وفلسفة أمريكا اللاتينية، والفلسفة الإفريقيَّة.

## التعريف والفروع المرتبطة
يدرسُ تاريخُ الفلسفةِ، باعتباره مجالًا للبحث، التطورَ التاريخيَّ للفكرِ الفلسفي. ويهدف إلى تقديم عرض منهجي وتسلسل زمني للمفاهيم والمذاهب الفلسفية وكذلك الفلاسفة الذين تصوروها والمدارس الفكرية التي ينتمون إليها. إنها ليست مجرد مجموعة من النظريات ولكنها تحاول إظهار كيفية ارتباط النظريات المختلفة ببعضها البعض. على سبيل المثال، تعتمد بعض المدارس الفكرية على نظريات سابقة بينما يرفضها آخرون ويحاولون تقديم تفسيرات بديلة. غالباً ما تُستَبعَد التقاليد العرفانية (الباطنية، الصوفية) والدينية البحتة من تاريخ الفلسفة إذا لم تكن ادعاءاتها أو مطالبها مستندة إلى البحث العقلي والمنطق الحِجاجِي. ومع ذلك، يتعامل بعض المنظرين مع الموضوع بمعنى أوسع جداً ليشمل الجوانب الفلسفية للرؤى التقليدية للعالم، والأساطير الدينية، وتقاليد التراث الحِكَمِي الشَّعبي.
يتكوَّن تاريخُ الفلسفةِ مِن عُنصُرَين: تاريخي وآخر فلسفي. يهتم العنصر التاريخي بكيفية تطور الفكر الفلسفي عبر العصور، ويسأل أي الفلاسفة لديهم وجهات نظر وكيف تأثروا بسياقهم الاجتماعي والثقافي. أمَّا العنصر الفلسفي، فيتعلق بمدى صحة النظريات المدروسة، ويتأمل على الحجج المقدمة للمواقف ويُقيِّم مدى صحتها والافتراضات الخفية. فهو يجعل التراث الفلسفي في متناول الجمهور المعاصر ويقيِّم باستمرار مدى صلتها بالحاضر. يركز بعض مؤرخي الفلسفة في المقام الأول على العنصر التاريخي. وهم يعتقدون أن تاريخ الفلسفة هو جزء من النظام الأوسع المعروف باسم التاريخ الفكري. بينما يركز منظرون آخرون بشكل أكبر على العنصر الفلسفي. إنهم يميلون إلى الادعاء بأن تاريخ الفلسفة يتجاوز التاريخ الفكري لأن اهتمامه ليس تاريخيًا حصريًا. يُعدّ مدى استقلال تاريخ الفلسفة كدراسة منفصلة عن الفلسفة نفسها موضوعًا مثيرًا للجدل. حيث يرى بعض المنظرين بدلاً من ذلك أن تاريخ الفلسفة يشكل جزءًا لا يتجزأ من الفلسفة. وفقًا للكانطيين الجدد مثل فيلهلم فيندلباند، على سبيل المثال، فإن الفلسفة تاريخية في الأساس وليس من الممكن فهم موقف فلسفي دون فهم كيفية ظهوره.
يَرتبِطُ تاريخُ الفلسفةِ بشكلٍ وثيقٍ بمناهجِ كتابةِ تاريخِ الفلسفةِ أو علمِ تاريخِ الفلسفة. تُعنى مناهج كتابة تاريخ الفلسفة بدراسة الأساليب التي يستخدمها مؤرخو الفلسفة. كما تهتم بكيفية تغير الآراء السائدة في هذا المجال. تُستخدم مناهج وأساليب مختلفة لدراسة تاريخ الفلسفة. فبعض المؤرخين يهتمون أساساً بالنظريات الفلسفية، ولا يهتمون بكونها قد صيغت في الماضي. يركز هؤلاء على ما قدمته هذه النظريات من ادعاءات وكيف لا تزال تثير الاهتمام. بينما يركز منهج آخر على رؤية تاريخ الفلسفة كتطور. هذا النهج يستند إلى الافتراض بأن هناك تقدماً واضحاً من فترة إلى أخرى. في هذه العملية، يجري تحسين النظريات السابقة أو استبدالها بنظريات لاحقة أكثر تقدماً. يحاول مؤرخون آخرون فهم النظريات الفلسفية القديمة كنتاج لعصرها. يركز اهتمامهم على المواقف التي تبناها الفلاسفة السابقون ولماذا قاموا بذلك. لا يكون اهتمامهم منصباً على مدى أهمية هذه المواقف في الوقت الحاضر. يدرسون، من بين أمور أخرى، كيف شكل السياق التاريخي وسيرة الفيلسوف نظرتهم الفلسفية.
كانَ استخدامُ التقسيمِ الزمنيِّ أو التحقيبِ من أهمِّ السِّماتِ المنهجيةِ الأُخرَى. يتضمن هذا تقسيم تاريخ الفلسفة إلى فترات مميزة. كل فترة تتوافق مع واحدة أو عدة اتجاهات فلسفية كانت سائدة خلال ذلك الإطار الزمني التاريخي. تقليديًا، ركزت الدراسات الخاصة بتاريخ الفلسفة بشكل أساسي على الفلسفة الغربية. ولكن في معنى أوسع، يشمل ذلك العديد من التقاليد غير الغربية مثل الفلسفة العربية - الفارسية، والفلسفة الهندية، والفلسفة الصينية.

## الفلسفة الغربية
تَشْملُ الفلسفةُ الغربيةُ الفلسفةَ المرتبطةَ بالمنطقةِ الجغرافية والتراث الثقافي للعالم الغربي. بدأت في اليونان القديمة ثم انتقلت إلى الإمبراطورية الرومانية. لاحقًا، انتشرت إلى أوروبا الغربية وفي النهاية إلى العديد من المناطق الأخرى، بما في ذلك أمريكا الشمالية وأمريكا اللاتينية وأستراليا. تمتد هذه الفلسفة على مدى 2.500 عام، بدءًا من القرن السادس قبل الميلاد وحتى يوم الناس هذا.

### الفلسفة اليونانية
نشأت الفلسفة الغربية في اليونان القديمة في القرن السادس قبل الميلاد. وانتهت هذه الفترة تقليديًا في عام 529 ميلادي عندما أُجبرت الأكاديمية الأفلاطونية وغيرها من المدارس الفلسفية في أثينا على سد أبوابها لوقف تعليمها العقائد غير المسيحية.

#### ما قبل سقراط
تُسمى الفترة الأولى من الفلسفة اليونانية القديمة بالفلسفة السابقة لسقراط أو فلسفة ما قبل سُقراط، واستمرت حتى منتصف القرن الرابع قبل الميلاد تقريبًا. دراسة الفلسفة السابقة لسقراط غالبًا ما تكون صعبة لأن العديد من النصوص لم تبقَ سوى في شكل شذرات، وغالبًا ما يتعين دراستها بشكل غير مباشر استنادًا إلى الاقتباسات الموجودة في نصوص أخرى.
كان الابتكار الرئيسي لفلسفة ما قبل سقراط هو محاولتها تقديم تفسيرات عقلانية للكون ككل. وكان هذا على النقيض من الأساطير اليونانية الشائعة التي قدمت تفسيرات لاهوتية، مثل أسطورة أورانوس وغايا، لتؤكد على دور الآلهة والإلهات المختلفة الذين استمرت عبادتهم حتى مع تطور الفلسفة اليونانية عبر القرون. وقد أصبح فلاسفة ما قبل سقراط من أوائل الذين رفضوا اللاهوت اليوناني، وبدلاً من ذلك سعوا إلى تقديم نظريات تجريبية تشرح كيف نشأ العالم ولماذا يعمل بالطريقة التي يعمل بها.
سعى طاليس (حوالي 624-545 قبل الميلاد)، الذي يُعتبر عادةً أول فيلسوف، إلى وصف الكون من خلال مبدأ أولي أو «أرخ أو أرك» (بالإنجليزية: arche)، والذي كان المصدر الأساسي لكل الأشياء، واقترح أن الماء هو هذا الأرخ أو المبدأ. أمَّا أنكسيمندر (حوالي 610-545 قبل الميلاد) فقد قدم تفسيرًا أكثر تجريدًا، حيث جادل بأن المادة الأبدية المسؤولة عن خلق العالم تقع خارج نطاق الإدراك البشري. وقد أطلق على مبدأه الخاص اسم «الأبيرون»، والذي يقع في معنى «اللا محدود أو اللا نهائي أو اللا مُتعين».
رأى هيراقليطس (حوالي 540-480 قبل الميلاد) عالمًا تكون فيه كل الأشياء في حالة تغير مستمر. يتجلى ذلك في مقولته الشهيرة أنه من المستحيل أن تخطو في نفس النهر مرتين. كما أكد على دور اللوغوس كنوع من النظام الذي يحكم كل من الذات الداخلية والعالم الخارجي. أمَّا بارمينيدس (حوالي 515-450 قبل الميلاد) فقد رفض هذا التركيز على التغير، زاعمًا أن الواقع الحقيقي غير متغير بل أبدي وغير قابل للتجزئة. وقد صاغ زينون الإيلي (حوالي 490-430 قبل الميلاد)، تلميذ بارمينيدس، العديد من المفارقات لدعم هذه الفكرة، مجادلًا بأن الحركة وهم وأن التغير مستحيل. إحدى مفارقاته تقول إنه من المستحيل للبطل السريع أخيل أن يتجاوز السلحفاة الأبطأ.
كانت نظرية المذهب الذري لديمقريطس (حوالي 460-370 قبل الميلاد) نظرية مؤثرة أخرى، حيث تقول إن الواقع مكون من العديد من الجسيمات غير القابلة للتجزئة المسماة «ذرات». ومن الفلاسفة السابقين لسقراط الآخرين: أناكسيمينس، فيثاغورس، زينوفانيس، إمبيدوقليس، أنكساغوراس، وليوكيبوس، والسفسطائيون مثل بروتاغوراس وغورغياس.

#### سقراط وأفلاطون وأرسطو
بنى سقراط (469-399 قبل الميلاد) وأفلاطون (427-347 قبل الميلاد) فلسفتهما على فلسفة ما قبل سقراط، ولكنهما غيّرا التركيز الفلسفي بطرق عديدة. لم يكتب سقراط شيئًا، ويتلخص تأثيره في ما أحدثه من وقعٍ في معاصريه. ويتعلق هذا بشكل خاص بطريقته في إجراء الجدالات الفلسفية في شكل ما يسمى بالحوارات السقراطية. غالبًا ما تبدأ هذه الحوارات بأسئلة بسيطة في محاولة لاستكشاف موضوع ما والتفكير النقدي في الأفكار والافتراضات الأساسية. وعلى عكس الفلاسفة السابقين لسقراط، كان تركيزه أقل على النظريات الميتافيزيقية وأكثر على الفلسفة الأخلاقية. في العديد من حواراته، استكشف سؤال ما يعنيه أن نعيش حياة جيدة، من خلال استكشاف الفضائل مثل العدالة والشجاعة والحكمة. وعلى الرغم من اعتباره معلّمًا عظيمًا للأخلاق، إلا أن سقراط لم يكن يعلّم عادة أي عقائد أخلاقية محددة. وبدلاً من ذلك، كان يحاول دفع جمهوره للتفكير بأنفسهم وإدراك جهلهم.

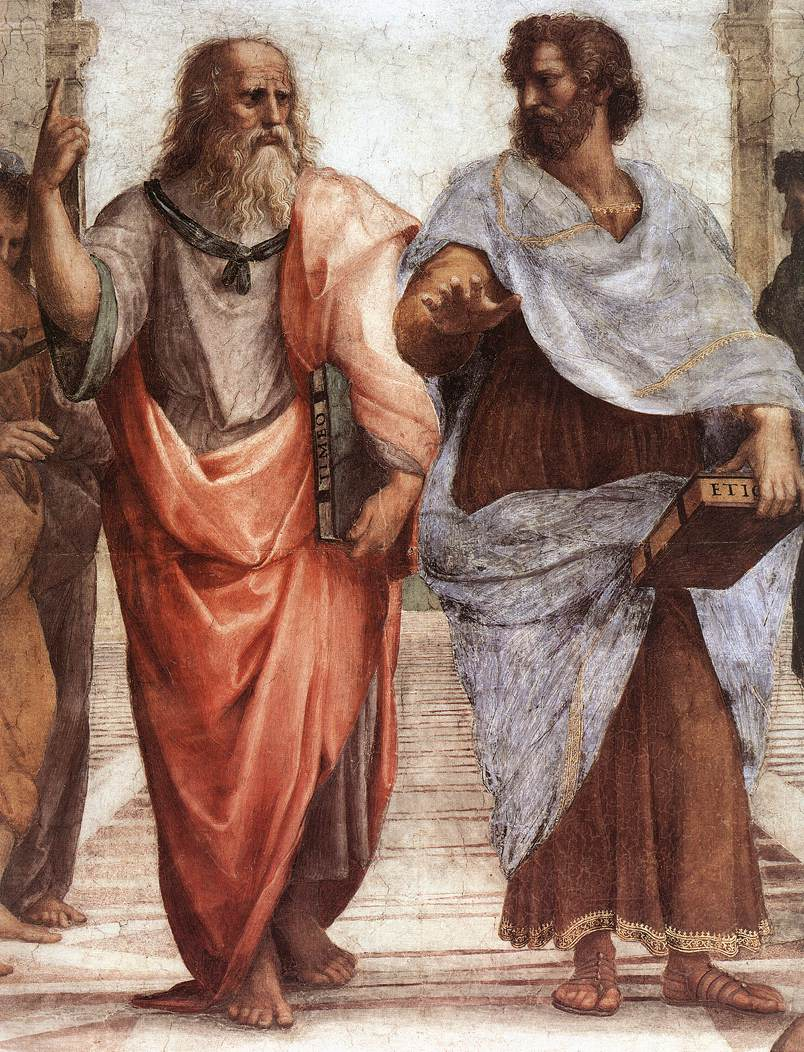
أفلاطون (يسارًا) وأرسطو (يمينًا) يشيران لتوضيح الاختلافات في أفكارهما باعتبارهما مؤسسي الفلسفة الغربية، لوحة: تفاصيل من مدرسة أثينا.

يأتي مُعظم ما يُعرف عن سقراط من كتابات تلميذه أفلاطون. أعمال أفلاطون تتخذ شكل حوارات بين الفلاسفة الآخرين، مما يجعل من الصعب إعادة بناء نظرياته الخاصة. لقد صاغ نظرية المُثُل، التي تدّعي أن الطبيعة الحقيقية للواقع توجد في المُثُل أو الأفكار المجردة والأبدية. أمثلة على ذلك هي مُثُل الجمال، والعدالة، والخير الأسمى. أما العالم المادي المتغير الذي تدركه الحواس، فهو مجرد نسخة غير كاملة من المُثُل. وقد شكّلت نظرية المُثُل آراء الميتافيزيقا ونظرية المعرفة اللاحقة حتى يومنا هذا. يمكن اعتبار أفلاطون أيضًا رائدًا في مجال علم النفس، حيث قسّم النفس إلى ثلاث ملكات: العقل، والثيموس، والرغبة، والتي تتحمل مسؤولية الظواهر العقلية المختلفة وتتفاعل مع بعضها بطرق عديدة. تشمل مساهمات أفلاطون أيضًا مجالات الأخلاق والفلسفة السياسية. كما أسس أفلاطون أكاديميته، التي تُعتبر أحيانًا أول معهد للتعليم العالي.
كان أرسطو (384-322 قبل الميلاد)، الذي كان في البداية تلميذًا في أكاديمية أفلاطون، فيلسوفًا منهجيًا. دُوِّنَتْ تعاليمه في شكل أطروحات حول مواضيع مختلفة في فلسفة الطبيعة، والميتافيزيقا، والمنطق، والأخلاق. قدم العديد من المصطلحات الفنية في هذه المجالات التي لا تزال تُستخدم حتى اليوم. قَبِلَ أرسطو تمييزَ أفلاطون بين الشكل والمادة، لكنه رفض فكرة أن الأشكال يمكن أن توجد بذاتها وادعى بدلاً من ذلك أن الأشكال والمادة تعتمد على بعضها البعض. نوقشت هذه القضية من قبل العديد من الفلاسفة اللاحقين بوصفها مسألة من العموميات. في مجال الميتافيزيقا، قدم مجموعة من المقولات الأساسية للوجود كإطار لتصنيف وتحليل الجوانب المختلفة للوجود. كما اقترح نظريته المشهورة بالأسباب أو العلل الأربعة، والتي تهدف إلى تفسير سبب حدوث أي حركة أو تغيير في الطبيعة. وفقًا للسبب الغائي، على سبيل المثال، كل شيء في الطبيعة له هدف ويتحرك نحوه. نظرية أرسطو الأخلاقية تقول إن لعيش حياة جيدة يجب على الإنسان أن ينمي الفضائل من أجل الازدهار. في مجال المنطق، وضع أرسطو قواعد الاستدلال الصحيحة.

#### الفلسفة الهلنستية والرومانية
تميزت الفلسفة القديمة بعد أرسطو بظهور حركات فلسفية أوسع، مثل: الأبيقورية، والرواقية، والشكوكية، والمعروفة بمدارس الفكر الهلنستية. ركزت هذه المدارس على مجالات مثل: الأخلاق، والفيزياء، والمنطق، ونظرية المعرفة. بدأت هذه الفترة مع وفاة الإسكندر الأكبر في عام 323 قبل الميلاد وكان لها تأثير كبير حتى نهاية الجمهورية الرومانية في عام 31 قبل الميلاد.
قَبِلَ الأبيقوريون واضطلعوا بتطوير فكرة ديموقريطس بأن الطبيعة تتكون من ذرات غير قابلة للتجزئة. في مجال الأخلاق، اعتبروا أن اللذة هي الخير الأعلى، لكنهم رفضوا فكرة أن الترف والانغماس في الملذات الحسية يؤديان إلى السعادة طويلة الأمد. بدلاً من ذلك، جادلوا بأن الشكل الدقيق للمتعة، والذي يتمثل في حياة بسيطة تتميز بالطمأنينة، هو أفضل طريقة لتحقيق هذه السعادة.
رفض الرواقيون هذا المنظور الهيدوني (اللذائذي)؛ فقد رأوا أن الرغبات والبغض أو الكراهية هي عقبات أمام هدفهم في العيش بتوافق مع العقل والفضيلة. وللتغلب على هذه الرغبات، دَعوا إلى السيطرة على الذات وتبني موقف الأباثيا، أي التحرر من الانفعالات.
بحث الشكوكيون مسألة كيف تؤثر الأحكام والآراء على الرفاهية. وادّعوا أن المعتقدات الدوغمائية تسبب اضطرابات عاطفية. وأوصوا الناس بتعليق الأحكام في القضايا التي لا يمكن فيها الوصول إلى اليقين. بعض الشكوكيين ذهبوا إلى أبعد من ذلك، حيث اعتبروا أن هذا ينطبق على جميع المعتقدات، أي أنهم اعتقدوا أن أي شكل من أشكال المعرفة اليقينية هو مستحيل. وبذلك، دعوا إلى تعليق جميع الأحكام وعدم التأكيد على صحة أي شيء بشكل مطلق.
تعود مدرسة الأفلاطونية المحدثة إلى الجزء الأخير من الفترة القديمة. بدأت في القرن الثالث الميلادي وبلغت ذروتها حتى القرن السادس الميلادي. ورثت العديد من الأفكار من أفلاطون وأرسطو وحولتها بطرق إبداعية. فكرتها الأساسية هي أن هناك كياناً متعاليًا وغير قابل للوصف مسؤول عن كل الوجود، يُطلق عليه ببساطة "الواحد" أو "الخير". ينبثق أو يفيض العقل من الواحد ويتأمله. وهذا بدوره يُنشئ النفس الصاعدة، التي تُحدث العالم المادي. من الفلاسفة المؤثرين في الأفلاطونية المحدثة كانوا أفلوطين (204-270 م) وتلميذه فرفوريوس الصوري (234-305 م).

### فلسفة القرون الوسطى
بدأت الفترة الوسطى في الفلسفة الغربية بين 400 و500 ميلادية وانتهت بين 1400 و1500 ميلادية. وكان أحد الفروق الأساسية بينها وبين فلسفة الفلاسفة السابقين هو التركيز على الفكر الديني. وخلال هذه الفترة، أجبر الإمبراطور المسيحي جستنيان مدارس الفلسفة، مثل أكاديمية أفلاطون، على الإغلاق. وكانت الكنيسة هي المركز الرئيسي للدراسة والتعليم والنقاشات الفكرية، وكانت تدير وتتحكم في معظم النشاطات الفكرية والعلمية، وأصبح الابتعاد عن العقيدة الأرثوذكسية، أي الرسمية، محفوفًا بالمخاطر. ولهذه الأسباب، يعتبر البعض هذه الفترة «عصرًا مُظلمًا» بالمقارنة مع ما قبلها وما بعدها. كانت المواضيع الرئيسية في هذه الفترة هي مسألة الكليات أو العموميات، وطبيعة الله، وبراهين وجود الله، والعلاقة بين العقل والإيمان. وقد تميزت الفترة المبكرة من العصور الوسطى بفلسفة أفلاطون، بينما أصبحت الأفكار الأرسطية مهيمنة في أواخر هذه الفترة.
تأثر القديس أوغسطين (354-430 ميلادية) بالأفلاطونية، واستخدم هذا المنظور لشرح المفاهيم والمشاكل الرئيسية في اللاهوت المسيحي. وقد قَبِلَ فكرة الأفلاطونية المحدثة بأن الله أو المصدر الأسمى هو خَيِّر وغير قابل للفهم. فدفعه هذا لمعالجة مشكلة الشر، أي تفسير كيف يمكن للشر أن يوجد في عالم خلقه إله خَيِّر وكلي العلم وكلي القدرة. وتفسيره هو أن الله قد منح البشر الإرادة الحرة، مما يمكنهم من القيام بالخير والشر معًا وتحمل مسؤولية اختياراتهم. ومن الأفكار المؤثرة الأخرى لأوغسطين كانت حججه في إثبات وجود الله، ونظريته عن الزمن، ونظريته بشأن الحرب العادلة.
كان لدى بوثيوس (477–524 ميلادي) اهتمام كبير بالفلسفة اليونانية. حيث اضطلع بترجمة العديد من أعمال أرسطو وسعى لدمجها وتوفيقها مع العقيدة المسيحية. وناقش مشكلة الكليات وصاغ نظرية لدمج آراء أفلاطون وأرسطو. وقد حاول تحقيق ذلك من خلال القول بأن الكليات توجد في الذهن بدون مادة بطريقة معينة، ولكنها توجد أيضًا في الأشياء المادية بطريقة أخرى. وكانت هذه الفكرة مؤثرة في النقاش اللاحق في العصور الوسطى حول مسألة الكليات، حيث ألهمت ما يُسمى بالاسميين الادعاء بأن الكليات توجد فقط في الذهن. أمَّا فيما يتعلق بالعقيدة المسيحية، فقد بحث بوثيوس مشكلة الثالوث، أي السؤال عن كيفية وجود الله في ثلاثة أقانيم في نفس الوقت كالأب والابن والروح القدس.

#### الفلسفة المدرسية
هيمن المنهج المدرسي على الجزء الأخير من الفترة الوسطى. وكانت المدرسية قد تأثَّرت بشدة بالفلسفة الأرسطية واتّبعت طريقة منهجيَّة ونظاميَّة. وكان المسؤول عن هذا الاهتمام المتزايد بأرسطو هو التقليد العربي الفارسي، الذي حفظ وترجم وفسّر العديد من أعمال أرسطو التي فُقدت في العالم الغربي.
يُعتبر أنسلم الكانتربري (1033-1109 ميلادية) غالبًا أبًا للمدرسية. رأى أن العقل والإيمان هما جانبين متكاملين يعتمدان على بعضهما البعض للوصول إلى فهم صحيح. وهو مشهور بأطروحته الأنطولوجية لإثبات وجود الله. لقد عرّف أنسلم الله بأنه أعظم كائن يمكن تصوره وجادل بأن الله يجب أن يوجد خارج عقله. وهذا يعتمد على فكرة أن الله لن يكون أعظم كائن يمكن تصوره إذا كان موجودًا فقط في العقل. أمَّا بيتر أبيلارد (1079-1142) فقد أكَّد أيضًا على التناغم بين العقل والإيمان. وادعى أن كليهما ينبعان من نفس المصدر الإلهي. ولهذا السبب، استنتج أنه لا يمكن أن يكون هناك تناقض بينهما. ومن الابتكارات المؤثرة الأخرى كانت نظريته في الاسمية، التي ادعت أن الكليات موجودة فقط كتصورات عقلية.

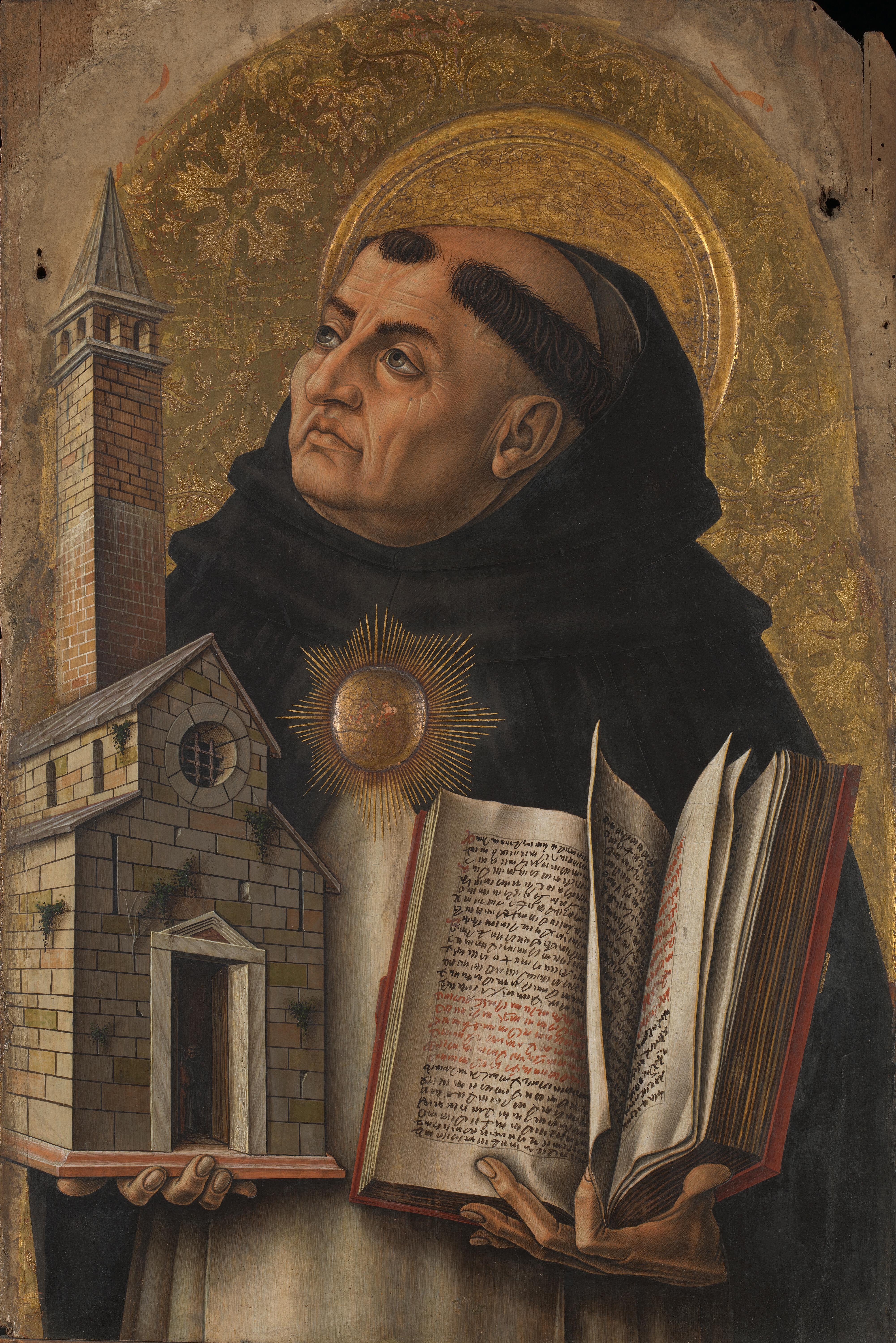
طور توما الأكويني نظامًا شاملاً للفلسفة المدرسية.

يُرَى توما الأكويني (1224-1274 ميلادية) غالبًا الفيلسوف الأكثر تأثيرًا في العصور الوسطى. لقد بنى أفكاره على أسس الفلسفة الأرسطية، فطوّر نظامًا متكاملًا للفلسفة المدرسية. شمل هذا النظام مجالات، مثل: الميتافيزيقا، اللاهوت، الأخلاق، والنظرية السياسية. وقد لُخِّصَتْ العديد من أفكاره في عمله المُهم «الخلاصة اللاهوتية». كان الهدف الرئيسي في معظم كتاباته هو إظهار كيف يعمل الإيمان والعقل بانسجام. كان يعتقد أن العقل يدعم ويعزز المعتقدات المسيحية، لكن الإيمان بوحي الله لا يزال ضروريًا لأن العقل غير قادر على فهم كل شيء بمفرده. ويتعلق هذا، على سبيل المثال، بادعاء أن العالم أبدي وتفاصيل كيفية علاقة الله بخلقه. وفي الميتافيزيقا، ادعى توما أن أي كيان يتميز بوجهين: الجوهر والوجود. وإنَّ فهم الشيء يتضمن إدراك جوهره، وهذا يمكن أن يحدث دون إدراك ما إذا كان موجودًا. ويرى أنَّ الله يشكل حالة خاصة: وجوده غير مقيد وهو مُتماثل مع جوهره.
كان يعتقد في الأخلاق أنَّ المبادئ الأخلاقية متجذرة في الطبيعة البشرية. وكان يعتقد أن الأخلاق تتعلق بفعل ما هو خير، وأن البشر، ككائنات عاقلة، لديهم ميل طبيعي للسعي نحو الخير. وفي اللاهوت الطبيعي، وضع «البراهين أو الطرق الخمس» الشهيرة، وهي خمس حجج أو براهين لإثبات وجود الله.
نقد دونس سكوتس (1266-1308 ميلادية) العديد من أفكار توما الأكويني. فقد رفض، في الميتافيزيقا، الادعاء بوجود تمييز حقيقي بين الجوهر والوجود. وبدلاً من ذلك، رأى أن هذا التمييز هو فقط تمييز شكلي، مما يعني أن الجوهر والوجود هما جانبان مختلفان للشيء نفسه ولكنهما لا يمكن فصلهما. كما ادعى أن هناك جوهرًا مُميَّزًا لكل كينونة فردية. هذا الجوهر الفريد، الذي يُسمى «الجوهر المُميَّز»، هو ما يجعل الكيان متميزًا عن الكيانات الأخرى من نفس النوع.
كان ويليام الأوكامي (1285-1347 ميلادية) أحد آخر الفلاسفة المدرسيين. وهو مخترع المبدأ المنهجي المعروف باسم «نصل أوكام». يُستخدم هذا المبدأ للاختيار بين التفسيرات المتنافسة لنفس الظاهرة. وهو ينص على أنه يجب تفضيل التفسيرات البسيطة. في هذا السياق، يكون التفسير أبسط إذا افترض وجود عدد أقل من الكينونات. استخدم أوكام هذا المبدأ ليجادل لصالح الاسمية وضد الواقعية بشأن الكليات (العموميات). وفقًا له، فإن الاسمية هي التفسير الأبسط لأنها لا تفترض وجود الكليات.

### فلسفة عصر النهضة
بدأت فترة النهضة في منتصف القرن الرابع عشر واستمرت حتى بداية القرن السابع عشر. كان لهذه الحركة جذورها في إيطاليا وامتدت تدريجياً إلى مناطق أخرى من أوروبا الغربية. من أهم جوانبها الاهتمام المتجدد بالفلسفة اليونانية القديمة وظهور النزعة الإنسانية. شهدت أيضًا تحولًا نحو البحث العلمي. كان هذا تحولاً كبيرًا عن الفترة الوسطى التي كانت تركز بشكل أساسي على التقاليد الدينية والمدرسية. وهناك تغيير آخر وهو أن النشاط الفكري لم يكن مرتبطًا بشكل وثيق بالكنيسة كما كان من قبل: معظم العلماء في هذه الفترة لم يكونوا رجال دين.
كان جزء مهم من إحياء الفلسفة اليونانية القديمة في عصر النهضة يتعلق بالحماس المتجدد لتعاليم أفلاطون. كانت أفلاطونية عصر النهضة تُمارس وتُطور بناءً على أسس اللاهوت المسيحي، وغالبًا ما حاولت إظهار مدى توافق فلسفة أفلاطون مع المذاهب المسيحية وإمكانية تطبيقها عليها. على سبيل المثال، رأى مارسيلو فيسينو (1433-1499) بأن النفوس تؤسس العلاقة بين عالم المُثُل الأفلاطونية والعالم الحسي. فوفقًا لأفلاطون، يمكن فهم الحب كسلّم للوصول إلى أشكال أعلى من الفهم. ففسّر فيسينو هذا في سياق عقلي كطريقة للتواصل مع الله من خلال حب المعرفة.

نيكولو مكيافيلي (1469-1527).

لم يقتصر إحياء الفلسفة اليونانية القديمة على الأفلاطونية بل شمل أيضًا مدارس أخرى مثل الشكّية والأبيقورية والرواقية. كان هذا الإحياء مرتبطًا ارتباطًا وثيقًا بظهور النزعة الإنسانية في عصر النهضة. النزعة الإنسانية في عصر النهضة هي رؤية للعالم تركز على الإنسان وتقدر بشدة التخصصات الأكاديمية التي تدرس المجتمع والثقافة البشرية. كما تضمَّن هذا التحول في المنظور رؤية الإنسان كفرد حقيقي. لم تكن النزعة الإنسانية في عصر النهضة حركة فلسفية بحتة، لكنها أحدثت العديد من التغيرات الاجتماعية والثقافية التي أثرت على النشاط الفلسفي. كانت هذه التغيرات مصحوبة أيضًا بزيادة الاهتمام بالفلسفة السياسية. رأى نيكولو مكيافيلي (1469-1527) بأن المسؤولية الأساسية للحكام هي ضمان الاستقرار والأمن. يجب عليهم الحكم بفعالية لصالح الدولة ككل، حتى إذا تطلبت الظروف الصعبة استخدام القوة والإجراءات القاسية. على الجانب الآخر، قدم توماس مور (1478-1535) نظرة سياسية مختلفة، حيث تصور مجتمعًا مثاليًا يتميز بالملكية المشتركة والمساواة والتفاني في الخدمة العامة.
شهد عصر النهضة تطورات مختلفة في فلسفة الطبيعة والعلوم، والتي ساعدت في تمهيد الطريق للثورة العلمية. أحد هذه التطورات كان التأكيد على الملاحظة التجريبية كوسيلة للبحث العلمي. تطور آخر كان فكرة أن التفسيرات الرياضية يجب أن تُستخدم لفهم تلك الملاحظات. يُعتبر فرانسيس بيكون (1561-1626 م) شخصية انتقالية بين عصر النهضة والعصر الحديث. حاول بيكون إحداث ثورة في المنطق والبحث العلمي من خلال عمله «الأورجانون الجديد»، الذي كان يهدف إلى استبدال عمل أرسطو المؤثر في هذا المجال. ناقش، على سبيل المثال، دور الاستدلال الاستقرائي في البحث التجريبي للوصول إلى قوانين عامة من خلال العديد من الملاحظات الفردية. شخصية انتقالية أخرى هو غاليليو غاليلي (1564-1642 م). لعب دورًا رئيسيًا في الثورة الكوبرنيكية من خلال ادعائه أن الشمس، وليس الأرض، هي مركز النظام الشمسي.

### الفلسفة الحديثة المبكرة
تشمل الفلسفة الحديثة المبكرة القرنين السابع عشر والثامن عشر. يُقسَّم الفلاسفة في هذه الفترة تقليديًا إلى تجريبيين وعقلانيين. ومع ذلك، جادل المؤرخون المعاصرون بأن هذا ليس تمييزًا صارمًا، بل هو مسألة درجات متفاوتة. تشترك هذه المدارس في أنها تسعى إلى طريقة تحقيق واضحة ومحددة ومنهجية. كان هذا التركيز الفلسفي على المنهج يعكس التقدم الذي كان يحدث في الوقت عينه كجزء من الثورة العلمية. يقع الاختلاف بين التجريبيين والعقلانيين في نوع المنهج الذي يروِّجانه. تُركز التجريبية على التجربة الحسية، بينما تُؤكد العقلانية على العقل، وخاصة مبادئ عدم التناقض والسبب الكافي، والمعرفة الفطرية. كان هذا التركيز على المنهج واضحًا بالفعل في الفكر النهضوي، لكنه لم يبرز بشكل كامل إلا في الفترة الحديثة المبكرة. شهد النصف الثاني من هذه الفترة ظهور حركة التنوير، التي استخدمت هذه التطورات لتحدي السلطات التقليدية بينما تروج للتقدم والحرية الفردية وحقوق الإنسان.

#### الفلسفة التجريبية

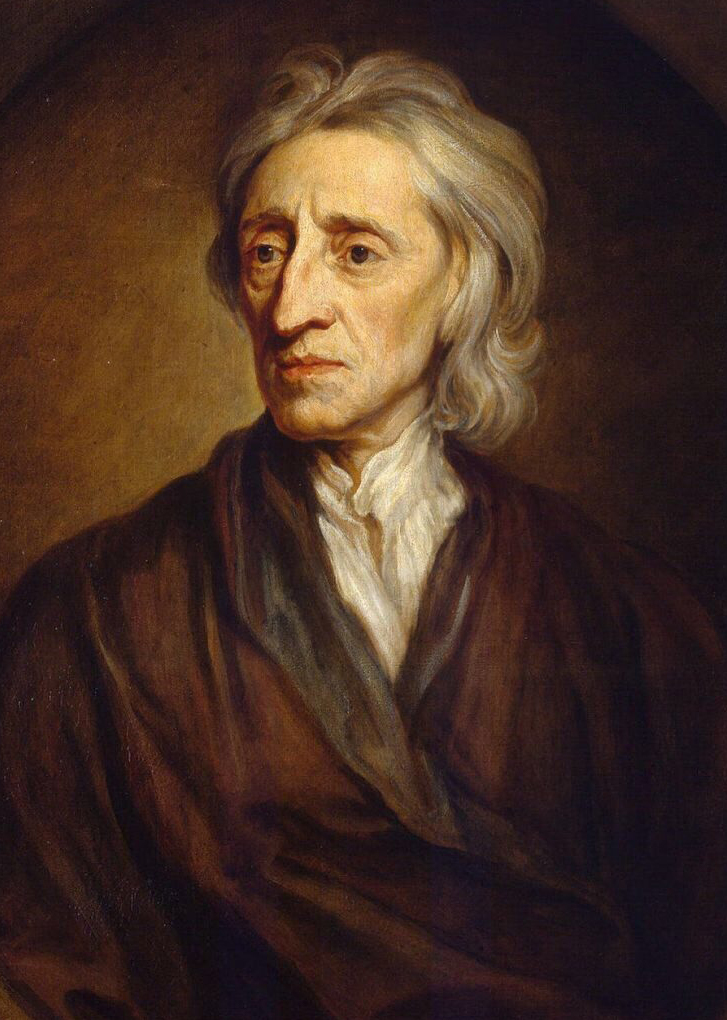
يُنظر إلى جون لوك أحيانًا على أنه أبًا للتجريبية.

كانت التجريبية أو الإمبريقية في الفترة الحديثة المبكرة مرتبطة أساسًا بالفلسفة البريطانية. يُعتبر جون لوك (1632-1704) أحيانًا أبًا للتجريبية. في كتابه «مبحث في الفهم الإنساني»، رفض فكرة المعرفة الفطرية وادعى أن المعرفة تجريبية. رأى أن العقل هو لوح فارغ يعتمد على التجربة الحسية لاكتساب الأفكار. وقد ميز بين الخصائص الأولية، التي تنتمي إلى الأشياء الخارجية وتكون مستقلة عن المراقبين، والخصائص الثانوية، التي هي قدرات الأشياء على إحداث إحساسات في المراقبين. أثَّرت أفكار لوك في جورج بيركلي (1685-1753) بشدة، لكنه قدم شكلًا مختلفًا وأكثر جذرية من التجريبية. طور بيركلي شكلًا من المثالية بإعطاء الأولوية للإدراكات والأفكار على الأشياء المادية. جادل بأن الأشياء توجد فقط إلى الحد الذي يجري إدراكها فيه من قبل العقل. وهذا يعني أنه لا توجد حقيقة خارج العقل.
قَبِلَ ديفيد هيوم (1711–1776) أيضًا المبدأ الأساسي للتجريبية الذي يقول إن المعرفة تُستمد من التجربة الحسية. واستنتج من هذا المبدأ أنه ليس من الممكن معرفة أن شيئًا ما تسبب في حدوث شيء آخر. وكان السبب وراء هذا الرأي هو أن العلاقة بين السبب والنتيجة ليست قابلة للإدراك الحسي. بدلاً من ذلك، جادل بأن العقل يلاحظ فقط أنماطًا منتظمة بين الظواهر السابقة واللاحقة، مما يقوده إلى عادة توقع حدوث ظاهرة معينة لأن أخرى قد حدثت قبلها. كان للتجريبية التي دعا إليها هيوم وآخرون تأثير مهم على المنهج العلمي، خصوصًا فيما يتعلق بالتركيز على الملاحظة والتجربة والاختبار الدقيق.

#### الفلسفة العقلية

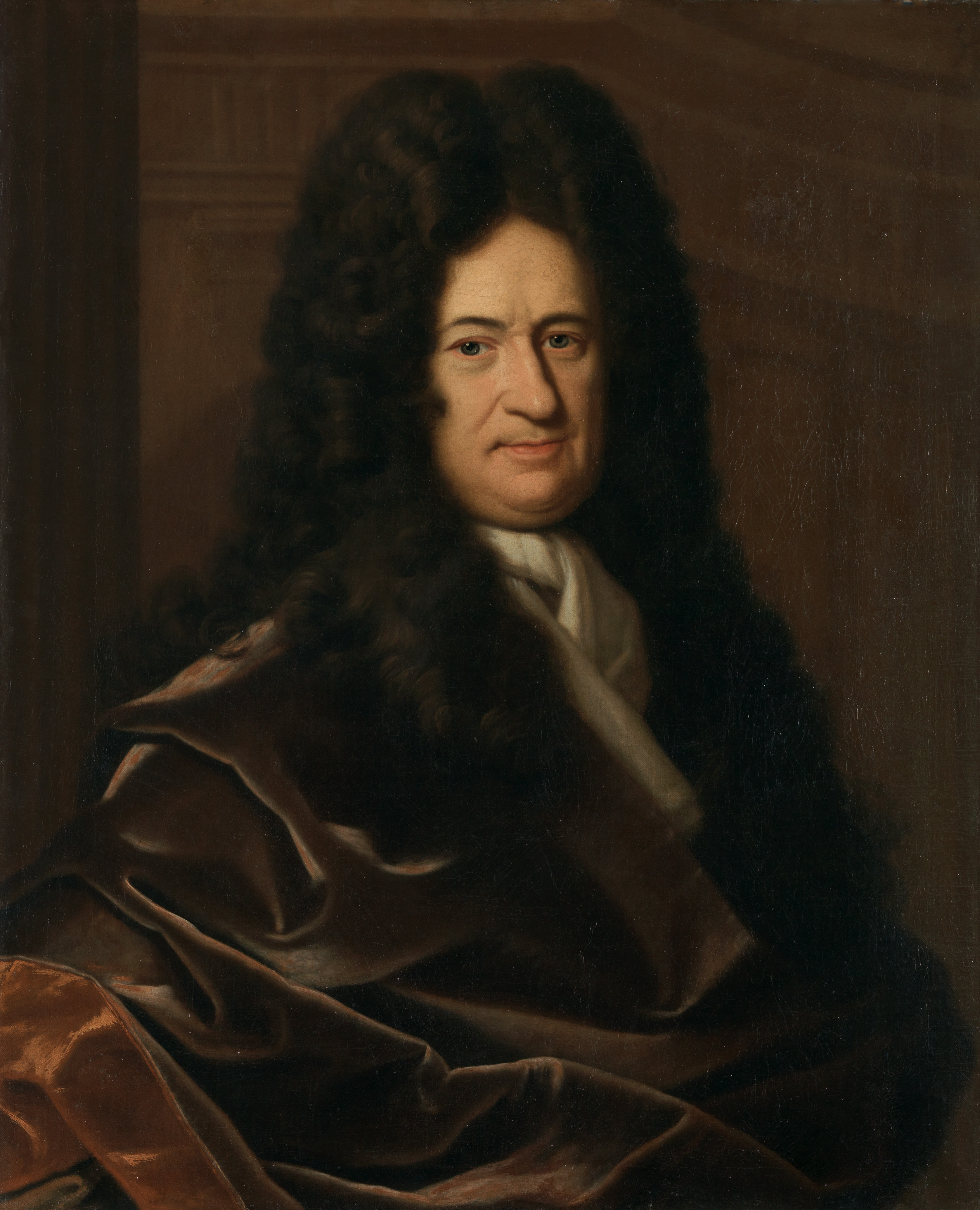
وفقا لعقلانية غوتفريد فيلهلم لايبنتس، فإن لكل شيء سببا كافيا.

كانت العقلانية أو المذهب العقلي مدرسة فكرية مهيمنة أخرى في هذه الفترة، ولعب رينيه ديكارت (1596–1650) دورًا محوريًا في ظهورها. كان هدفه الوصول إلى معرفة مؤكدة تمامًا. ولتحقيق ذلك، استخدم منهجية الشك من خلال التشكيك في جميع معتقداته للعثور على أساس لا يمكن الشك فيه للمعرفة. وجد هذا الأساس في العبارة «أنا أفكر، إذن أنا موجود». استخدم ديكارت مبادئ عقلانية مختلفة، مثل التركيز على الاستدلال الاستنباطي، لتطوير نظام فلسفي شامل يعتمد على هذا الأساس. يتمحور هذا النظام حول الثنائية الجوهرية، مدعيًا أن الجسم والعقل هما كيانان مستقلان يتعايشان.
أَوْلَتْ فلسفة باروخ سبينوزا العقلانية (1632–1677) اهتمامًا أكبر لدور الاستدلال الاستنباطي. استخدم سبينوزا ما يُعرف بالمنهج الهندسي (بالإنجليزية: geometrical method) لتأسيس نظامه الفلسفي. يبدأ هذا المنهج بمجموعة صغيرة من البديهيات الواضحة بذاتها، ثم يستمر بالاستدلال (البرهنة) على نظام فلسفي شامل منها باستخدام الاستدلال الاستنباطي. وعلى عكس ديكارت، توصل سبينوزا إلى المذهب الأحادي الميتافيزيقي. كان غوتفريد فيلهلم لايبنتس (1646–1716) فيلسوف عقلاني آخر مؤثر في هذه الفترة. ينص مبدأ السبب الكافي لديه على أن لكل شيء سببًا. استخدم هذا المبدأ لتطوير نظامه الميتافيزيقي الذي يسمى «المونادولوجيا» (علم الجواهر أو المونادات).

### التنوير والفلسفة الحديثة المتأخرة
شهد النصف الثاني من الفترة الحديثة ظهور حركة ثقافية وفكرية تُعرف بالتنوير. استخدمت هذه الحركة توجهات من التجريبية والعقلانية لتحدي السلطات التقليدية وتعزيز السعي وراء المعرفة. ودافعت عن الحرية الفردية وكان لها نظرة متفائلة نحو التقدم وتحسين المجتمع. كان إيمانويل كانط (1724-1804) واحدًا من المفكرين المركزيين في حركة التنوير. أكد على العقل كأداة لفهم العالم واستخدمه لنقد الدوغمائية والالتزام الأعمى بالسلطة. قدم نظامًا فلسفيًا شاملًا يسعى إلى دمج كل من التجريبية والعقلانية. واستكشف في مذهبه «المثالية المتعالية» كيف يشكل العقل ومقولاته القبليَّة تجربة الإنسان للواقع. وطوَّر في مجال الأخلاق نظامًا أخلاقيًا قائمًا على الواجبات الأخلاقية العالمية. وكان هناك أيضًا فلاسفة تنويريون مهمون آخرون، مثل فولتير (1694-1778)، ومونتسكيو (1689-1755)، وجان جاك روسو (1712-1778).
تأثرت الفلسفة السياسية في هذه الفترة بكتاب «الليفياثان» لتوماس هوبز (1588-1679). كان لدى هوبز رأي سلبي حول الحالة الطبيعية للبشر، واعتبر أنها تنطوي على «حرب الكل ضد الكل». برأيه، فإن السبب والغرض من المجتمع المدني هو تجنب هذه الحالة. يحدث ذلك من خلال عقد اجتماعي يتخلى فيه الجميع عن بعض حقوقهم لسلطة مركزية قوية جدًا لحمايتهم من المخاطر الخارجية. وقد نظّر جان جاك روسو أيضًا للحياة السياسية على نموذج العقد الاجتماعي. ومع ذلك، كان توجهه السياسي مختلفًا تمامًا بسبب تقييمه الأكثر إيجابية للطبيعة البشرية، مما دفعه إلى الدفاع عن الديمقراطية.

#### فلسفة القرن التاسع عشر
كانت فلسفة القرن التاسع عشر فلسفة غنية ومتنوعة. اكتسب مصطلح «الفلسفة» في هذه الفترة المعنى المميز المستخدم اليوم كحقل منفصل عن العلوم التجريبية والرياضيات. ويمكن رسم تقسيم تقريبي بين نوعين من المناهج الفلسفية في هذه الفترة. الأول أن حاول بعض الفلاسفة تقديم أنظمة شاملة ومتكاملة، مثل المثاليين الألمان والبريطانيين. والثاني كما في فلسفة بنثام، ومل، والبراغماتيين الأمريكيين، والذي يركز على أسئلة أكثر تحديدًا تتعلق بمجالات معينة، مثل الأخلاق ونظرية المعرفة.
كانت المثالية الألمانية واحدة من أكثر المدارس الفلسفية تأثيرًا في هذه الفترة. بدأت هذه المدرسة مع إيمانويل كانط، الذي جادل بأن النشاط المفاهيمي للذات يكون دائمًا جزئيًا مكونًا للتجربة والمعرفة. اعترض المثاليون الألمان اللاحقون على ما رأوه من مشاكل نظرية في ثنائيات كانط والوضع المتناقض للشيء في ذاته. سعى هؤلاء الفلاسفة إلى مبدأ موحد ليكون أساسًا لكل الواقع. بحسب يوهان غوتليب فيشته (1762–1814)، فإن هذا المبدأ هو نشاط الذات أو الأنا المتعالية، التي تضع نفسها وضدها في آن واحد. أما فريدريش فيلهلم جوزيف شيلينغ (1775–1854) فقد رفض هذا التركيز على الأنا، وسعى إلى مبدأ أكثر تجريدًا يُشار إليه بالمطلق أو الروح العالمية ليكون أساسًا لكل من الوعي والطبيعة.

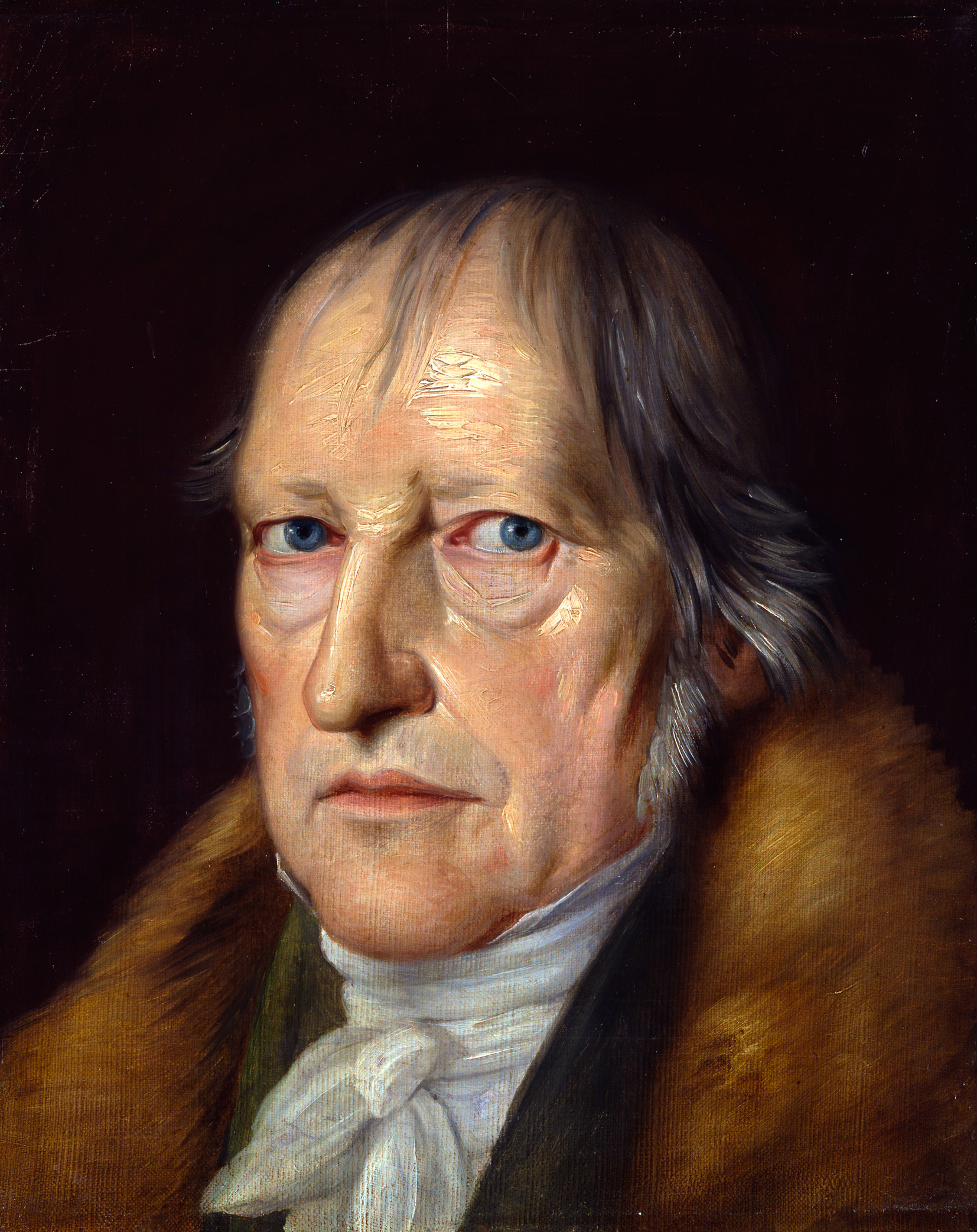
طور جورج فيلهلم فريدريش هيغل الفلسفة المثالية المطلقة.

غالبًا ما توصف فلسفة جورج فيلهلم فريدريش هيغل (1770–1831) بأنها تتويج لهذه التقاليد. أعاد هيغل بناء تاريخ فلسفي يقيس التقدم من خلال تحقيق الحرية. لم يقتصر ذلك على الحياة السياسية فقط، بل شمل أيضًا الفلسفة التي زعم أن هدفها هو نوع من المعرفة الذاتية تتميز بتطابق الذات والموضوع. أطلق هيجل على هذا المصطلح «المطلق» لأن هذه المعرفة، التي تتحقق في الفن والدين والفلسفة، هي معرفة مكتفية بذاتها تمامًا.
وكان في هذه الفترة تيارات فكرية أخرى مؤثرة، منها التاريخية والكانطية الجديدة. أكد التاريخيون مثل يوهان جوتفريد هردر على صلاحية وطبيعة المعرفة التاريخية الفريدة للأحداث الفردية، وذلك على النقيض من المعرفة العامة بالحقائق الأبدية. أما الكانطية الجديدة فكانت حركة فلسفية متنوعة أحيت وأعادت تفسير أفكار كانط.
نشأت المثالية البريطانية في وقت لاحق من القرن التاسع عشر، وكانت متأثرة بشدة بفلسفة هيجل. على سبيل المثال، جادل فرانسيس هربرت برادلي (1846–1924) بأن الواقع هو كُلية شاملة للوجود تُعرف بالروح المطلقة. كما أنه مشهور بزعم أن العلاقات الخارجية غير موجودة.
كان كارل ماركس (1818–1883) فيلسوفًا آخر تأثر بأفكار هيغل. طبق ماركس هذه الأفكار على التطور التاريخي للمجتمع، معتمدًا على صراع الطبقات. ولكنه رفض النظرة المثالية في صياغة ما أسماه بالمادية الجدلية. بالنسبة له، كانت القوة الأساسية وراء التطور التاريخي هي الاقتصاد وليس الروح (بالإنجليزية: spirit).
وفقًا لآرثر شوبنهاور (1788–1860)، فإن المبدأ الأساسي لجميع الواقع هو الإرادة، التي رآها قوة عمياء وغير عقلانية. ولتأثره بالفلسفة الهندية، كوَّن نظرة تشاؤمية بالوصول إلى استنتاج أن تعبيرات الإرادة تؤدي في النهاية إلى المعاناة. كان له تأثير عميق على فريدريك نيتشه، الذي رأى أن «إرادة القوة» هي القوة الدافعة الأساسية في الطبيعة. استخدم نيتشه هذا المفهوم لنقد العديد من الأفكار الدينية والفلسفية، إذ رآها محاولات متنكرة لفرض السلطة بدلاً من أن تكون إنجازات روحية خالصة.
طوّر جيريمي بنثام (1748–1832) فلسفته النفعية في مجال الأخلاق. تنص هذه الفلسفة على أن مدى صوابية الفعل يعتمد على مدى منفعته، أي على مقدار اللذة والألم الذي يسببه. الهدف من الأفعال هو تحقيق أقصى سعادة أو «أكبر قدر من الخير لأكبر عدد من الناس». أصبح تلميذه جون ستيوارت مل (1806–1873) واحدًا من أبرز دعاة النفعية. وقد طور مل النظرية من خلال القول بأن ما يهم ليس فقط درجة اللذة والألم، بل أيضًا نوعيتهما أو جودتهما.
نحو نهاية القرن التاسع عشر، ظهرت فلسفة البراغماتية في الولايات المتحدة. يُقيِّم البراغماتيّون الأفكار الفلسفية بناءً على مدى فائدتها وفعاليتها في توجيه العمل. يُعتبر تشارلز ساندرز بيرس (1839–1914) مؤسسًا للبراغماتية. كان يرى أن معنى الأفكار والنظريات يكمن في نتائجها العملية والملاحظة. ووفقًا لهذا الرأي، فإن قول أن شيئًا ما صلب يعني على المستوى العملي أنه من الصعب كسره أو ثقبه أو خدشه. واعتبر أن الإيمان الحقيقي هو إيمان مستقر يعمل حتى لو احتاج إلى التعديل في المستقبل. اكتسبت فلسفة بيرس البراغماتية شهرة أوسع بفضل صديقه الوفي ويليام جيمس (1842–1910)، الذي طبّق أفكار بيرس على علم النفس. جادل جيمس، على سبيل المثال، بأن معنى فكرة معينة يكمن في نتائجها التجريبية. ورفض الادعاء بأن التجارب هي أحداث معزولة، وقال بدلًا من ذلك أن الوعي ليس سلسلة من الأحداث المنفصلة، بل هو تيار مستمر ومتدفق من الأفكار والمشاعر والتجارب.

#### فلسفة القرن العشرين

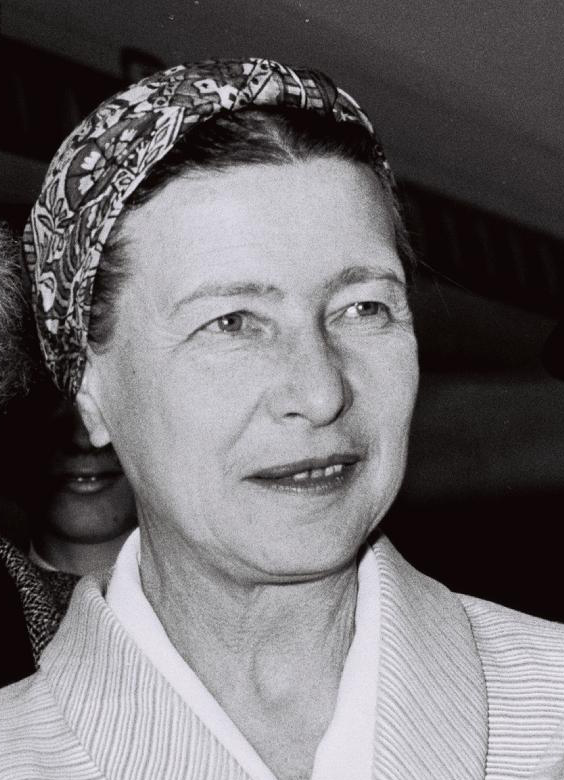
كانت سيمون دي بوفوار واحدة من الفلاسفة المسؤولين عن صعود الحركة النسوية.

يمكن تقسيم الفلسفة في القرن العشرين، عادةً، إلى مدرستين رئيسيتين: الفلسفة التحليلية والفلسفة القارية. كانت الفلسفة التحليلية مهيمنة في البلدان الناطقة بالإنجليزية. تركز هذه الفلسفة على أهمية الوضوح والدقة في اللغة. غالبًا ما تستخدم أدوات مثل المنطق الصوري والتحليل اللغوي لدراسة المشكلات الفلسفية التقليدية في مجالات مثل الميتافيزيقا، ونظرية المعرفة، والعلم، والأخلاق. من ناحية أخرى، كانت الفلسفة القارية أكثر بروزًا في الدول الأوروبية، لا سيما في ألمانيا وفرنسا. يُستخدم مصطلح «الفلسفة القارية» كمصطلح شامل بدون معنى محدد تمامًا، ويغطي حركات فلسفية مثل الظاهراتية، والتأويل، والوجودية، والتفكيكية، والنظرية النقدية، والنظرية التحليلية النفسية. شهدت الفلسفة الأكاديمية ازدهارًا سريعًا في القرن العشرين من حيث عدد المنشورات الفلسفية وعدد الفلاسفة العاملين في المؤسسات الأكاديمية. وكان هناك أيضًا زيادة في وجود النساء المتفلسفات، ومع ذلك، ورغم هذه التحسينات، لم يكن حضورهن كافيًا.
كان من بين فلسفة القرن العشرين بعض التيارات الفكرية التي لا تنتمي بشكل واضح إلى الفلسفة التحليلية أو الفلسفة القارية. من بينها البراغماتية التي تطورت انطلاقاً من جذورها في القرن التاسع عشر بفضل علماء مثل ريتشارد رورتي (1931–2007) وهيلاري بوتنام (1926–2016). وقد طُبقت البراغماتية على مجالات جديدة من البحث مثل نظرية المعرفة والسياسة والتعليم والعلوم الاجتماعية. كما شهدت الفلسفة في القرن العشرين صعود الحركة النسوية، التي تدرس وتنتقد الافتراضات والهياكل السلطوية التقليدية التي تهمش دور المرأة، من خلال فيلسوفات مثل سيمون دي بوفوار (1908–1986)، ومارثا نوسباوم (1947–حتى الآن)، وجوديث بتلر (1956–حتى الآن).

##### الفلسفة التحليلية

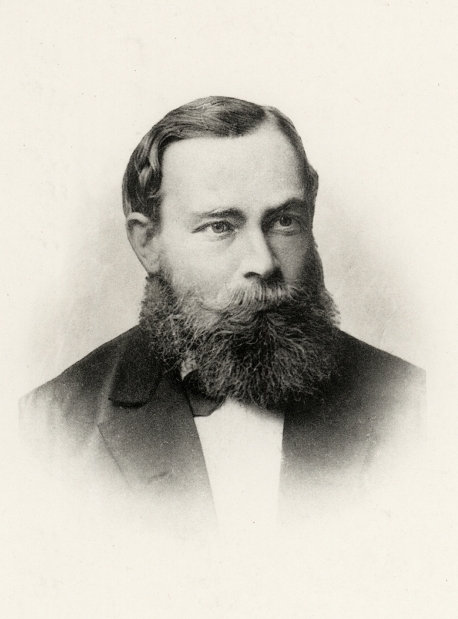
كان غوتلوب فريجه أحد رواد الفلسفة التحليلية.

كان جورج إدوارد مور (1873–1958) أحد الشخصيات المؤسسة للفلسفة التحليلية. أكد على أهمية الحس السليم واستخدمه للجدل ضد الأشكال الراديكالية من الشك. كان له تأثير كبير بشكل خاص في مجال الأخلاق، حيث ادعى أن أفعالنا يجب أن تعزز الخير. وقد رأى أن مفهوم «الخير» لا يمكن تعريفه من خلال مفاهيم أخرى. ووفقًا له، يمكن معرفة ما إذا كان شيء ما جيدًا من خلال الحدس.
كان غوتلوب فريجه (1848–1925) رائدًا آخر في مدرسة الفلسفة التحليلية. كان لتطويره المنطق الرمزي الحديث تأثير كبير على الفلاسفة اللاحقين حتى خارج مجال المنطق. استخدم هذه التطورات في محاولته لإثبات أن الحساب يمكن اختزاله إلى المنطق. تُعرف هذه الأطروحة بالمنطقانية. كان مشروع المنطقانية الخاص ببيرتراند راسل (1872–1970) أكثر طموحًا، حيث شمل الحساب والهندسة والتحليل. كانت محاولاتهم مثمرة للغاية لكنها لم تنجح تمامًا حيث كانت هناك حاجة إلى بديهيات إضافية بجانب بديهيات المنطق. وفي فلسفة اللغة، كانت نظرية الوصف الدقيق لراسل مؤثرة. تشرح كيفية فهم التعبيرات المتناقضة مثل «ملك فرنسا الحالي»، التي لا تشير إلى أي كيان. طور راسل نظرية الذرية المنطقية، التي قام تلميذه لودفيغ فيتغنشتاين (1889–1951) بتطويرها أيضًا. وفقًا لفلسفة فيتغنشتاين المبكرة، يتكون العالم من مجموعة من الحقائق الذرية، ويشترك العالم واللغة في نفس البنية المنطقية، وهذا هو السبب في أنه يمكن تمثيل هذه الحقائق باستخدام القضايا. وعلى الرغم من تأثير هذه النظرية، فقد تخلى فيتغنشتاين عنها في فلسفته اللاحقة. بدلاً من ذلك، جادل بأن اللغة تتكون من مجموعة متنوعة من الألعاب، لكل منها قواعده واتفاقياته الخاصة. ووفقًا لهذا الرأي، يُحدد المعنى من خلال الاستخدام وليس بالإشارة إلى الحقائق.
تطورت الوضعية المنطقية بالتوازي مع الفلسفة التجريبية وتأثرت بها بشدة. ترتبط هذه المدرسة بشكل أساسي بتجريبيي فيينا وركزت على التحليل المنطقي والتحقق التجريبي. أحد أعضائها كان رودولف كارناب (1891–1970). دافع كارناب عن مبدأ التحقق، الذي ينص على أن العبارة تكون بلا معنى إذا لم يكن من الممكن التحقق منها من خلال التجربة الحسية أو قوانين المنطق. استخدم هذا المبدأ لرفض علم الميتافيزيقا بشكل عام. هذا المبدأ تعرض للنقد من قِبل تلميذ كارناب، ويلارد فان أورمان كواين (1908–2000)، باعتباره أحد عقائد الفلسفة التجريبية. واحدة من الأفكار الأساسية في فلسفة كواين كانت الطبيعية، التي فهمها على أنها الادعاء بأن العلوم الطبيعية توفر الإطار الأكثر موثوقية لفهم العالم. استخدم كواين هذا المنظور ليجادل بأن الكيانات الرياضية لها وجود حقيقي لأنها لا غنى عنها للعلم.
كانت فلسفة فتجنشتاين المتأخرة جزءًا من فلسفة اللغة العادية، التي قامت بتحليل اللغة اليومية لفهم المفاهيم والمشكلات الفلسفية. وكانت نظرية الأفعال الكلامية التي قدمها جون لانغشو أوستن (1911–1960) إسهامًا مبكرًا ومؤثرًا في هذا المجال. ومن المفكرين الآخرين في هذا التقليد كان غيلبرت رايل (1900–1976) والسير بيتر فريدريك ستروسن (1919–2006). يُعرف التحول في التركيز على دور اللغة بالانعطاف اللغوي.
وكان كل من ريتشارد ميرفين هير (1919–2002) وجون ليزلي ماكي (1917–1981) من الفلاسفة المؤثرين في مجال الأخلاق ضمن التقليد التحليلي. كما قدم جون رولز (1921–2002) وروبرت نوزيك (1938–2002) إسهامات مهمة في فلسفة السياسة.

##### الفلسفة القارية

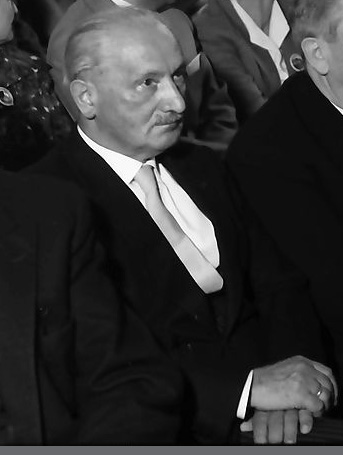
قدم مارتن هايدجر مساهمات في الظاهراتية والتأويل والأنطولوجيا.

كانت الظاهراتية في تقليد الفلسفة القارية حركة مهمة مبكرة. حاولت هذه الحركة تقديم وصف غير متحيز للتجربة الإنسانية من منظور ذاتي. واستخدمت هذا الوصف كمنهج لتحليل وتقييم المشكلات الفلسفية في مجالات متنوعة مثل نظرية المعرفة، وعلم الوجود أو الأنطولوجيا، وفلسفة العقل، والأخلاق. كان مؤسسها إدموند هوسرل (1859-1938) الذي أكد على أهمية تعليق جميع المعتقدات السابقة لتقديم وصف نقي وغير متحيز للتجربة كما تحدث. اعتمد تلميذه مارتن هايدغر (1889-1976) هذه الطريقة ضمن مقاربة سماها الأنطولوجيا التأسيسية. استكشف كيف يشكل الفهم المسبق للواقع تجربة الإنسان وتعامله مع العالم. اعتقد هايدغر أن الوصف النقي وحده ليس كافياً للظاهراتية؛ بل يجب أن يصاحبه تأويل لاكتشاف وتجنب سوء الفهم المحتمل. جرى تطوير هذا الخط من التفكير من قبل تلميذه هانز جورج غادامير (1900-2002). أشار غادامير إلى أن الفهم المسبق لدى الإنسان ديناميكي ويتغير في عملية التأويل. حاول تفسير هذه العملية بوصفها دمج لآفاق المعرفة. يتضمن دمج الآفاق تفاعلاً بين الأفق الحالي للشخص وأفق الشيء الذي يجري تأويله.
تيار آخر مؤثر في فلسفة هايدغر هو تأكيده على كيفية اهتمام البشر بالعالم. استكشف هايدغر كيف يرتبط ذلك بظواهر مثل القلق والأصالة. أثرت هذه الأفكار على جان بول سارتر (1905-1980)، الذي طور فلسفة الوجودية. يرى الوجوديون أن البشرَ أحرارٌ جوهرياً ومسؤولون عن اختياراتهم. كما يزعمون أن الحياة تفتقر إلى غرض محدد مسبقاً، وأن اختيار مسار المرء بدون وجود هدف مرشد قد يؤدي إلى القلق. أكد المثقفون العبثيون، مثل ألبير كامو (1913-1960)، بشكل خاص على فكرة أن الكون لا معنى له.
نشأت النظرية النقدية في النصف الأول من القرن العشرين في مدرسة فرانكفورت الفلسفية. وهي شكل من أشكال الفلسفة الاجتماعية تهدف إلى تقديم تقييم انعكاسي ونقد للمجتمع والثقافة. على عكس النظرية التقليدية، فإن هدفها ليس فقط الفهم والتفسير، بل أيضاً إحداث تغيير عملي، وخاصة تحرير الناس من الهيمنة والقهر. تتناول النظرية النقدية مواضيع رئيسية مثل السلطة، وعدم المساواة، والعدالة الاجتماعية، ودور الأيديولوجيا. من الشخصيات البارزة في هذا المجال تيودور أدورنو (1903-1969)، وماكس هوركهايمر (1895-1973)، وهربرت ماركوز (1898-1979).
تميز النصف الثاني من الفلسفة القارية في القرن العشرين بموقف نقدي تجاه العديد من المفاهيم والافتراضات الفلسفية التقليدية، مثل مفاهيم الحقيقة، والموضوعية، والتفسيرات العالمية، والعقل، والتقدم. يُشار أحيانًا إلى هذا التوجه بمصطلح ما بعد الحداثة. فحص ميشيل فوكو (1926–1984) العلاقة بين المعرفة والسلطة، وحاول أن يوضح كيف أن المعرفة تتشكل دائمًا بواسطة السلطة. طور جاك دريدا (1930–2004) فلسفة التفكيك، التي تهدف إلى كشف التناقضات الخفية داخل النصوص الفلسفية من خلال تقويض الثنائيات التي تعتمد عليها، مثل الثنائية بين الحضور والغياب أو بين الذات والموضوع. استلهم جيل دولوز (1925–1995) من النظرية التحليلية النفسية لانتقاد وإعادة تصور المفاهيم التقليدية مثل الرغبة، والذاتية، والهوية، والمعرفة.

## فلسفة العالم الإسلامي
تُشير الفلسفة العربية الفارسية إلى التقاليد الفلسفية المرتبطة بالإرث الفكري والثقافي للمناطق الناطقة بالعربية والفارسية. تُستخدم أيضًا تسميات أخرى لهذه التقاليد مثل الفلسفة الإسلامية أو الفلسفة في العالم الإسلامي.
بدأت الفترة الكلاسيكية من الفلسفة العربية الفارسية في أوائل القرن التاسع الميلادي، تقريبًا بعد 200 عام من وفاة النبي محمد، واستمرت حتى أواخر القرن الثاني عشر الميلادي. هذه الفترة كانت جزءًا من العصر الذهبي الإسلامي. تضمنت الفترة الكلاسيكية المبكرة الفلسفة التي سبقت ابن سينا وركزت بشكل خاص على ترجمة وتفسير الفلسفة اليونانية القديمة. أما الفترة الكلاسيكية المتأخرة، فقد تأثرت بشكل كبير بالنظام الفلسفي الشامل الذي طوره ابن سينا.
أثرت الفلسفة العربية الفارسية بشكل كبير في الفلسفة الغربية. لم تكن العديد من النصوص اليونانية في الفترة المبكرة من العصور الوسطى متاحة في أوروبا الغربية. لكنها أصبحت متاحة في الفترة المتأخرة من العصور الوسطى بفضل الحفاظ عليها ونقلها من قبل التقليد الفكري العربي الفارسي.

### علم الكلام والفلسفة المبكرة
كانت الفترة المبكرة من التراث الفكري العربي قبل العصر الكلاسيكي تتميز بمناقشات لاهوتية متنوعة. ركزت هذه المناقشات بشكل أساسي على مسألة الفهم الصحيح للوحي الإسلامي. يرى بعض المؤرخين أن هذه المناقشات جزء من الفلسفة العربية الفارسية، بينما يميز آخرون بين علم الكلام والفلسفة بمعناها الأضيق. كان اللاهوتيون يقبلون ضمنياً بحقيقة الوحي ويقصرون بحثهم على المجال الديني، مثل براهين وجود الله. أما الفلاسفة، فقد تناولوا نطاقاً أوسع من الموضوعات واستكشفوا أيضاً ادعاءات لم يجرِ تناولها مباشرة في النصوص الدينية.
كانت الفلسفة العربية الفارسية في الفترة الكلاسيكية المبكرة متأثرة بشكل كبير بالفلسفة اليونانية القديمة، وخاصة فلسفة أرسطو، بالإضافة إلى فلاسفة آخرين مثل أفلاطون، وذلك من خلال الترجمات والتعليقات الشاملة. كان الدافع الرئيسي لهذه العملية هو دمج وتوفيق الفلسفة اليونانية مع الفكر الإسلامي. أكد الفلاسفة الإسلاميون على دور البحث العقلي وفحصوا كيفية التوفيق بين العقل والوحي.

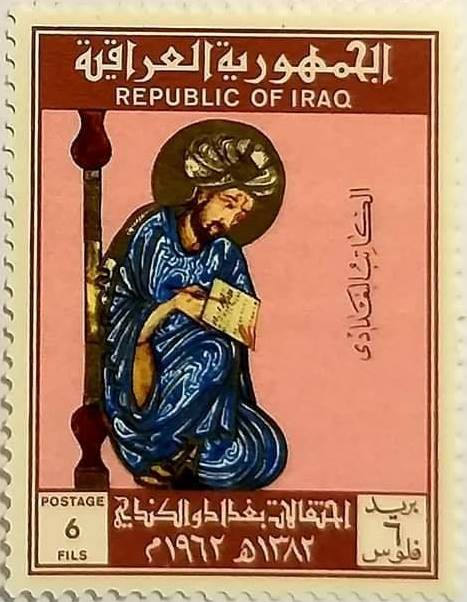
اعتمد الكندي على أرسطو والأفلاطونية الجديدة في صياغة فلسفته الإسلامية.

يُعتبر الكندي (801–873) أول من كتب عن الفلسفة في هذا التقليد، وفي هذا تمييز له عن الكتاب الذين سبقوه، الذين يكتبون بشكل أساسي عن الدين واللاهوت. اتبع الكندي أرسطو في اعتبار الميتافيزيقا الفلسفة الأولى وأعلى العلوم. ومن وجهة نظره اللاهوتية، فإنها تدرس جوهر وصفات الله. استند إلى عقيدة الفيض عند أفلوطين للدفاع عن وحدانية الله وكماله. بالنسبة له، فإن الله يُصدر الكون عن طريق «إيجاد الوجود من العدم». وفي مجال علم النفس، دافع عن الثنائية التي تميز بوضوح بين النفوس الخالدة للبشر وأجسادهم الفانية. كان الكندي كاتبًا غزير الإنتاج، حيث نشر حوالي 270 رسالة خلال حياته.
تأثر الفارابي (حوالي 872–950) بشدة بالكندي وقبل نظرية الفيض في الخلق. زعم الفارابي أن الفلسفة، وليس اللاهوت، هي أفضل طريق للوصول إلى الحقيقة. حصل على لقب «المعلم الثاني» بعد أرسطو بفضل اهتمامه الكبير بالمنطق. توصل إلى أن المنطق عالمي ويشكل أساس كل لغة وفكر، وهذا يتعارض مع بعض الآيات في القرآن التي تُعطي هذا الدور لقواعد اللغة العربية. في فلسفته السياسية، تبنى الفارابي فكرة أفلاطون بأن الفيلسوف الملك هو أفضل حاكم. ناقش الفضائل التي يجب أن يتحلى بها هذا الحاكم، والمهام التي يجب أن يقوم بها، وأسباب عدم تحقق هذا الحاكم المثالي. كما قدم الفارابي تصنيفاً مؤثراً للعلوم والمجالات البحثية المختلفة.

### الفلسفة اللاحقة
استند ابن سينا (980–1037) إلى فلسفات الإغريق القدماء والفارابي لتطوير نظام فلسفي شامل يهدف إلى تقديم فهم شامل وعقلاني للواقع يشمل العلم والدين والتصوف. اعتبر المنطق أساس التحقيق العقلاني. واعتقد في مجال الميتافيزيقا أنَّ الجواهرَ يمكن أن توجد بذاتها، بينما تعتمد الأعراض دائمًا على شيء آخر. فاللون، مثلًا، هو عَرَضٌ يحتاج إلى جسم ليوجد. وقد ميّز ابن سينا بين شكلين من الوجود: الوجود الممكن والوجود الضروري. وعنده أنَّ اللهَ ذو وجودٍ ضروري. وإنَّ كل شيء في العالم قد خلقه الله ويملك وجودًا ممكنًا فقط. أمَّا في مجال علم النفس، فاعتبر أن النفوس هي جواهر تحيي الأشياء. وإنَّ للنباتات أدنى أشكال النفوس، أما نفوس الحيوانات والبشر فلديها قدرات إضافية، مثل تلك المسؤولة عن القدرة على الحركة والإحساس والتفكير العقلاني. وفي مجال الأخلاق، أوصى ابن سينا بالسعي نحو الكمال الأخلاقي، الذي يمكن تحقيقه باتباع تعاليم القرآن. وكان لنظامه تأثير عميق على كلٍّ من الفلسفة الإسلامية والغربية.
نقد أبو حامد الغَزَّالي (1058–1111) منهج ابن سينا العقلاني وتبنيه للفلسفة اليونانية نقدًا شديدًا. وقد كان متشككًا في قدرة العقل بالوصول إلى فهم حقيقي للواقع والله والدين. رأى في فلسفة الفلاسفة الإسلاميين الآخرين سقمًا. وادعى في كتابه «تهافت الفلاسفة» أن العديد من التعاليم الفلسفية مليئة بالتناقضات وغير متوافقة مع الإيمان الإسلامي. ومع ذلك، لم يكن معارضًا بالكامل للفلسفة، بل خصص لها مكانًا إيجابيًا ولكن محدودًا في الإسلام. جادل بأن الفلسفة يجب أن تكون مصحوبة بنوع من الإدراك الصوفي للوصول إلى فهم أعمق. يعتمد هذا الإدراك على التجربة الشخصية المباشرة والبصيرة الروحية.
رفض ابن رشد (1126–1198) النظرة الشكّية التي تبناها الغزَّالي. وحاول أن يُظهر التوافق بين السعي الفلسفي للمعرفة والأبعاد الروحية للإيمان. استندت فلسفته بشكل كبير إلى تعاليم أرسطو، وكان غالبًا ما يأخذ على ابن سينا ابتعاده كثيرًا عن أرسطو. وفي مجال علم النفس، ادعى ابن رشد أن هناك عقلًا واحدًا عالميًا مشتركًا بين جميع البشر. لم يكن لابن رشد تأثير كبير على الفلسفة الإسلامية اللاحقة، لكنه كان له تأثير أكبر على الفلسفة الأوروبية.

### الفلسفة المتأخرة
غالبًا ما يُعتبر ابن رشد آخر الفلاسفة في العصر القديم أو الكلاسيكي. إذ تشير النظرة التقليدية إلى أن الفترة التي تلت العصر الكلاسيكي كانت مليئة بالتراجع على مستويات مختلفة. فمن ناحية، انخفض التأثير العالمي للإسلام، ومن ناحية أخرى، تأثرت الأبحاث العلمية والفلسفية في العالم الإسلامي. وقد لعبت شكوك الغزالي حول قوة العقل ودور الفلسفة دورًا مهمًا في هذا الأمر، حيث تحول التركيز بدلاً من ذلك إلى علم الكلام والعقيدة الدينية. ومع ذلك، شكك بعض الباحثين المعاصرين في حجم هذا التراجع. وفقًا لرؤيتهم، يُفضل فهمها على أنها تحول في الاهتمامات الفلسفية بدلاً من التراجع. وهذا يعني أن الفلسفة لم تتوقف بل جرى استيعابها واستمرت في علم الكلام.
يُعتبر ملا صدرا (1571-1636) غالبًا الفيلسوف الأكثر تأثيرًا بعد العصر الكلاسيكي. كان ينتمي إلى المدرسة الفلسفية والصوفية المعروفة بالإشراقية. كان يرى الفلسفة كممارسة روحية لتعزيز الحكمة وتحويل الذات إلى حكيمة. في علم الميتافيزيقا، كانت نظريته في الوجود مؤثرة بشكل خاص. رفض ملا صدرا الفكرة التقليدية المرتبطة بأرسطو التي تعتبر أن الواقع مكون من جواهر تمتلك ماهيات ثابتة. بدلاً من هذه الميتافيزيقا الجوهرية، دافع عن فلسفة الصيرورة التي تؤكد على التغيير المستمر والتجدد. وفقًا لهذا الرأي، فإن خلق العالم ليس حدثًا فرديًا في الماضي بل عملية مستمرة. جادل ملا صدرا من أجل توليف بين الواحدية والتعددية بادعائه أن هناك وحدة متسامية للوجود تشمل جميع الكيانات الفردية. كما دافع عن الروحية الشاملة القائلة بأن جميع الكيانات واعية ولكن بدرجات متفاوتة من الوعي.
ظهرت حركة الحداثة الإسلامية في القرنين التاسع عشر والعشرين استجابة للتغيرات الثقافية المرتبطة بالحداثة والتأثير المتزايد للفكر الغربي. سعى الحداثيون الإسلاميون إلى فهم دور العقائد والممارسات الإسلامية التقليدية في العالم الحديث الناشئ. كانوا يهدفون إلى إعادة تفسير وتعزيز تعاليم الإسلام لإظهار كيف أن المبادئ الأساسية للإسلام تتوافق مع مبادئ الحداثة، خاصة فيما يتعلق بموضوعات مثل الديمقراطية وحقوق الإنسان والعلم والكولونيالية.

## الفلسفة الهندية
الفلسفة الهندية هي التقاليد الفلسفية التي نشأت في شبه القارة الهندية. يمكن تقسيمها إلى ثلاث فترات رئيسية: الفترة القديمة التي استمرت حتى نهاية القرن الثاني قبل الميلاد، والفترة الكلاسيكية والوسطى التي استمرت حتى نهاية القرن الثامن عشر الميلادي، والفترة الحديثة التي جاءت بعدها. تتسم الفلسفة الهندية باهتمام عميق بطبيعة الحقيقة المطلقة. ويرتبط هذا الموضوع بمجال الروحانية، وتطرح أسئلة حول كيفية الاتصال بالإله والوصول إلى حالة التنوير. في هذا السياق، غالبًا ما عمل الفلاسفة الهنود كمرشدين روحيين (غورو) في دورهم المتمثل في توجيه الباحثين الروحيين.
تُقسّم الفلسفة الهندية تقليديًا إلى مدارس فكرية تقليدية قويمة وغير تقليدية، تُعرف باسم الآستيكا والناستيكا. يتمحور الاختلاف في التعريف بينهما حول قبول أو رفض السلطة الدينية للنصوص المعروفة باسم الفيدا. عادة ما تقبل المدارس التقليدية بسلطة الفيدا، وتؤمن بوجود الذات (أتمان) والواقع المطلق (براهما). يوجد ست مدارس تقليدية: نيايا، وفايشيشيكا، وسامخيا، واليوغا، وميمامسا، وفيدانتا. المدارس غير التقليدية تُعرّف بشكل سلبي بأنها تلك التي لا تُعتبر تقليدية قويمة. وتشمل المدارس الرئيسية غير التقليدية البوذية والجاينية.

### الفلسفة القديمة

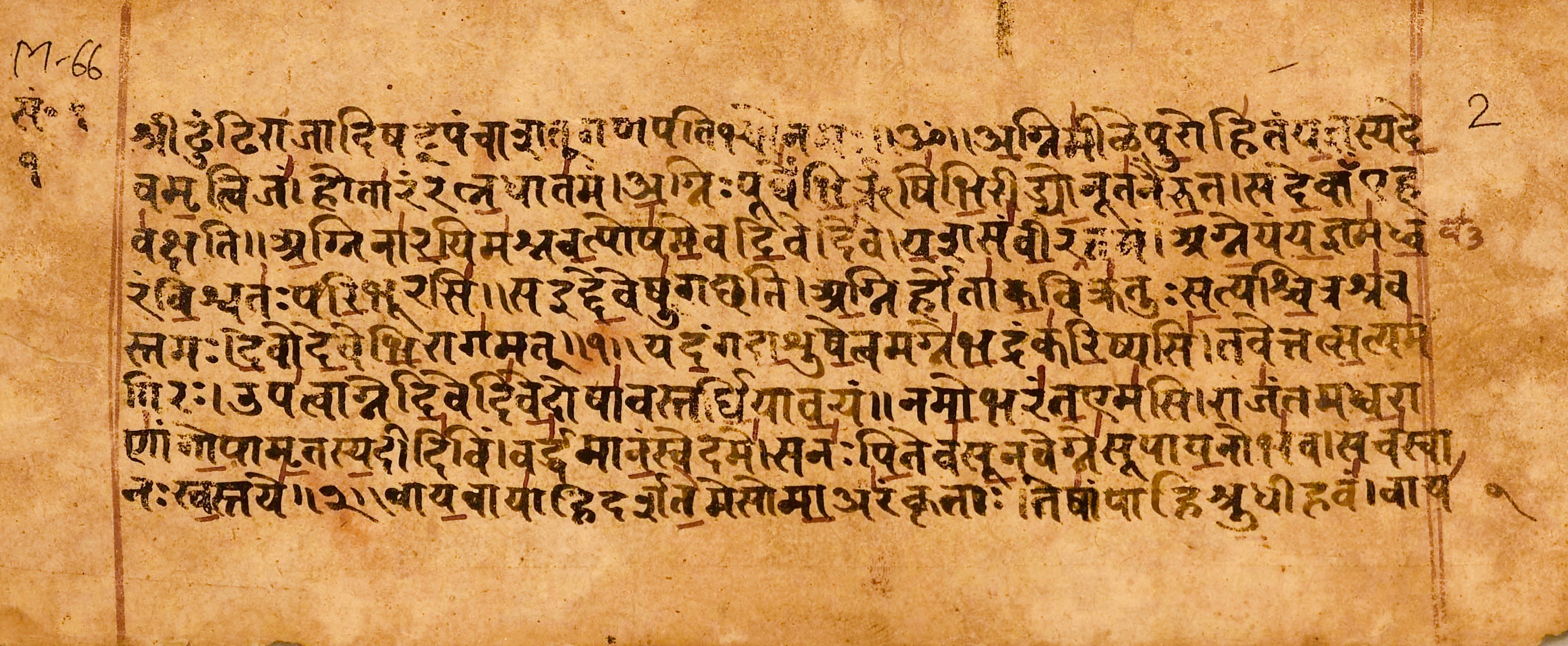
مقطع من الريجفيدا، مكتوب باللغة السنسكريتية.

بدأت الفترة القديمة في الفلسفة الهندية تقريبًا نحو 900 قبل الميلاد واستمرت حتى 200 قبل الميلاد. كُتبت الفيدا خلال هذه الفترة، وهي النصوص الدينية التي تشكل أساس جزء كبير من الفلسفة الهندية. تغطي الفيدا مواضيع عديدة، بما في ذلك الترانيم والطقوس. ومن الأمور ذات الأهمية الخاصة للفلسفة هي الأوبانيشاد، وهي نصوص فيدية متأخرة تناقش مواضيع فلسفية. يرى بعض المنظرين أن الفيدا جزء من الفلسفة الحقيقية، بينما يعتبرها آخرون شكلاً من أشكال ما قبل الفلسفة. كما شهدت هذه الفترة ظهور حركات غير فيدية، مثل البوذية والجاينية.
تُقدم الأوبانيشاد مفاهيم رئيسية في الفلسفة الهندية، مثل الأتمان والبراهمان. يُعتبر الأتمان هو الذات أو النفس؛ يُنظر إليه على أنه الروح الأبدية التي تشكل جوهر كل كائن واع. أما البراهمان فهو الواقع الأسمى؛ هو المبدأ الأعلى الذي يحكم الكون. تستكشف الأوبانيشاد كيفية العلاقة بين الأتمان والبراهمان. والفكرة الرئيسة هي أن الفهم الصحيح لعلاقتهما يعد خطوة في الطريق الروحي نحو التحرر أو موكشا. يرتبط هذا المفهوم في بعض نصوص الأوبانيشاد بمثالية الزهد التي تتضمن الانسحاب من العالم لتحقيق الإدراك الذاتي. بينما تركز أخرى على التفاعل النشط مع العالم بناءً على فكرة أن الناس لديهم واجبات اجتماعية تجاه أسرهم والآخرين. القوانين التي تصفها النصوص تُدعى دارما وتعتمد على كل من الطبقة الاجتماعية للفرد ومرحلة حياته. فكرة مؤثرة أخرى هي أن الأرواح الفردية محاصرة في دورة من إعادة الميلاد أو سامسارا. وفقًا لهذا الرأي، تؤثر أفعال الشخص في حياته الماضية على حياته التالية، ويُعرف هذا بقانون الكارما.
لقد كان للفيدا تأثير واسع، ولكن ليس كل الفلسفة الهندية نشأت منها. على سبيل المثال، ظهرت الحركات غير الفيدية مثل البوذية والجاينية في القرن السادس قبل الميلاد. اتفقت هذه الحركات مع بعض التعاليم الفيدية حول دورة التناسخ وأهمية السعي نحو التحرر. ولكنها رفضت العديد من الطقوس والنظام الاجتماعي الذي وصفته الفيدا. تأسست البوذية على يد غوتاما سيدهارتا بوذا (563–483 قبل الميلاد). تحدى غوتاما الفكرة الفيدية المتعلقة بالأتمان، حيث جادل بأنه لا يوجد ذات دائمة ومستقرة. وزعم أن الإيمان بوجود ذات دائمة يؤدي إلى المعاناة، وأن التحرر يمكن تحقيقه من خلال إدراك غياب الذات الدائمة.
تأسست الجاينية على يد مهافيرا (599–527 قبل الميلاد). يُمارس الجاينيون الاحترام تجاه جميع أشكال الحياة، ويعبرون عن ذلك من خلال مبدأ اللاعنف. يحظر هذا المبدأ قتل أو إيذاء الكائنات الأخرى سواء بالأفعال أو الأفكار. ركيزة أخرى من ركائز الجاينية هي الادعاء بأنه لا توجد حقائق مطلقة. يستند هذا الادعاء إلى فكرة أن الواقع معقد وله جوانب متعددة، مما يجعل من الصعب التعبير عنه بشكل كافٍ باللغة. الركيزة الأخيرة للجاينية هي ممارسة الزهد أو عدم التعلق. يشير هذا إلى أن الممارسين لا يتعلقون عاطفيًا بالأشياء الدنيوية ولا يتشبثون بها.

### الكلاسيكية والوسطى
الفترة الكلاسيكية والوسطى في الفلسفة الهندية بدأت حوالي عام 200 قبل الميلاد واستمرت حتى عام 1800 ميلادي. يستخدم بعض المنظرين مصطلح «الفترة الكلاسيكية» للإشارة إلى هذه الفترة بأكملها. بينما يفضل آخرون تقسيم هذه الفترة إلى فترتين متميزتين: فترة كلاسيكية حتى عام 1300 ميلادي، وفترة وسطى بعدها. المدارس التقليدية، المعروفة باسم الدارشانات، تطورت في النصف الأول من هذه الفترة. وعادةً ما تتخذ نصوصها الأساسية شكل السوترات. السوترات هي أقوال موجزة أو نصوص قصيرة تشرح الأفكار الرئيسية. في النصف الثاني من هذه الفترة، كانت السمة البارزة هي الشروح التفصيلية على السوترات الفردية، حيث هدفت إلى تقديم تفسيرات وتوضيحات شاملة.
تعتبر السامخيا هي أقدم الدارشانات. إنها فلسفة ثنائية تدعي أن الواقع يتكون من مبدأين: بوروشا، أو الوعي النقي، وبراكريتي، أو المادة. تُعلم السامخيا أن براكريتي تتميز بثلاث أنماط أو خصائص تُسمى غونات. أولاها ساتفا (النور) وهي الغونا المرتبطة بالهدوء والانسجام. والثانية راجاس (الحركة) تقابل الشغف والنشاط. بينما تتعلق تاماس (العتمة) بالجهل والجمود. كانت مدرسة اليوغا في البداية جزءاً من سامخيا ولم تصبح مدرسة مستقلة إلا لاحقاً. تستند إلى سوترات اليوغا لباتانجالي وتعطي أهمية خاصة لممارسة الأوضاع الجسدية وأشكال التأمل المختلفة.
نيايا وفايشيشيكا هما مدرستان تقليديتان أخريان. في مجال نظرية المعرفة، تدعي مدرسة نيايا أن هناك أربعة مصادر للمعرفة: الإدراك، الاستدلال، القياس، والشهادة. تركز هذه المدرسة بشكل خاص على دور الاستدلال ووضعت نظرية مؤثرة في المنطق. وفقًا لها، يعتمد الاستدلال على إدراك سابق للشيء. يهدف الاستدلال الوصول إلى معلومات جديدة، على سبيل المثال، حول سبب هذا الشيء. مدرسة فايشيشيكا معروفة بالميتافيزيقا الذرية. كانت نيايا وفايشيشيكا تُعتبران مدرستان منفصلتان في الأصل، ولكن بعد ذلك تمت رؤيتهما كجزء من تقليد واحد.
ينصب تركيز مدرستا الفيدانتا والميمامسا على تفسير النصوص الفيدية. تركز الفيدانتا بشكل أساسي على الأوبانيشاد، حيث تناقش النظريات الميتافيزيقية وتستكشف كيفية تحقيق المعرفة والتحرر. أما الميمامسا، فهي تهتم أكثر بالممارسات الطقسية الموجودة في الفيدا.
كانت الفلسفة البوذية في هذه الفترة نابضة بالحياة وشهدت تطور المدارس الأربع الرئيسية للبوذية الهندية. وهي سارفاستيفادا وسوترانتيكا ومادهياماكا ويوغاكارا. تتفق هذه المدارس جميعها مع تعاليم غاوتاما الأساسية لكنها تختلف في بعض النقاط الأساسية. تعتبر مدرسة سارفاستيفادا أن «كل شيء موجود»، بما في ذلك الكيانات الماضية والحاضرة والمستقبلية. أما مدرسة سوترانتيكا فتنكر هذا الموقف وتدعي أنه لا يوجد شيء خارج الحاضر. تأسست مدرسة مادهياماكا على يد ناغارجونا (حوالي 150-250)، الذي ادعى أن جميع الظواهر جوهرياً فارغة، مما يعني أنه لا شيء يمتلك جوهراً دائماً أو وجوداً مستقلاً. تُعتبر مدرسة يوغاكارا تقليدياً شكلاً من المثالية التي تقول إن العالم الخارجي هو وهم يُنشئه العقل.
شهدت كل من المدارس التقليدية وغير التقليدية للفلسفة الهندية تطورات متنوعة في النصف الثاني من الفترة الكلاسيكية. غالباً ما حدثت هذه التطورات في شكل تعليقات مفصلة تركز على النصوص الأساسية الخاصة بكل مدرسة. نما تأثير مدرسة الفيدانتا بشكل كبير خلال هذه الفترة. وقد تطورت إلى مدارس مختلفة، مثل مدرسة الفيدانتا اللا-ثنائية (أدفايتا فيدانتا) تحت تأثير آدي شانكارا (حوالي 700-750). دافع شانكارا عن التوحيد الراديكالي، حيث ادعى أن الذات (آتمن) والواقع المطلق (براهما) متطابقان، وأن فكرة وجود كون يتكون من العديد من الكيانات المنفصلة هو مجرد وهم.
عدل رامانوغا (1017-1137) هذه الفكرة قليلاً، حيث طور مدرسة فيششتادفايتا فيدانتا. اتفق على أن براهما هو الواقع المطلق، لكنه جادل بأن الكيانات الفردية، مثل الصفات والأشخاص والأشياء، هي أيضاً حقيقية كأجزاء أو جوانب من الوحدة الأساسية لبراهما. أكد رامانوغا على دور البهاكتي، أو التفاني نحو الإله، كطريق روحي وساهم في نشر حركة البهاكتي، التي استمرت حتى القرنين السابع عشر والثامن عشر.
شهدت هذه الفترة تطورًا آخر مهم في مدرسة نيايا كان ظهور حركة نافيا نياي. قدمت هذه الحركة إطارًا أكثر تطورًا للمنطق مع تركيز خاص على التحليل اللغوي.

### الفلسفة الحديثة

أكد سوامي فيفيكاناندا على صحة وكونية جميع الأديان.

بدأت الفترة الحديثة في الفلسفة الهندية تقريبًا في عام 1800 ميلادية. شهدت هذه الفترة العديد من التغييرات الاجتماعية والثقافية، خاصة نتيجة للحكم البريطاني وإدخال التعليم الإنجليزي. كان لهذا تأثيرات متعددة على الفلاسفة الهنود. كانت الفلسفة، سابقًا، تُمارَس بشكل رئيسي باللغة السنسكريتية، لكن الآن بدأ العديد من الفلاسفة في الكتابة باللغة الإنجليزية. مثال على ذلك هو الكتاب المؤثر متعدد الأجزاء «تاريخ الفلسفة الهندية» لسوريندراناث داسغوبتا (1887-1952). تأثر الفلاسفة في هذه الفترة بكل من تقاليدهم الخاصة والأفكار الجديدة من الفلسفة الغربية.
حاول العديد من الفلاسفة في هذه الفترة تقديم أنظمة شاملة لتوحيد وتناغم المدارس الفلسفية والدينية المتنوعة. على سبيل المثال، أكد سوامي فيفيكاناندا (1863–1902) على صحة وكونية جميع الأديان. حاول استخدام أفكار الفيدانتا الأدفيتا لإظهار كيف أن التقاليد الدينية المختلفة هي طرق متنوعة تؤدي إلى الحقيقة الروحية نفسها. وفقًا لأفكار الفيدانتا الأدفيتا، لا توجد سوى حقيقة نهائية واحدة بلا تمييزات أو تقسيمات. وترى أن التنوع والتعددية في العالم مجرد وهم يخفي الوحدة الإلهية الأساسية. ووفقًا لفيفيكاناندا، فإن الأديان المختلفة هي طرق متنوعة لتحقيق هذه الوحدة الإلهية.
أطلق سري أوروبندو مشروعًا مشابهًا في فلسفته الشمولية. يهدف نظامه الفلسفي المعقد إلى إظهار كيف أن الحركات التاريخية والفلسفية المختلفة تشكل جزءًا من تطور عالمي للوعي. ومن بين المساهمات الأخرى في الفلسفة الهندية، نجد معلمين روحانيين مثل سري راماكريشنا، ورامانا مهرشي، وجدو كريشنا مورتي.

## الفلسفة الصينية
يشمل مُصطلح الفلسفة الصينية الفكر الفلسفي المرتبط بالتراث الفكري والثقافي للصين. توجد تقسيمات زمنية مختلفة لهذا التقليد. واحدة من هذه التقسيمات تقسم الفلسفة الصينية إلى فترة مبكرة قبل سلالة تشين، وفترة حتى ظهور سلالة سونغ، وفترة حتى نهاية سلالة تشينغ، وأخيراً العصر الحديث. المدارس الرئيسية الثلاث في الفلسفة الصينية هي الكونفوشيوسية، والطاوية، والبوذية. ومن بين المدارس المؤثرة الأخرى نجد الموهية والقانونية.
لم يجرِ تمييز الفلسفة بوضوح عن الفكر الديني وأنواع البحث الأخرى في الفكر الصيني التقليدي. وكانت الفلسفة في المقام الأول مهتمة بالمواضيع الأخلاقية والاجتماعية. وكان التركيز أقل على الميتافيزيقا مقارنةً بتقاليد أخرى. وكانت الممارسة الفلسفية تميل إلى التركيز على الحكمة العملية، وغالبًا ما كان للفلاسفة دور الحكيم أو المُستشار واسع الدراية.

### ما قبل أسرة تشين
بدأت الفترة الأولى في الفلسفة الصينية في القرن السادس قبل الميلاد واستمرت حتى صعود أسرة تشين في عام 221 قبل الميلاد. لعب مفهوم «التاو» دورًا مركزيًا في هذه الفترة. يُترجم هذا المصطلح غالبًا إلى «الطريق» وله وظائف مختلفة في المدارس الفكرية المختلفة. كانت الفلسفة الصينية المبكرة مهيمنة بتعاليم كونفوشيوس (551-479 قبل الميلاد). فبالنسبة له، الحياة الجيدة هي الحياة التي تتماشى مع الطاو أو التاو. فهم هذا في المقام الأول من حيث السلوك الأخلاقي والتصرف وفقًا للفضائل. على سبيل المثال، جادل بأن الناس يجب أن يحترموا كبار السن وأن يمارسوا شكلًا من أشكال الإيثار الشامل. تلعب الأسرة دورًا مركزيًا في فلسفته. كان يعتقد أن كل عضو في الأسرة يجب أن يفي بدوره لضمان ازدهار الأسرة ككل. واعتبر الدولة كعائلة كبيرة وأكد على أهمية الانسجام في المجتمع.

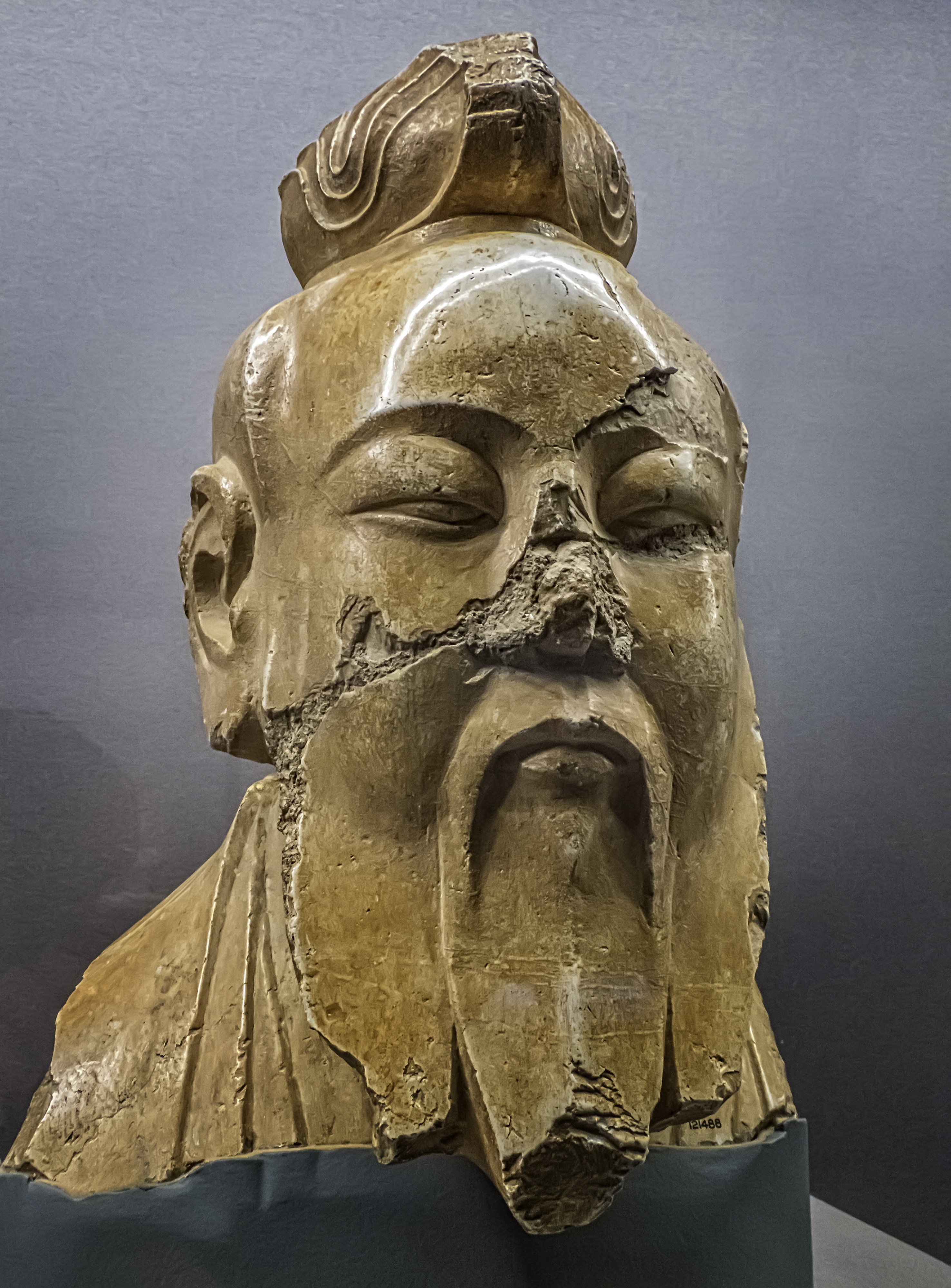
عادة ما يُنظر إلى لاوتزو على أنه مؤسس الطاوية.

يُعتبر لاوتزو (القرن السادس قبل الميلاد) تقليديًا مؤسس الطاوية. كان يعتقد، مثل كونفوشيوس، أن الحياة الجيدة هي العيش في تناغم مع الطاو. ولكن بخلاف كونفوشيوس، لم يكن تركيزه الرئيسي منصبًّا على المجتمع فقط بل شمل أيضًا العلاقة بين البشر والطبيعة. كان مفهوم «وو وي» لديه تأثير كبير. يُترجم هذا المصطلح عادةً إلى «العمل بلا جهد» أو «العمل الطبيعي». يشير إلى التصرف بطريقة تتدفق بشكل طبيعي وتكون في توافق مع الطاو. رأى لاوتزو أن هذا هو الحالة المثالية التي تنطوي على العفوية والسهولة.
استخدم الفيلسوف الطاوي تشوانغ تسي (399-295 قبل الميلاد) الحكايات الرمزية والأُمثُولة أو التمثيل لنقل أفكاره. لتوضيح مفهوم «وو وي» في الحياة اليومية، قدم مثالًا عن الجزار. وهو أنَّ جزارًا قد وصل، بعد سنوات عديدة من الممارسة، إلى نقطة حيث يتبع سكينه الخط الأمثل تلقائيًا عند تقطيع الثور دون أي جهد واعٍ. ويُعرف تشوانغ تسي أيضًا بقصة حلم الفراشة، التي تشكك في طبيعة التجارب الذاتية. في هذه القصة، استيقظ من حلم كان فيه فراشة. الآن لم يعد متأكدًا مما إذا كان رجلًا حلم بأنه كان فراشة أم فراشة تحلم بأنها رجل.
تأسست مدرسة الموهية على يد موزي (حوالي 470-391 قبل الميلاد). يتمحور مفهوم فلسفة موزي حول مفهوم «جيان آي» (بالإنجليزية: jian ai)، الذي يعبر عن شكل من أشكال الحب العالمي أو الرعاية غير المتحيزة. بناءً على هذا المفهوم، دعا موزي إلى شكل مبكر من العواقبية من خلال القول بأن العمل السياسي يجب أن يعزز رفاهية الشعب.

### من تشين إلى سلالات ما قبل سونغ
بدأت الفترة التالية مع تأسيس سلالة تشين في عام 221 قبل الميلاد واستمرت حتى صعود سلالة سونغ في عام 960 ميلادي. كانت هذه الفترة تحت تأثير فلسفة شَنْ شِيَنْ أو الطاوية الجديدة وفلسفة الشرع أو القانون وانتشار البوذية. حاولت فلسفة شَنْ شِيَنْ، المعروفة أيضًا بالطاوية الجديدة، دمج الكونفوشيوسية والطاوية. وفي الوقت نفسه، طورت إطارًا ميتافيزيقيًا لهذه المدارس الفكرية. افترضت أن الطاو هو جذر الواقع الأسمى، وتساءلت عما إذا كان هذا الجذر يجب فهمه كوجود أو كعدم. وفقًا للفيلسوفين هي يان (حوالي 195-249 ميلادي) ووانغ بي (226-249 ميلادي)، فإن الطاو هو عدم بلا شكل ويعمل كمصدر لكل الأشياء والظواهر. وقد رفض هذا الرأي الفيلسوف بي وي (267-300 ميلادي)، الذي جادل بأن العدم غير قادر على إحداث الوجود. وبدلاً من ذلك، أكد أن الوجود هو الذي يُنشِئ نفسه.
أصبحت مدرسة الشرع (أو الفلسفة القانونية) مؤثرة بشكل خاص في مجال الأخلاق والسياسة. رفضت الفكرة الموهية بأن السياسة تهدف إلى تعزيز الرفاهية العامة، والتي كانت مدعومة من قبل المدرسة الموهية. وبدلاً من ذلك، جادل الفلاسفة الشرعيون بأن فن إدارة الدولة يدور حول استخدام السلطة وإقامة النظام. كما رفضوا التركيز الكونفوشيوسي على دور الفضائل والسلوك الأخلاقي لتحقيق مجتمع متناغم. وأكدوا، على النقيض من ذلك، أن أفضل طريقة لتحقيق النظام هي وضع القوانين ومعاقبة من يتجاوزها.
وصلت البوذية إلى الصين في القرن الأول الميلادي. اشتغل الفلاسفة البوذيون في المرحلة الأولى بشكل رئيسي بترجمة النصوص السنسكريتية الأصلية إلى الصينية. لكن لاحقًا، تطورت أشكال جديدة ومميزة من البوذية الصينية. على سبيل المثال، تأسست مدرسة تيانتاي البوذية في القرن السادس الميلادي. تحاول عقيدتها المسماة «الحقيقة الثلاثية» التوفيق بين موقفين متعارضين. الحقيقة الأولى هي الواقعية التقليدية التي تؤكد وجود الأشياء العادية المنتظمة. الحقيقة الثانية هي موقف أكثر تشككًا يشير إلى أن جميع الظواهر وهمية أو فارغة. الحقيقة الثالثة تهدف إلى التوفيق بين هذين الموقفين من خلال الادعاء بأن العالم الدنيوي هو حقيقي وفارغ في نفس الوقت. وشهدت هذه الفترة أيضًا ظهور بوذية تشان، والتي دفعت لاحقًا إلى تطوير بوذية الزن في اليابان. في مجال نظرية المعرفة، يرى البوذيون أن هناك شكلاً من المعرفة المباشرة بالأشياء. يزعمون أن هذه المعرفة تتجنب تشوهات التمييزات اللغوية وتؤدي إلى معرفة مباشرة بالحقيقة المطلقة.

### من سونغ إلى تشينغ وما بعدها
بدأت الفترة التالية بظهور أسرة سونغ في عام 960 ميلادي. يعتبر بعض العلماء أن هذه الفترة انتهت مع حروب الأفيون في عام 1840، بينما يمدها آخرون حتى ظهور جمهورية الصين في عام 1912. في هذه الفترة، كان للكونفوشية الجديدة تأثير كبير. على عكس الأشكال السابقة من الكونفوشية، أولت الكونفوشية الجديدة اهتمامًا أكبر للميتافيزيقا. جاء هذا كرد فعل على تطورات مشابهة في الطاوية والبوذية. رفضت الكونفوشية الجديدة تركيزهما على اللاوجود والفراغ، وبدلاً من ذلك ركزت على مفهوم لي باعتباره أساسًا إيجابيًا للميتافيزيقا. يُفهم لي على أنه المبدأ العقلاني الذي يشكل أساس الوجود ويحكم جميع الكائنات. كما أنه يشكل الطبيعة البشرية وهو مصدر الفضائل. يُقارن أحيانًا مع تشي باعتباره قوة مادية وحيوية.
الجزء الأخير من فترة أسرة تشينغ والفترة الحديثة التالية تميزت بالتفاعل مع الفلسفة الغربية. شمل هذا التفاعل مجموعة متنوعة من الفلاسفة مثل أفلاطون، كانت، ومل، وكذلك الحركات الفلسفية مثل البراغماتية. لكن الأفكار الخاصة بماركس حول الصراع الطبقي، والاشتراكية، والشيوعية كانت ذات أهمية خاصة. أدى نقده للرأسمالية ورؤيته لمجتمع بدون طبقات إلى تطوير الماركسية الصينية. في هذا السياق، عمل ماو تسي تونغ (1893-1976) كفيلسوف يشرح هذه الأفكار وكقائد ثوري ملتزم بتنفيذها عمليًا. اختلفت الماركسية الصينية في جوانب عدة عن الماركسية الكلاسيكية. فعلى سبيل المثال، في الماركسية الكلاسيكية، تكون الطبقة العاملة (البروليتاريا) هي المسؤولة عن نشوء الاقتصاد الرأسمالي وعن الثورة الاشتراكية اللاحقة. أما في ماركسية ماو، فإن هذا الدور يعود إلى الفلاحين بإرشاد الحزب الشيوعي.
ظل تأثير الفكر الصيني التقليدي قويًا في الفترة الحديثة، ويتجلى ذلك في فلسفة ليانغ شومينغ (1893-1988). تأثر ليانغ بالكونفوشيوسية والبوذية والفلسفة الغربية، ويُنظر إليه غالبًا كمؤسس مدرسة الفكر المعروفة باسم الكونفوشيوسية الجديدة. دعا ليانغ إلى تبني موقف حياة متوازن يتميز بالانسجام بين الإنسان والطبيعة كطريق إلى السعادة الحقيقية. انتقد ليانغ الموقف الأوروبي الحديث لتركيزه المفرط على استغلال الطبيعة لإشباع الرغبات، ورأى أن الموقف الهندي الذي يركز على الإلهي ويمتنع عن الرغبات هو خطأ في الاتجاه الآخر.

## فلسفات أخرى
هناك العديد من التقاليد التي طوَّرت أفكارها الفلسفية المميزة. حدثت هذه التطورات، في بعض الحالات، بشكل مستقل بينما في حالات أخرى، تأثرت بالتقاليد الرئيسية.

### الفلسفة اليابانية

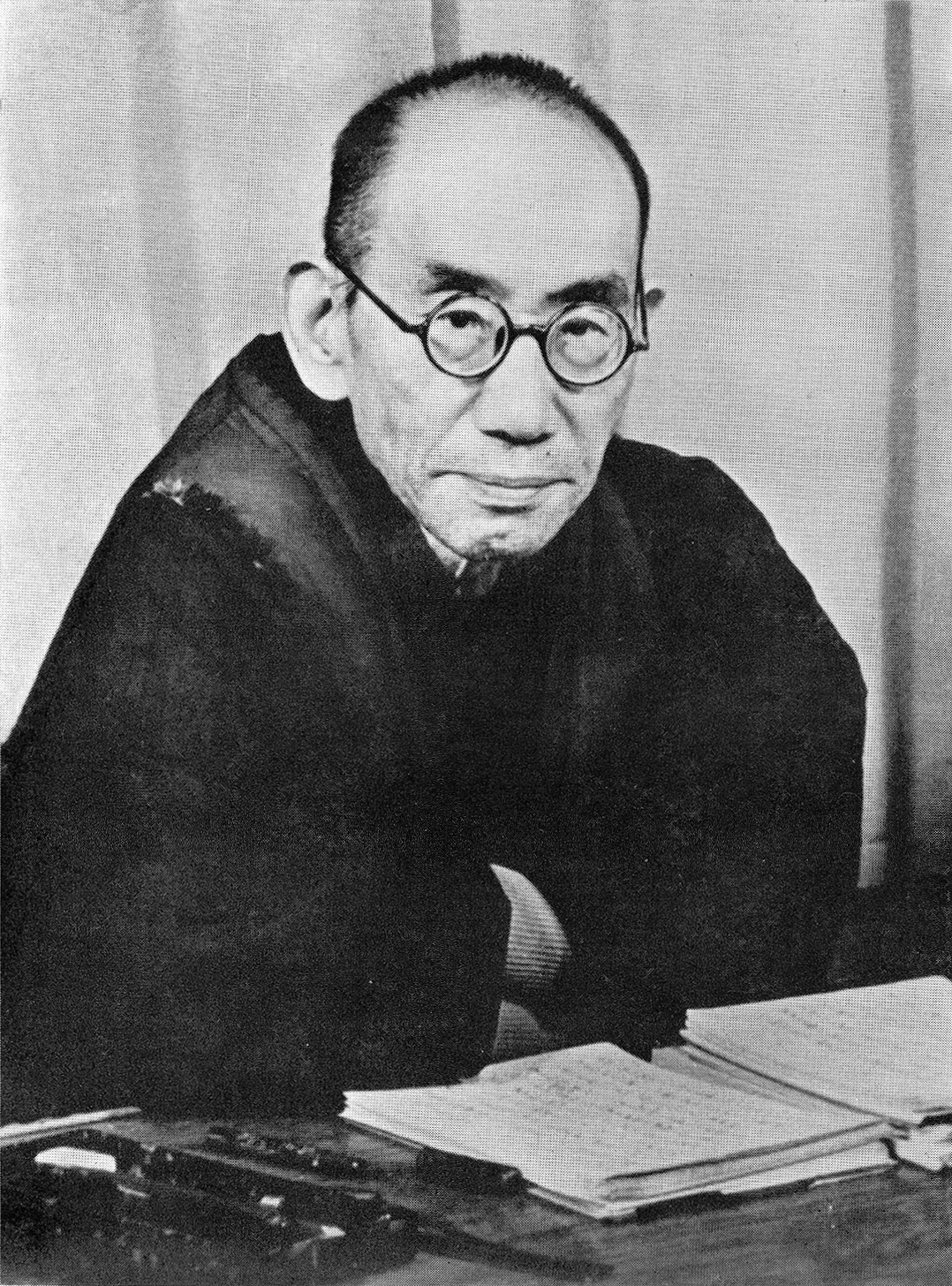
كان كيتارو نيشيدا مؤسس مدرسة كيوتو.

تتميز الفلسفة اليابانية بتفاعلها مع تقاليد متنوعة، بما في ذلك المدارس الفكرية الصينية والهندية والغربية. تشكلت الفلسفة القديمة بفضل الشنتو، الدين الأصلي لليابان، والذي تضمن شكلًا من أشكال الأرواحيَّة التي رأت في الظواهر الطبيعية والأشياء أرواحًا تُعرف بالكامي. وقد تحول المشهد الفكري الياباني مع وصول الكونفوشيوسية والبوذية في القرنين الخامس والسادس الميلادي، مما أدى إلى تطورات لاحقة متنوعة. أثرت الكونفوشيوسية على الفلسفة السياسية والاجتماعية وجرى تطويرها في اتجاهات مختلفة من الكونفوشيوسية الجديدة. تطور الفكر البوذي الياباني بشكل خاص في تقاليد بوذية الأرض الطاهرة والزن. كان للتفاعل في القرنين التاسع عشر والعشرين مع المفكرين الغربيين تأثير كبير على الفلسفة اليابانية، وخاصة مدارس الوجودية والفينومينولوجيا. وقد جرى تأسيس مدرسة كيوتو في هذه الفترة. تأسست هذه المدرسة على يد كيتارو نيشيدا (1870-1945)، الذي انتقد الفلسفة الغربية المرتبطة بالكانطية لاعتمادها على التمييز بين الذات والموضوع. حاول نيشيدا التغلب على هذه المشكلة من خلال تطوير مفهوم «باشو» الذي يُترجم عادةً بـ«المكان». يُفهم «باشو» على أنه نطاق تجريبي يتجاوز الثنائية بين الذات والموضوع. من بين الأعضاء المؤثرين الآخرين في مدرسة كيوتو كانا تانابي هاجيمي (1885-1962) ونيشيتاني كيجي (1900-1990).

### فلسفة أمريكا اللاتينية
غالبًا ما تُدرج الفلسفة في أمريكا اللاتينية ضمن الفلسفة الغربية، لكنها تُعتبر في نطاق أضيق تقليدًا مميزًا له خصائصه الخاصة على الرغم من التأثير الغربي القوي. ظهرت الأفكار الفلسفية المتعلقة بطبيعة الواقع ودور البشر فيه في حضاراتها الأصلية، مثل الأزتيك والمايا والإنكا. ظهرت هذه النظريات بشكل مستقل عن التأثير الأوروبي. ومع ذلك، تركز معظم المناقشات عادة على الفترات الاستعمارية وما بعد الاستعمارية نظرًا لأن القليل جدًا من النصوص من الفترة التي سبقت الاستعمار قد نجا. هيمنت الفلسفة الدينية خلال الفترة الاستعمارية في شكل المدرسية على التفكير الفلسفي. وفي القرنين الثامن عشر والتاسع عشر، تحول التركيز إلى فلسفة التنوير وتبني النظرة العلمية في شكل الوضعية. وكان تيار فلسفة التحرير مؤثرًا في الجزء الأخير من القرن العشرين. كانت هذه الفلسفة مستوحاة من الماركسية وركزت على موضوعات مثل التحرر السياسي، والاستقلال الفكري، والتعليم.

### الفلسفة الإفريقية

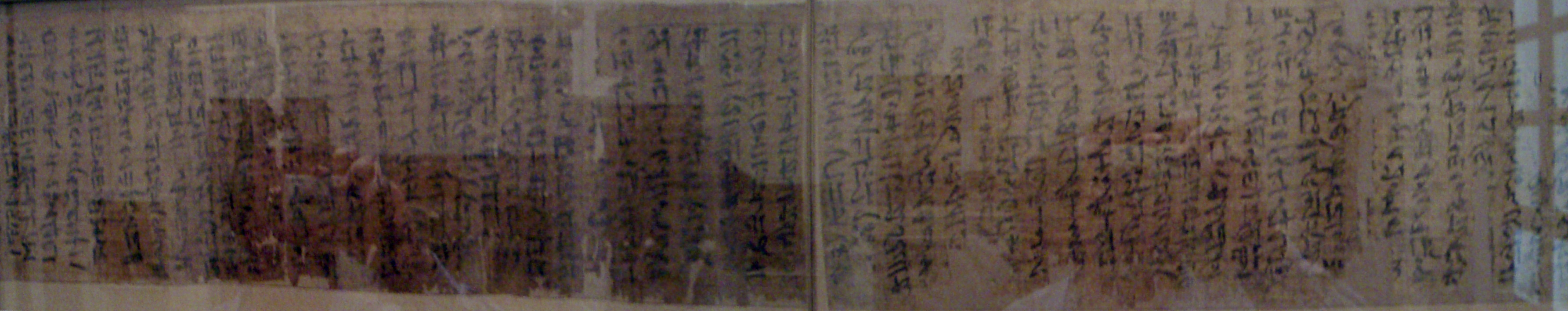
تصور ورقة بردي مصرية قديمة «النزاع بين رجل وبا الخاص به»، مكتوب بالنص الهيراطيقي، يُعتقد أنه يعود إلى المملكة الوسطى، وربما إلى الأسرة الثانية عشرة.

تغطي الفلسفة الإفريقية، في أوسع معانيها، الأفكار الفلسفية التي نشأت في أي مكان في القارة الإفريقية. ومع ذلك، غالبًا ما يُفهم المصطلح بشكل أكثر تحديدًا للإشارة إلى مناطق غرب إفريقيا وإفريقيا جنوب الصحراء. يعود التقليد الفلسفي في إفريقيا إلى مصر القديمة والنصوص العلمية في العصور الوسطى فيها. في التاريخ الفكري الإفريقي المبكر، كان التركيز على الفلكلور، والأقوال الحكيمة، والأفكار الدينية. ومع ذلك، فقد تضمن هذا التاريخ أيضًا بعض الأفكار الفلسفية المهمة، مثل مفهوم «أوبونتو» الذي يُترجم عادةً إلى «الإنسانية» أو «الإنسانية المشتركة». تُؤكد فلسفة أوبونتو على أن الناس مرتبطون ببعضهم البعض على مستوى أخلاقي ويجب أن يمارسوا اللطف والرحمة. خلال القرن السابع عشر، تطورت الفلسفة الإثيوبية إلى تقليد أدبي كما يتضح من أعمال زارا يعقوب. يُعتبر ظهور الفلسفة الإفريقية المنهجية غالبًا في بداية القرن العشرين. في هذه الفترة، برزت حركة مهمة تُعرف بالحفريات الفكرية (بالإنجليزية: excavationism)، والتي هدفت إلى إعادة بناء العوالم الفكرية الإفريقية التقليدية، وغالبًا ما كان الهدف منها هو إعادة اكتشاف الهوية الإفريقية الضائعة. ومع ذلك، جرى رفض هذا النهج من قبل ما يُسمى بـ«الأفارقة التفكيكيين»، الذين أنكروا وجود هوية إفريقية فريدة. ومن بين التيارات والموضوعات المؤثرة الأخرى في الفكر الإفريقي الحديث، الفلسفة الإثنية، وحركة الزنوجة، والوحدة الإفريقية، والماركسية، وما بعد الاستعمارية، ونقد المركزية الأوروبية.

## هوامش
1. ↑  ويدرج بعض المؤرخين أيضًا البراغماتية باعتبارها تقليدًا ثالثًا.[75]
2. ↑  إن الفترة الزمنية الدقيقة متنازع عليها حيث تشير بعض المصادر إلى أنها انتهت في وقت مبكر من عام 500 قبل الميلاد، بينما يرى آخرون أنها استمرت حتى عام 200 م.[110]
3. ↑  يُستشهد بهذه التواريخ تقليديًا، لكن بعض العلماء المعاصرين يشيرون إلى أن حياته امتدت من 1077 إلى 1157.[125]

### فهرس الإحالات
المنشورات
1. ↑  [a] Santinello (2010), pp. 487–488
[b] Copleston (2003), pp. 4–6
[c] Verene (2008), pp. 6–8
2. ↑  [a] Scharfstein (1998), pp. 1–4
[b] Perrett (2016)
[c] Smart (2008), pp. 1–3
[d] Parkinson (2005), pp. 1–2
3. ↑  [a] Catana (2013), pp. 115–118
[b] Verene (2008), pp. 6–8
[c] Frede (2022), p. x
[d] Beaney (2013), p. 60
[e] Chimisso (2016), p. 59
4. ↑  [a] Graham (1988), pp. 158–159
[b] Priel (2020), p. 213
5. ↑  [a] Piercey (2011), pp. 109–111
[b] Mormann (2010), p. 33
6. ↑  [a] Gracia (2006)
[b] Lamprecht (1939), pp. 449–451
[c] Frede (2022), pp. ix–x
7. ↑  [a] Frede (2022), pp. x–xiii, 79
[b] Santinello & Piaia (2010), pp. 487–488
[c] Copleston (2003), pp. 4–10
[d] Park (2013), p. 130
8. ↑  Heller (2016), pp. 154–156
9. ↑  [a] Taylor (1997), p. ii
[b] Grayling (2019), p. preface
[c] Smart (2008), pp. 1–2
10. ↑  [a] Iannone (2013), p. 12
[b] Heidegger (2015), p. 30
[c] Fletcher et al. (2020), pp. 8–15
11. ↑  Blackson (2011)
12. ↑    - Duignan (2010), pp. 9–11
13. ↑  Duignan (2010), pp. 9–11
14. ↑  Rée & Urmson (2004), p. 309
15. ↑    - Dobson 2016، pp.106–108
16. ↑    - Graham 2023، 1d. Heraclitus
  - Dobson 2016، pp.112–115
17. ↑  Graham 2023، 1e. Parmenides and Zeno
18. ↑    - Graham 2023، 1g. Democritus and Atomism
  - Lawson 2004، p.63
19. ↑    - Graham 2023، p 2. Socrates
  - Taylor 1997، pp.298–316
20. ↑    - Graham 2023، 3. Plato
  - Taylor 1997، pp.329–354
  - Fine 2019، p.540
21. ↑    - Hughes & Gosney 2016، p.43
  - Murphy 2015، p.4
22. ↑    - Graham 2023، 4. Aristotle
  - Furley 2005، pp.1–5, 40–69
  - Grayling 2019، Aristotle
  - Haaparanta 2009، pp.3–4
  - Buren 2023، p.1
23. ↑    - Long 1986، p.1
  - Blackson 2011، Chapter 10
24. ↑    - Graham 2023، 5. Hellenistic Thought
  - Furley 2005، pp.188–221
  - Grayling 2019، Epicureanism
25. ↑    - Graham 2023، 5. Hellenistic Thought
  - Furley 2005، pp.222–252
  - Grayling 2019، Stoicism
  - Green & Brink 2003، p.lxxxviii
26. ↑    - Graham 2023، 5. Hellenistic Thought
  - Vogt 2022، lead section, 1. The Central Questions
  - Furley 2005، pp.253–286
  - Grayling 2019، Scepticism
27. ↑    - Graham 2023، 6. Post-Hellenistic Thought
  - Adamson 2015، pp.209–215
  - Furley 2005، pp.357–388
  - Camus 2007، p.45
  - Lawson 2004، p.200
28. ↑    - Duignan 2010a، p.9
  - Lagerlund 2020، p.v
  - Marenbon 2023، lead section
  - MacDonald & Kretzmann 1996، lead section
29. ↑    - Grayling 2019، Part II: Medieval and Renaissance Philosophy
  - Adamson 2019، pp.3–4
30. ↑    - MacDonald & Kretzmann 1996، lead section
  - Russell 2005، p.380
  - Kaye 2012، p.47
  - Adamson 2019، pp.290–296
31. ↑    - Grayling 2019، Augustine
  - O'Meara 1981، pp.39–40
  - Warren 2008، pp.94–95
32. ↑    - Adamson 2019، p.11
  - Grayling 2019، Boethius
  - Dehsen 2013، p.31
  - Kaylor & Phillips 2012، pp.179–181
  - Frassetto 2013، p.121
  - Sweeney 2016، pp.10–11
33. ↑    - Grayling 2019، Abelard
  - Penner
  - Barmann 1972، p.18
34. ↑    - Marias 2012، p.153
  - Dougherty 2009، p.120
  - Pasnau & Dyke 2014، Chapter 19
35. ↑    - Grayling 2019، Anselm
  - Dehsen 2013، p.10
  - Crowder 2016، p.34
36. ↑    - Grayling 2019، Abelard
  - Dehsen 2013، p.4
37. ↑    - Grayling 2019، Aquinas
  - Dehsen 2013، p.185
  - Kerr
38. ↑    - Murphy 2019، 1. Key Features of Natural Law Theories
  - Mackey & Elvey 2020، p.17
39. ↑    - Adamson 2019، pp.252–4
  - Elders 1990، pp.83–85
40. ↑    - Grayling 2019، Duns Scotus
  - Marenbon 2004، pp.297–298
  - Cross 1999، p.149
41. ↑    - Grayling 2019، Ockham
  - Spade & Panaccio 2019، lead section, 4.1 Ockham’s Razor
42. ↑    - Parkinson 2005، pp.1–14
  - Adamson 2022، pp.155–157
  - Grayling 2019، Philosophy in the Renaissance
  - Chambre et al. 2023، Renaissance philosophy
43. ↑    - Grayling 2019، Renaissance Platonism
  - Robb 2021، Introduction
  - Komar 2003، p.79
44. ↑  Adamson 2022، pp.155–157
45. ↑    - Grendler 2010
  - Baker 2015، Introduction
  - Chambre et al. 2023، Renaissance philosophy
  - Parkinson 2005، pp.1–14
46. ↑    - Chambre et al. 2023، Renaissance philosophy
  - Adamson 2022، pp.298–304
  - Grayling 2019، Renaissance Political Thought
47. ↑  Chambre et al. 2023، Renaissance philosophy
48. ↑    - Parkinson 2005، pp.1–14
  - Dehsen 2013، p.20
49. ↑    - Chambre et al. 2023، Renaissance philosophy
  - Ge (葛云保) 2022، pp.157–159
  - Adamson 2022، pp.387–394
50. ↑    - Grayling 2019، The Rise of Modern Thought; The Eighteenth-century Enlightenment
  - Anstey & Vanzo 2023، pp.236–237
  - Dobre & Nyden 2013، p.4
  - Ongaro 2020، p.64
51. ↑    - Dehsen 2013، p.115
  - Leahey 2017، p.158
  - Stevenson 2014، pp.145–146
  - Chappell 1994، p.60
52. ↑    - Dehsen 2013، p.26
  - Kenny 2006، pp.76–79
53. ↑    - Dehsen 2013، p.91
  - Kenny 2006، pp.80–85
  - Kurki 2008، pp.33–40
54. ↑    - Grayling 2019، The Rise of Modern Thought
  - Vesey 1976، pp.154–158
55. ↑    - Kenny 2006، pp.33–40
  - Dehsen 2013، p.51
56. ↑    - Kenny 2006، pp.61–69
  - Dehsen 2013، p.179
57. ↑    - Kenny 2006، pp.70–75
  - Grayling 2019، Leibniz
58. ↑    - Grayling 2019، The Eighteenth-Century Enlightenment
  - Kenny 2006، pp.90–92
59. ↑    - Grayling 2019، Kant
  - Dehsen 2013، p.105
60. ↑    - Grayling 2019، The Eighteenth-Century Enlightenment
  - Tucker 2017، p.269
61. ↑    - Dehsen 2013، p.88
  - Kenny 2006، pp.41–46
62. ↑    - Dehsen 2013، p.163
  - Kenny 2006، pp.93–96
63. ↑    - Grayling 2019، Philosophy in the Nineteenth Century
  - Fletcher et al. 2020، pp.14–15
  - Ten 2005، pp.1-3
64. ↑    - Smart 2008، pp.290–297
  - Beiser 1987، pp.8–15, 123–125
  - di Giovanni 2005
65. ↑    - Santis, Hopkins & Majolino 2020، p.93
  - Kenny 2006، pp.108–111
  - Whistler 2013، p.73
  - Critchley 2001، p.31
  - Tritten & Whistler 2018، p.150
66. ↑    - Kenny 2006، pp.111–116
  - Critchley 2001، p.31
  - Grayling 2019، Hegel
67. ↑    - Houlgate 2005، pp.1–3, 181
  - Illetterati & Miolli 2021، pp.25–26
  - Colapietro 2003، pp.42–43
68. ↑    - Beiser 2011
  - Makaryk 1993، p.127
  - Hammersley 2018، pp.32–33
  - Hamilton 2004، p.33
69. ↑    - Grayling 2019، Idealism
  - Kenny 2007، pp.47–50
70. ↑    - Kenny 2007، pp.18–24
  - Dehsen 2013، p.127
71. ↑    - Kenny 2007، pp.13–16
  - Dehsen 2013، p.171
  - Janaway 1989، pp.258–259
  - Critchley 2001، p.31
72. ↑    - Kenny 2007، pp.30–33
  - Dehsen 2013، p.144
  - Ramgotra & Choat 2023، p.244
  - Critchley 2001، p.31
73. ↑    - Dehsen 2013، pp.25, 132
  - Ten 2005، pp.4–25
74. ↑    - Dehsen 2013، pp.96, 152
  - Grayling 2019، Pragmatism
75. ↑    - Gavin 2012، p.1
  - Brinkmann 2018، pp.102–103
76. ↑    - Grayling 2019، Philosophy in the Twentieth Century, Analytic Philosophy, Continental Philosophy
  - Marino & Terzi 2020، pp.24–25
77. ↑  Grayling 2019، Philosophy in the Twentieth Century
78. ↑  Waithe 1995، pp.xix–xxiii
79. ↑    - Atkin 2010
  - Gavin 2012، p.1
  - Brinkmann 2018، pp.102–103
  - Grayling 2019، Pragmatism
  - Legg & Hookway 2008، lead section
80. ↑    - Grayling 2019، Feminism
  - Fletcher et al. 2020، p.15
  - McAfee et al. 2023، Lead Section
81. ↑    - Hurka 2021، 2. Metaethical Innovations, 3. Impersonal Consequentialism, 4. The Ideal
  - Grayling 2019، Moore
  - Canfield 2005، pp.89–94
82. ↑    - O'Regan 2016، p.231
  - Grayling 2019، Philosophy in the Twentieth Century
  - Shanker 2004، pp.124–149
83. ↑    - Kenny 2007، pp.50–54
  - Pérez-Jara & Camprubí 2022، p.32
84. ↑    - Kenny 2007، pp.54–58, 60–63
  - Shanker 2004، pp.157–192
85. ↑    - Shanker 2004، pp.193–213
  - Fennell 2019، p.173
86. ↑    - Lovat et al. 2011، p.29
  - Grayling 2019، Quine
  - Decock 2002، pp.231–250
87. ↑    - Grayling 2019، Ordinary Language Philosophy
  - Parker-Ryan 2023، lead section
88. ↑    - Grayling 2019، Ethics, Political Philosophy
  - Duignan 2011، pp.114–118
  - Boundas 2007، pp.299–302
89. ↑    - Chambre et al. 2023، The phenomenology of Husserl and Heidegger
  - Nyiro 2019، p.165
  - Lévinas 1995، p.147
90. ↑    - Chambre et al. 2023، The phenomenology of Husserl and Heidegger
  - Wheeler 2020، 2.2.1 The Question
  - Crotty 1998، p.97
91. ↑    - Dehsen 2013، p.17
  - Dyrness & Kärkkäinen 2009، p.383
  - Vallgarda & Koch 2008، p.165
  - Thompson 2008، p.208
92. ↑    - Chambre et al. 2023، The existentialism of Jaspers and Sartre
  - Grayling 2019، Sartre
  - Gordon 1984، p.15
93. ↑    - Bohman, Flynn & Celikates 2021، lead section
  - Corradetti، lead section
  - Raymond 1996، Critical theory
94. ↑    - Chambre et al. 2023، Recent trends
  - Grayling 2019، Deleuze, Derrida
  - Dehsen 2013، pp.48, 68
  - Eberle 1994، p.152
  - Nord 2010، p.107
95. ↑    - Grayling 2019، Arabic–Persian Philosophy
  - Adamson 2016، p.5
96. ↑    - Adamson & Taylor 2004، p.1
  - EB staff 2020
  - Grayling 2019، Arabic–Persian Philosophy
  - Reisman 2003، pp.ix–x
  - Adamson 2016، pp.5–6
97. ↑    - Ayduz & Dagli 2014، p.356
  - Hasse 2021، lead section, 1. Transmission
  - Adamson 2016، pp.161, 295, 421
98. ↑    - Adamson & Taylor 2004، p.1
  - Adamson 2023، pp.54–55
  - Adamson 2016، pp.8–9
  - Jackson 2014، p.5
  - Inglis 2005، p.19
99. ↑    - Grayling 2019، Arabic–Persian Philosophy
  - Armstrong 1967، pp.648–649
100. ↑    - Nasr & Leaman 2013، 11. Al-Kindi
  - Nasr 2006، pp.109–110
101. ↑    - Grayling 2019، Al-Kindi
  - Adamson 2020، lead section, 3. Metaphysics, 4. Psychology
  - Iqbal 2009، p.43
102. ↑    - Grayling 2019، Al-Farabi
  - Druart 2021، lead section, 3. Logic, 7. Ethics and Politics
103. ↑    - Gutas 2016
  - Grayling 2019، Ibn Sina (Avicenna)
  - Baldassarri & Blank 2021، صفحة 82
  - Belo 2007، p.35
104. ↑    - Adamson 2016، pp.140–146
  - Marenbon 2012، pp.114–115
  - Dehsen 2013، p.75
  - Griffel 2020، lead section, 3. Al-Ghazâlî’s “Refutations” of falsafa and Ismâ’îlism, 4. The Place of Falsafa in Islam
105. ↑    - Dehsen 2013، p.18
  - Adamson 2016، pp.179–193
  - Ben Ahmed & Pasnau 2021
  - Kenny 2005، pp.48–50
106. ↑    - López-Farjeat 2021، p.9
  - Booth 2017، The Philosophers Strike Back: Averroes and Islamic Philosophy After al-Ghazali
  - Grayling 2019، Ibn Rushd (Averroes)
107. ↑    - Griffel 2021، pp.1–20, 565–566
  - Adamson 2016، pp.295–302
108. ↑    - Rizvi 2021، lead section, 3. Metaphysics, 4. Noetics — Epistemology and Psychology
  - Chamankhah 2019، p.73
  - Moris 2013، pp.154–155
109. ↑    - Moaddel 2005، pp.1–2
  - Masud 2009، pp.237–238
  - Safi 2005، lead section, §Westernization and Islamic Paradigms
110. ↑    - Phillips 1998، p.324
  - Perrett 2016، Indian Philosophy: A Brief Historical Overview
  - Glenney & Silva 2019، p.77
111. ↑    - Gupta 2012، p.8
  - Perrett 2016، Indian philosophy: a brief historical overview
112. ↑    - Smart 2008، p.3
  - Grayling 2019، Indian Philosophy
113. ↑    - Grayling 2019، Indian Philosophy
  - Smart 2008، pp.13–15, 27–28
  - Rambachan 2012، pp.1–2
114. ↑    - Perrett 2016، Indian philosophy: a brief historical overview, The ancient period of Indian philosophy
  - Pooley & Rothenbuhler 2016، p.1468
  - Grayling 2019، Indian Philosophy
115. ↑    - Perrett 2016، Indian philosophy: a brief historical overview, The ancient period of Indian philosophy
  - Tebbit 2013، p.400
  - Andrea & Overfield 2015، p.71
116. ↑    - Perrett 2016، The ancient period of Indian philosophy
  - Ruether 2004، p.57
117. ↑    - Perrett 2016، The ancient period of Indian philosophy
  - Juergensmeyer & Roof 2012، pp.609–610
  - Hindson & Caner 2008، p.289
118. ↑    - Perrett 2016، Indian philosophy: a brief historical overview, The classical period of Indian philosophy, The medieval period of Indian philosophy
  - Glenney & Silva 2019، p.77
  - Adamson & Ganeri 2020، pp.101–109
119. ↑    - Perrett 2016، The classical period of Indian philosophy
  - Ruzsa 2023
120. ↑    - Perrett 2016، The classical period of Indian philosophy
  - Vanamali 2015، p.50
  - Gannon 2020، p.34
 "نسخة مؤرشفة". مؤرشف من الأصل في 2023-06-11. اطلع عليه بتاريخ 2024-08-07.{{استشهاد ويب}}:  صيانة الاستشهاد: BOT: original URL status unknown (link)
121. ↑    - Perrett 2016، The classical period of Indian philosophy
  - Dasti، lead section, 1b. Inference
122. ↑    - Perrett 2016، The classical period of Indian philosophy
  - Daniélou 1993، pp.165–166
 "نسخة مؤرشفة". مؤرشف من الأصل في 2023-06-12. اطلع عليه بتاريخ 2024-08-07.{{استشهاد ويب}}:  صيانة الاستشهاد: BOT: original URL status unknown (link)
123. ↑    - Perrett 2016، The classical period of Indian philosophy
  - Fang 2018، p.23
  - Wolfson 2014، p.294
 "نسخة مؤرشفة". مؤرشف من الأصل في 2023-06-11. اطلع عليه بتاريخ 2024-08-07.{{استشهاد ويب}}:  صيانة الاستشهاد: BOT: original URL status unknown (link)
124. ↑    - Dalal 2021، lead section, 1. Life and Works
  - Perrett 2016، The medieval period of Indian philosophy
125. ↑    - Ranganathan، 1. Rāmānuja’s Life and Works
  - Sydnor 2012، p.20
126. ↑    - Ranganathan، 4. Rāmānuja's Soteriology
  - Kulke & Rothermund 1998، p.139
  - Seshadri 1996، pp.297
  - Jha 2022، p.217
127. ↑    - Perrett 2016، The medieval period of Indian philosophy
  - Maharaj 2020، p.122
 "نسخة مؤرشفة". مؤرشف من الأصل في 2024-09-08. اطلع عليه بتاريخ 2024-08-07.{{استشهاد ويب}}:  صيانة الاستشهاد: BOT: original URL status unknown (link)
128. ↑    - Perrett 2016، Indian philosophy: a brief historical overview, The modern period of Indian philosophy
  - EB staff 2023
129. ↑    - Banhatti 1995، pp.151–154
  - Bilimoria 2018، pp.529–531
  - Rambachan 1994، pp.91–92
  - Menon، lead section
 "نسخة مؤرشفة". مؤرشف من الأصل في 2024-12-28. اطلع عليه بتاريخ 2024-08-07.{{استشهاد ويب}}:  صيانة الاستشهاد: BOT: original URL status unknown (link)
130. ↑    - Bilimoria 2018، pp.529–531
  - Baird 2017، pp.244–245
  - Prince 2017، p.133
131. ↑    - Raghuramaraju 2016، p.41
  - Paranjape 2016، p.320
  - Bilimoria 2018، p.240
132. ↑    - Smart 2008، pp.70–71
  - EB staff 2017
  - Littlejohn 2023
  - Grayling 2019، Chinese Philosophy
  - Zhang 2021، p.751
 "نسخة مؤرشفة". مؤرشف من الأصل في 2023-06-25. اطلع عليه بتاريخ 2024-08-07.{{استشهاد ويب}}:  صيانة الاستشهاد: BOT: original URL status unknown (link)
133. ↑  Mou 2009، pp.1–3
134. ↑    - Mou 2009، pp.43–45
  - EB staff 2017
  - Smart 2008، pp.3
135. ↑    - Smart 2008، pp.70–71
  - EB staff 2017
  - Littlejohn 2023
136. ↑    - EB staff 2017
  - Smart 2008، pp.71–76
  - Littlejohn 2023، 1b. Confucius (551-479 B.C.E.) of the Analects
  - Boyd & Timpe 2021، pp.64–66
  - Liu 2017، p.209
  - Marshev 2021، pp.100–101
 "نسخة مؤرشفة". مؤرشف من الأصل في 2024-02-01. اطلع عليه بتاريخ 2024-08-08.{{استشهاد ويب}}:  صيانة الاستشهاد: BOT: original URL status unknown (link)
137. ↑    - EB staff 2017
  - Slingerland 2007، pp.77–78
  - Grayling 2019، Chinese Philosophy
138. ↑    - Grayling 2019، Chinese Philosophy
  - Montero 2016، p.22
  - Chai 2020، pp.42–43
 "نسخة مؤرشفة". مؤرشف من الأصل في 2024-12-28. اطلع عليه بتاريخ 2024-08-08.{{استشهاد ويب}}:  صيانة الاستشهاد: BOT: original URL status unknown (link)
139. ↑    - Grayling 2019، Chinese Philosophy
  - Littlejohn 2023، 1c. Mozi (c. 470-391 B.C.E.) and Mohism
  - Defoort & Standaert 2013، p.35
140. ↑    - Smart 2008، pp.70–71
  - EB staff 2017
  - Littlejohn 2023، 2. Philosophy from the Qin (221 B.C.E.) to the Tang (618 C.E.)
  - Wang, Bao & Guan 2020، pp.6–8
 "نسخة مؤرشفة". مؤرشف من الأصل في 2024-09-08. اطلع عليه بتاريخ 2024-08-08.{{استشهاد ويب}}:  صيانة الاستشهاد: BOT: original URL status unknown (link)
141. ↑    - Grayling 2019، Chinese Philosophy
  - Kim 2019، p.161
  - Littlejohn 2023، 2a. Syncretic Philosophies in the Qin and Han Periods
142. ↑    - Littlejohn 2023، Early Buddhism in China
  - Poceski 2014، pp.165–166
143. ↑    - Smart 2008، pp.70–71, 99–102
  - EB staff 2017
144. ↑    - Littlejohn 2023، 5. The Chinese and Western Encounter in Philosophy
  - Mou 2009، pp.473–480, 512–513
  - Qi 2014، pp.99–100
  - Yu 2023، lead section, 5. The Traditional Trend in Modern Chinese Philosophy
145. ↑    - Littlejohn 2023، 5. The Chinese and Western Encounter in Philosophy
  - Yu 2023، lead section, 5. The Traditional Trend in Modern Chinese Philosophy
  - Meynard & Major 2023، pp.1–16
146. ↑  Smart 2008، pp.1–12
147. ↑    - Smart 2008، pp.126–127, 422–432
  - Maraldo 2019، lead section, 3. Theory of Universals and the Logic of Place
  - Kasulis 2016a، Logic in Japan
  - Kurtz 2012، pp.97–98
  - Kasulis 2022، lead section, 3. Five Fountainheads of Japanese Philosophy, 4. Historical Periods of Philosophical Development and Interaction
  - Kasulis 2016، Japanese philosophy
148. ↑    - Gracia & Vargas 2018، lead section, 1. History, 2. The Contemporary Period
  - Stehn 2023
  - Gracia & Millán-Zaibert 2006، Latin American Philosophy
  - Iannone 2013، p.12
149. 1 2    - Grayling 2019، African Philosophy
  - Smart 2008، pp.433–452
  - Chimakonam 2023، lead section, 6. Epochs in African Philosophy
  - Janz 2009، p.74
150. ↑  Imbo 1998، p.41
151. ↑    - Wiredu 2008، p.172
  - Coetzee & Roux 2004، p.423
 "نسخة مؤرشفة". مؤرشف من الأصل في 2024-12-28. اطلع عليه بتاريخ 2024-08-08.{{استشهاد ويب}}:  صيانة الاستشهاد: BOT: original URL status unknown (link)
152. ↑    - Chimakonam 2014، pp.4, 34
  - Chimakonam 2023، lead section, 1. Introduction, 5. The Movements in African Philosophy, 6. Epochs in African Philosophy
  - Bell & Fernback 2015، p.44
  - Coetzee & Roux 1998، pp.38, 48, 88
  - McEwan 2008، pp.39–40

الوب
1. 1 2 3 4 5  Jacob N. Graham (2023). "Ancient Greek Philosophy". Internet Encyclopedia of Philosophy (بالإنجليزية). 1. Presocratic Thought. Archived from the original on 2022-08-25. Retrieved 2023-05-25.
2. ↑  Peter Singer (2023). "Ethics". britannica (بالإنجليزية). Archived from the original on 2008-05-02. Retrieved 2023-05-02.
3. ↑  Thomas P. Kasulis (2013). "Japanese philosophy". Encyclopædia Britannica (بالإنجليزية). Archived from the original on 2018-12-13. Retrieved 2023-06-14.

### معلومات المراجع
الكتب
- Santinello, Giovanni; Piaia, Gregorio (1 Dec 2010). Models of the History of Philosophy: Volume II: From Cartesian Age to Brucker (بالإنجليزية). Springer Science & Business Media. ISBN:978-90-481-9507-7. Archived from the original on 2023-07-03. Retrieved 2023-05-25.
- Santinello, Giovanni (2010). Models of the History of Philosophy: Volume II: From Cartesian Age to Brucker (بالإنجليزية). Springer Science & Business Media. pp. 487–488. ISBN:978-90-481-9507-7. Archived from the original on 2023-07-03. Retrieved 2023-05-25.
- Copleston, Frederick (2003). History of Philosophy Volume 1: Greece and Rome (بالإنجليزية). Continuum. pp. 6–8. ISBN:978-0-8264-6895-6. Archived from the original on 2023-06-08. Retrieved 2023-05-25.
- Verene, Donald Phillip (2008). The History of Philosophy: A Reader's Guide (بالإنجليزية). Northwestern University Press. ISBN:978-0-8101-5197-0. Archived from the original on 2023-05-25. Retrieved 2023-05-25.
- Scharfstein, Ben-Ami (1 Jan 1998). A Comparative History of World Philosophy: From the Upanishads to Kant (بالإنجليزية). SUNY Press. ISBN:978-0-7914-3683-7. Archived from the original on 2023-07-03. Retrieved 2023-06-08.
- Perrett, Roy W. (4 Feb 2016). An Introduction to Indian Philosophy (بالإنجليزية). Cambridge University Press. ISBN:978-0-521-85356-9. Archived from the original on 2023-06-22. Retrieved 2023-06-09.
- Smart, Ninian (2008). World philosophies (بالإنجليزية) (Rev. 2nd ed.). Routledge. ISBN:978-0-415-41188-2.
- Rescher, Nicholas (23 Oct 2014). Metaphilosophy: Philosophy in Philosophical Perspective (بالإنجليزية). Lexington Books. ISBN:978-0-7391-9978-7. Archived from the original on 2023-06-22. Retrieved 2023-06-15.
- Parkinson, G. H. R., ed. (2005). IV. The Renaissance and Seventeenth-century Rationalism. Routledge History of Philosophy (بالإنجليزية). Routledge. ISBN:978-0-203-02914-5.
- Catana, Leo (5 Jul 2013). "Philosophical Problems in the History of Philosophy: What Are They?". In Laerke, Mogens; Smith, Justin E. H.; Schliesser, Eric (eds.). Philosophy and Its History (بالإنجليزية). Oxford University Press. pp. 115–133. DOI:10.1093/acprof:oso/9780199857142.003.0007. ISBN:978-0-19-985714-2. Archived from the original on 2024-06-14. Retrieved 2024-03-21.
- Frede, Michael (2022). The Historiography of Philosophy (بالإنجليزية). Oxford University Press. ISBN:978-0-19-884072-5. Archived from the original on 2023-05-24. Retrieved 2023-05-24.
- Beaney, Michael (20 Jun 2013). The Oxford Handbook of The History of Analytic Philosophy (بالإنجليزية). OUP Oxford. ISBN:978-0-19-166266-9. Archived from the original on 2023-05-25. Retrieved 2023-05-25.
- Chimisso, Cristina (11 Feb 2016). Writing the History of the Mind: Philosophy and Science in France, 1900 to 1960s (بالإنجليزية). Routledge. ISBN:978-1-134-78815-6. Archived from the original on 2023-05-25. Retrieved 2023-05-25.
- Priel, Dan (2020). "Analytic Jurisprudence in Time". In Bustamante, Thomas; Decat, Thiago Lopes (eds.). Philosophy of Law as an Integral Part of Philosophy: Essays on the Jurisprudence of Gerald J Postema (بالإنجليزية). Bloomsbury Publishing. ISBN:978-1-5099-3390-7.
- Piercey, Robert (2011). The Crisis in Continental Philosophy: History, Truth and the Hegelian Legacy (بالإنجليزية). A&C Black. ISBN:978-1-4411-6237-3. Archived from the original on 2024-04-02.
- Mormann, Thomas (2010). "History of Philosophy of Science as Philosophy of Science by Other Means? Commen on Thomas Uebel". In Stadler, Friedrich (ed.). The Present Situation in the Philosophy of Science (بالإنجليزية). Springer Science & Business Media. ISBN:978-90-481-9115-4.
- Gracia, Jorge J. E. (2006). "History And Historiography Of Philosophy". In Borchert, Donald (ed.). Macmillan Encyclopedia of Philosophy, 2nd Edition (بالإنجليزية). Macmillan. ISBN:978-0-02-865790-5. Archived from the original on 2021-01-12. Retrieved 2023-05-24.
- Park, Peter K. J. (11 Mar 2013). Africa, Asia, and the History of Philosophy: Racism in the Formation of the Philosophical Canon, 1780–1830 (بالإنجليزية). State University of New York Press. ISBN:978-1-4384-4643-1. Archived from the original on 2023-05-25. Retrieved 2023-05-25.
- Heller, Agnes (14 Apr 2016). A Theory of History (بالإنجليزية). Routledge. ISBN:978-1-317-26883-3.
- Taylor, Christopher Charles Whiston, ed. (1997). I. From the beginning to Plato. Routledge History of Philosophy (بالإنجليزية). Routledge. ISBN:978-0-415-06272-5.
- Grayling, A. C. (20 Jun 2019). The History of Philosophy (بالإنجليزية). Penguin UK. ISBN:978-0-241-98086-6. Archived from the original on 2023-07-03. Retrieved 2023-05-24.
- Iannone, A. Pablo (15 Apr 2013). Dictionary of World Philosophy (بالإنجليزية). Routledge. ISBN:978-1-134-68043-6. Archived from the original on 2023-06-22. Retrieved 2023-06-14.
- Heidegger, Martin (5 Feb 2015). The Beginning of Western Philosophy: Interpretation of Anaximander and Parmenides (بالإنجليزية). Indiana University Press. ISBN:978-0-253-01561-7. Archived from the original on 2023-06-22. Retrieved 2023-06-16.
- Fletcher, Robert; Romero, Paola; Talbot, Marianne; Warburton, Nigel; Whiston, Amna (5 Nov 2020). Philosophy: A Visual Encyclopedia (بالإنجليزية). Dorling Kindersley Limited. ISBN:978-0-241-50422-2. Archived from the original on 2023-06-06. Retrieved 2023-06-06.
- Blackson, Thomas A. (6 Jan 2011). Ancient Greek Philosophy: From the Presocratics to the Hellenistic Philosophers (بالإنجليزية). John Wiley & Sons. ISBN:978-1-4443-9608-9. Archived from the original on 2023-05-28. Retrieved 2023-05-28.
- Sisko, John E. (6 Jul 2018). Philosophy of Mind in Antiquity: The History of the Philosophy of Mind, Volume 1 (بالإنجليزية). Routledge. ISBN:978-0-429-01965-4. Archived from the original on 2023-05-28. Retrieved 2023-05-28.
- Duignan, Brian, ed. (15 Aug 2010). Ancient Philosophy: From 600 BCE to 500 CE (بالإنجليزية). The Rosen Publishing Group, Inc. ISBN:978-1-61530-141-6. Archived from the original on 2023-05-28. Retrieved 2023-05-28.
- Rée, Jonathan; Urmson, J. O. (30 Sep 2004). The Concise Encyclopedia of Western Philosophy (بالإنجليزية). Routledge. ISBN:978-1-134-33177-2. Archived from the original on 2023-06-22. Retrieved 2023-06-16.
- Dobson, Geoffrey (16 Jun 2016). A Chaos of Delight: Science, Religion and Myth and the Shaping of Western Thought (بالإنجليزية). Routledge. ISBN:978-1-315-47872-2.
- Lawson, Russell M. (2004). Science in the Ancient World: An Encyclopedia (بالإنجليزية). ABC-CLIO. ISBN:978-1-85109-534-6. Archived from the original on 2023-05-28. Retrieved 2023-05-28.
- Fine, Gail (2019). The Oxford Handbook of Plato (بالإنجليزية). Oxford University Press. ISBN:978-0-19-063973-0. Archived from the original on 2023-06-22. Retrieved 2023-06-17.
- Hughes, Claretha; Gosney, Matthew W. (2016). The History of Human Resource Development: Understanding the Unexplored Philosophies, Theories, and Methodologies (بالإنجليزية). Springer. ISBN:978-1-137-52698-4. Archived from the original on 2023-06-22. Retrieved 2023-05-27.
- Furley, David, ed. (2005). II. From Aristotle to Augustine. Routledge History of Philosophy (بالإنجليزية). Routledge. ISBN:978-0-203-02845-2.
- Haaparanta، Leila (2009). "1. Introduction". The development of modern logic. Oxford University Press. ISBN:978-0-19-513731-6.
- Buren, Franziska van (20 Mar 2023). Aristotle and the Ontology of St. Bonaventure (بالإنجليزية). Leuven University Press. ISBN:978-94-6270-356-8. Archived from the original on 2023-06-22. Retrieved 2023-06-17.
- Long, A. A. (20 Aug 1986). Hellenistic Philosophy: Stoics, Epicureans, Sceptics (بالإنجليزية). University of California Press. ISBN:978-0-520-05808-8. Archived from the original on 2023-05-28. Retrieved 2023-05-28.
- Green, Thomas Hill; Brink, David Owen (2003). Prolegomena to Ethics (بالإنجليزية). Clarendon Press. ISBN:978-0-19-926643-2. Archived from the original on 2023-05-27. Retrieved 2023-05-27.
- Adamson, Peter (2015). Philosophy in the Hellenistic and Roman Worlds. A History of Philosophy Without Any Gaps (بالإنجليزية). Oxford University Press. Vol. 2. ISBN:978-0-19-872802-3. Archived from the original on 2023-07-11. Retrieved 2023-05-25.
- Camus, Albert (2007). Christian Metaphysics and Neoplatonism (بالإنجليزية). University of Missouri Press. ISBN:978-0-8262-6622-4. Archived from the original on 2023-05-28. Retrieved 2023-05-28.
- Duignan, Brian, ed. (15 Aug 2010a). Medieval Philosophy: From 500 to 1500 CE (بالإنجليزية). The Rosen Publishing Group, Inc. ISBN:978-1-61530-143-0. Archived from the original on 2023-05-28. Retrieved 2023-05-28.
- Lagerlund, Henrik, ed. (2020). Encyclopedia of medieval philosophy: philosophy between 500 and 1500 (بالإنجليزية) (Second ed.). Springer. ISBN:978-94-024-1663-3.
- MacDonald, Scott; Kretzmann, Norman (1996). "Medieval philosophy". Routledge Encyclopedia of Philosophy (بالإنجليزية). Routledge. Archived from the original on 2023-05-09. Retrieved 2023-05-28.
- Adamson, Peter (Sep 2019). Medieval Philosophy. A History of Philosophy Without Any Gaps (بالإنجليزية). Oxford University Press. Vol. 4. ISBN:978-0-19-884240-8. Archived from the original on 2023-05-25. Retrieved 2023-05-25.
- Russell, Jeffrey Burton (22 Feb 2005). Medieval Civilization (بالإنجليزية). Wipf and Stock Publishers. ISBN:978-1-59752-103-1. Archived from the original on 2023-06-22. Retrieved 2023-06-16.
- Kaye, Sharon M. (1 Dec 2012). Medieval Philosophy: A Beginner's Guide (بالإنجليزية). Simon and Schuster. ISBN:978-1-78074-168-0. Archived from the original on 2023-06-22. Retrieved 2023-06-16.
- O'Meara, Dominic J. (30 Jun 1981). Neoplatonism and Christian Thought (بالإنجليزية). State University of New York Press. ISBN:978-1-4384-1511-6. Archived from the original on 2023-06-22. Retrieved 2023-06-15.
- Warren, Karen J. (16 Dec 2008). An Unconventional History of Western Philosophy: Conversations Between Men and Women Philosophers (بالإنجليزية). Rowman & Littlefield Publishers. ISBN:978-0-7425-6460-2. Archived from the original on 2023-06-22. Retrieved 2023-06-17.
- Dehsen, Christian von (13 Sep 2013). Philosophers and Religious Leaders (بالإنجليزية). Routledge. ISBN:978-1-135-95102-3. Archived from the original on 2023-05-28. Retrieved 2023-05-28.
- Kaylor, Noel Harold; Phillips, Philip Edward (3 May 2012). A Companion to Boethius in the Middle Ages (بالإنجليزية). BRILL. ISBN:978-90-04-18354-4. Archived from the original on 2023-05-28. Retrieved 2023-05-28.
- Frassetto, Michael (14 Mar 2013). The Early Medieval World: From the Fall of Rome to the Time of Charlemagne [2 Volumes] (بالإنجليزية). ABC-CLIO. ISBN:978-1-59884-996-7. Archived from the original on 2023-07-11. Retrieved 2023-06-17.
- Sweeney, E. (30 Apr 2016). Logic, Theology and Poetry in Boethius, Anselm, Abelard, and Alan of Lille: Words in the Absence of Things (بالإنجليزية). Springer. ISBN:978-1-137-06373-1. Archived from the original on 2023-06-22. Retrieved 2023-06-17.
- Barmann, Lawrence F. (27 Apr 1972). Baron Friedrich Von Hügel and the Modernist Crisis in England (بالإنجليزية). CUP Archive. ISBN:978-0-521-08178-8. Archived from the original on 2023-06-22. Retrieved 2023-06-16.
- Marias, Julian (2 Oct 2012). History of Philosophy (بالإنجليزية). Courier Corporation. ISBN:978-0-486-12193-2. Archived from the original on 2023-06-22. Retrieved 2023-05-30.
- Dougherty, Jude P. (2009). Wretched Aristotle: Using the Past to Rescue the Future (بالإنجليزية). Rowman & Littlefield. ISBN:978-0-7391-4006-2. Archived from the original on 2023-06-22. Retrieved 2023-05-30.
- Pasnau, Robert; Dyke, Christina van (19 Jun 2014). The Cambridge History of Medieval Philosophy (بالإنجليزية). Cambridge University Press. ISBN:978-1-139-95292-7. Archived from the original on 2023-06-03. Retrieved 2023-05-30.
- Crowder, Jason D. (2 Mar 2016). Philosophy, Who Needs It?: A Layman's Introduction to Philosophy (بالإنجليزية). Wipf and Stock Publishers. ISBN:978-1-4982-1979-2. Archived from the original on 2023-06-22. Retrieved 2023-06-17.
- Mackey, David A.; Elvey, Kathryn M. (14 Feb 2020). Society, Ethics, and the Law: A Reader (بالإنجليزية). Jones & Bartlett Learning. ISBN:978-1-284-19964-2. Archived from the original on 2023-06-03. Retrieved 2023-05-30.
- Elders, Leo (1 Jan 1990). The Philosophical Theology of St. Thomas Aquinas (بالإنجليزية). Brill Archive. ISBN:978-90-04-09156-6. Archived from the original on 2023-05-30. Retrieved 2023-05-30.
- Marenbon, John, ed. (2004). III. Medieval Philosophy. Routledge History of Philosophy (بالإنجليزية). Routledge. ISBN:978-0-203-02846-9.
- Cross, Richard (17 Jun 1999). Duns Scotus (بالإنجليزية). Oxford University Press. ISBN:978-0-19-535225-2. Archived from the original on 2023-05-30. Retrieved 2023-05-30.
- Adamson, Peter (10 Feb 2022). Byzantine and Renaissance Philosophy: A History of Philosophy Without Any Gaps, Volume 6 (بالإنجليزية). Oxford University Press. Vol. 6. ISBN:978-0-19-266992-6. Archived from the original on 2023-05-25. Retrieved 2023-05-25.
- Robb, Nesca A. (13 Apr 2021). Neoplatonism of the Italian Renaissance (بالإنجليزية). Routledge. ISBN:978-1-000-36288-6. Archived from the original on 2023-05-31. Retrieved 2023-05-31.
- Komar, Bernard V. (7 Mar 2003). Christian Love (بالإنجليزية). Georgetown University Press. ISBN:978-1-58901-296-7. Archived from the original on 2023-06-22. Retrieved 2023-06-17.
- Baker, Patrick (29 Sep 2015). Italian Renaissance Humanism in the Mirror (بالإنجليزية). Cambridge University Press. ISBN:978-1-107-11186-8. Archived from the original on 2023-05-31. Retrieved 2023-05-31.
- Ge (葛云保), Yunbao (25 Jan 2022). From Geocentric to Heliocentric: How Discoveries Are Made (بالإنجليزية). Springer Nature. ISBN:978-981-16-7779-3. Archived from the original on 2023-05-31. Retrieved 2023-05-31.
- Anstey, Peter R.; Vanzo, Alberto (31 Jan 2023). Experimental Philosophy and the Origins of Empiricism (بالإنجليزية). Cambridge University Press. ISBN:978-1-009-03467-8. Archived from the original on 2023-06-03. Retrieved 2023-06-02.
- Dobre, Mihnea; Nyden, Tammy (29 Nov 2013). Cartesian Empiricisms (بالإنجليزية). Springer Science & Business Media. ISBN:978-94-007-7690-6. Archived from the original on 2023-06-03. Retrieved 2023-06-02.
- Ongaro, Edoardo (31 Jul 2020). Philosophy and Public Administration: An Introduction (بالإنجليزية). Edward Elgar Publishing. ISBN:978-1-83910-034-5. Archived from the original on 2023-06-22. Retrieved 2023-06-22.
- Leahey, Thomas Hardy (2 Oct 2017). A History of Psychology: From Antiquity to Modernity (بالإنجليزية). Routledge. ISBN:978-1-317-22849-3. Archived from the original on 2023-06-03. Retrieved 2023-05-31.
- Stevenson, Jay (1 Apr 2014). Philosophy (بالإنجليزية) (4th ed.). Penguin. ISBN:978-1-61564-538-1. Archived from the original on 2023-06-03. Retrieved 2023-06-01.
- Chappell, Vere (24 Jun 1994). The Cambridge Companion to Locke (بالإنجليزية). Cambridge University Press. ISBN:978-0-521-38772-9. Archived from the original on 2023-06-03. Retrieved 2023-06-01.
- Kenny, Anthony (2006). The rise of modern philosophy. A new history of Western philosophy (بالإنجليزية) (1 ed.). Clarendon Press. ISBN:978-0-19-875277-6.
- Kurki, Milja (3 Apr 2008). Causation in International Relations: Reclaiming Causal Analysis (بالإنجليزية). Cambridge University Press. ISBN:978-1-139-47076-6. Archived from the original on 2023-06-03. Retrieved 2023-06-02.
- Vesey, Godfrey, ed. (18 Jun 1976). Impressions of Empiricism (بالإنجليزية). Springer. ISBN:978-1-349-02804-7. Archived from the original on 2023-06-03. Retrieved 2023-06-02.
- Tucker, Spencer C. (21 Sep 2017). Enduring Controversies in Military History: Critical Analyses and Context [2 volumes] (بالإنجليزية). ABC-CLIO. ISBN:978-1-4408-4120-0. Archived from the original on 2023-03-27.
- Ten, C. L., ed. (2005). VII. The Nineteenth Century. Routledge History of Philosophy (بالإنجليزية). Routledge. ISBN:978-0-203-03066-0.
- Beiser, Frederick C. (1987). The Fate of Reason: German Philosophy from Kant to Fichte (بالإنجليزية). Harvard University Press. ISBN:9780674020696. Archived from the original on 2023-05-20. Retrieved 2023-06-25.
- di Giovanni, George (2005). Freedom and Religion in Kant and his Immediate Successors: The Vocation of Humankind, 1784–1800 (بالإنجليزية). Cambridge University Press.
- Santis, Daniele De; Hopkins, Burt C.; Majolino, Claudio (24 Aug 2020). The Routledge Handbook of Phenomenology and Phenomenological Philosophy (بالإنجليزية). Routledge. ISBN:978-1-000-17058-0. Archived from the original on 2023-06-03. Retrieved 2023-06-03.
- Whistler, Daniel (28 Mar 2013). Schelling's Theory of Symbolic Language: Forming the System of Identity (بالإنجليزية). OUP Oxford. ISBN:978-0-19-967373-5. Archived from the original on 2023-06-03. Retrieved 2023-06-03.
- Critchley, Simon (22 Feb 2001). Continental Philosophy: A Very Short Introduction (بالإنجليزية). OUP Oxford. ISBN:978-0-19-157832-8. Archived from the original on 2023-07-11. Retrieved 2023-06-03.
- Tritten, Tyler; Whistler, Daniel (7 Dec 2018). Nature, Speculation and the Return to Schelling (بالإنجليزية). Routledge. ISBN:978-1-351-37941-0. Archived from the original on 2023-06-03. Retrieved 2023-06-03.
- Houlgate, Stephen (2005). An introduction to Hegel: Freedom, Truth, and History (بالإنجليزية) (2nd ed.). Blackwell.
- Illetterati, Luca; Miolli, Giovanna (16 Dec 2021). The Relevance of Hegel's Concept of Philosophy: From Classical German Philosophy to Contemporary Metaphilosophy (بالإنجليزية). Bloomsbury Publishing. ISBN:978-1-350-16260-0. Archived from the original on 2023-07-11. Retrieved 2023-06-26.
- Colapietro, Vincent Michael (2003). Fateful Shapes of Human Freedom: John William Miller and the Crises of Modernity (بالإنجليزية). Vanderbilt University Press. ISBN:978-0-8265-1433-2. Archived from the original on 2023-07-11. Retrieved 2023-06-26.
- Makaryk, Irene Rima (1 Jan 1993). Encyclopedia of Contemporary Literary Theory: Approaches, Scholars, Terms (بالإنجليزية). University of Toronto Press. ISBN:978-0-8020-6860-6. Archived from the original on 2023-06-22.
- Hammersley, Martyn (1 Feb 2018). Routledge Revivals: The Dilemma of Qualitative Method (1989): Herbert Blumer and the Chicago Tradition (بالإنجليزية). Routledge. ISBN:978-1-351-03768-6. Archived from the original on 2023-06-22. Retrieved 2023-06-18.
- Hamilton, Paul (1 Mar 2004). Historicism (بالإنجليزية). Routledge. ISBN:978-1-134-43781-8. Archived from the original on 2023-06-23. Retrieved 2023-06-23.
- Kenny, Anthony (2007). Philosophy in the Modern World. A new history of Western philosophy (بالإنجليزية) (1 ed.). Clarendon Press. ISBN:978-0-19-875279-0.
- Janaway, Christopher (9 Mar 1989). Self and World in Schopenhauer's Philosophy (بالإنجليزية). OUP Oxford. ISBN:978-0-19-152013-6. Archived from the original on 2023-06-04. Retrieved 2023-06-03.
- Ramgotra, Manjeet; Choat, Simon (30 Mar 2023). Rethinking Political Thinkers (بالإنجليزية). Oxford University Press. ISBN:978-0-19-884739-7. Archived from the original on 2023-06-04. Retrieved 2023-06-03.
- Gavin, W. J. (6 Dec 2012). Context Over Foundation: Dewey and Marx (بالإنجليزية). Springer Science & Business Media. ISBN:978-94-009-2903-6. Archived from the original on 2023-06-04. Retrieved 2023-06-04.
- Brinkmann, Svend (2018). Philosophies of Qualitative Research (بالإنجليزية). Oxford University Press. ISBN:978-0-19-024724-9. Archived from the original on 2023-06-04. Retrieved 2023-06-04.
- Marino, Stefano; Terzi, Pietro (9 Nov 2020). Kant's 'Critique of Aesthetic Judgment' in the 20th Century: A Companion to Its Main Interpretations (بالإنجليزية). Walter de Gruyter GmbH & Co KG. ISBN:978-3-11-059649-6. Archived from the original on 2023-06-22. Retrieved 2023-06-04.
- Waithe, Mary Ellen (1995). A history of women philosophers. 4: Contemporary women philosophers 1900 - today (بالإنجليزية). Dordrecht: Nijhoff. ISBN:9780792328087.
- Canfield, John V., ed. (2005). Philosophy of Meaning, Knowledge and Value in the Twentieth Century. Routledge History of Philosophy (بالإنجليزية). Routledge. ISBN:978-0-203-03068-4.
- O'Regan, Gerard (16 Sep 2016). Guide to Discrete Mathematics: An Accessible Introduction to the History, Theory, Logic and Applications (بالإنجليزية). Springer. ISBN:978-3-319-44561-8. Archived from the original on 2023-06-04. Retrieved 2023-06-04.
- Shanker, Stuart G., ed. (2004). IX. Philosophy of Science, Logic and Mathematics in the Twentieth Century. Routledge History of Philosophy (بالإنجليزية). Routledge. ISBN:978-0-203-02947-3.
- Pérez-Jara, Javier; Camprubí, Lino (Aug 2022). Science and Apocalypse in Bertrand Russell: A Cultural Sociology (بالإنجليزية). Rowman & Littlefield. ISBN:978-1-7936-1848-1. Archived from the original on 2023-06-06. Retrieved 2023-06-06.
- Fennell, John (18 Feb 2019). A Critical Introduction to the Philosophy of Language: Central Themes from Locke to Wittgenstein (بالإنجليزية). Routledge. ISBN:978-0-429-64906-6. Archived from the original on 2023-06-06. Retrieved 2023-06-06.
- Lovat, Terence; Dally, Kerry; Clement, Neville; Toomey, Ron (6 Jul 2011). Values Pedagogy and Student Achievement: Contemporary Research Evidence (بالإنجليزية). Springer Science & Business Media. ISBN:978-94-007-1563-9. Archived from the original on 2023-06-22. Retrieved 2023-06-06.
- Duignan, Brian (15 Jan 2011). The History of Western Ethics (بالإنجليزية). The Rosen Publishing Group, Inc. ISBN:978-1-61530-301-4. Archived from the original on 2023-06-06. Retrieved 2023-06-06.
- Boundas, Constantin V. (2007). Columbia Companion to Twentieth-Century Philosophies (بالإنجليزية). Columbia University Press. ISBN:978-0-231-14203-8. Archived from the original on 2023-06-22. Retrieved 2023-06-06.
- Nyiro, Lajos (8 Jul 2019). Literature and its interpretation (بالإنجليزية). Walter de Gruyter GmbH & Co KG. ISBN:978-3-11-134194-1. Archived from the original on 2023-06-22. Retrieved 2023-06-07.
- Lévinas, Emmanuel (1995). The Theory of Intuition in Husserl's Phenomenology (بالإنجليزية). Northwestern University Press. ISBN:978-0-8101-1281-0. Archived from the original on 2023-06-22. Retrieved 2023-06-07.
- Crotty, Michael (26 Aug 1998). The Foundations of Social Research: Meaning and Perspective in the Research Process (بالإنجليزية). SAGE. ISBN:978-1-4462-8313-4. Archived from the original on 2023-06-22. Retrieved 2023-06-07.
- Dyrness, William A.; Kärkkäinen, Veli-Matti (25 Oct 2009). Global Dictionary of Theology: A Resource for the Worldwide Church (بالإنجليزية). InterVarsity Press. ISBN:978-0-8308-7811-6. Archived from the original on 2023-07-11. Retrieved 2023-06-07.
- Vallgarda, Signild; Koch, Lene, eds. (2008). Research Methods in Public Health (بالإنجليزية). Munksgaard Danmark. ISBN:978-87-628-0794-5. Archived from the original on 2023-06-22. Retrieved 2023-06-07.
- Thompson, John M. (2008). Understanding Prajñā: Sengzhao's "Wild Words" and the Search for Wisdom (بالإنجليزية). Peter Lang. ISBN:978-0-8204-8826-4. Archived from the original on 2023-06-22. Retrieved 2023-06-07.
- Raymond, Geuss (1996). "Critical theory". In Craig, Edward (ed.). Routledge Encyclopedia of Philosophy (بالإنجليزية). Routledge. ISBN:9780415073103. Archived from the original on 2023-11-20. Retrieved 2023-10-22.
- Eberle, Gary (1994). The Geography of Nowhere: Finding One's Self in the Postmodern World (بالإنجليزية). Rowman & Littlefield. ISBN:978-1-55612-716-8. Archived from the original on 2023-06-22. Retrieved 2023-06-07.
- Nord, Warren (10 Nov 2010). Does God Make a Difference?: Taking Religion Seriously in Our Schools and Universities (بالإنجليزية). Oxford University Press. ISBN:978-0-19-989022-4. Archived from the original on 2023-06-22. Retrieved 2023-06-07.
- Adamson, Peter (2016). Philosophy in the Islamic World. A History of Philosophy Without Any Gaps (بالإنجليزية). Oxford University Press. Vol. 3. ISBN:978-0-19-957749-1. Archived from the original on 2023-05-25. Retrieved 2023-05-25.
- Adamson, Peter; Taylor, Richard C. (9 Dec 2004). The Cambridge Companion to Arabic Philosophy (بالإنجليزية). Cambridge University Press. ISBN:978-1-107-49469-5. Archived from the original on 2023-06-07. Retrieved 2023-06-07.
- Reisman, David C., ed. (1 Jan 2003). Before and After Avicenna: Proceedings of the First Conference of the Avicenna Study Group (بالإنجليزية). BRILL. ISBN:978-90-04-12978-8. Archived from the original on 2023-06-24. Retrieved 2023-06-08.
- Ayduz, Salim; Dagli, Caner (2014). The Oxford Encyclopedia of Philosophy, Science, and Technology in Islam (بالإنجليزية). Oxford University Press. ISBN:978-0-19-981257-8. Archived from the original on 2024-10-08.
- Adamson, Peter (21 Apr 2023). Studies on Early Arabic Philosophy (بالإنجليزية). Taylor & Francis. ISBN:978-1-000-94696-3. Archived from the original on 2023-06-22. Retrieved 2023-06-07.
- Jackson, Roy (5 Feb 2014). What is Islamic Philosophy? (بالإنجليزية). Routledge. ISBN:978-1-317-81404-7. Archived from the original on 2023-07-11. Retrieved 2023-06-15.
- Inglis, John (9 Oct 2005). Medieval Philosophy and the Classical Tradition: In Islam, Judaism and Christianity (بالإنجليزية). Routledge. ISBN:978-1-135-79088-2. Archived from the original on 2023-06-22. Retrieved 2023-06-15.
- Armstrong, A. H. (Apr 1967). The Cambridge History of Later Greek and Early Medieval Philosophy (بالإنجليزية). Cambridge University Press. ISBN:9780521040549. Archived from the original on 2023-05-21. Retrieved 2023-06-16.
- Nasr, Seyyed Hossein; Leaman, Oliver (7 Mar 2013). History of Islamic Philosophy (بالإنجليزية). Routledge. ISBN:978-1-136-78043-1. Archived from the original on 2023-06-07. Retrieved 2023-06-07.
- Nasr, Seyyed Hossein (11 May 2006). Islamic Philosophy from Its Origin to the Present: Philosophy in the Land of Prophecy (بالإنجليزية). SUNY Press. ISBN:978-0-7914-6800-5. Archived from the original on 2023-06-07. Retrieved 2023-06-07.
- Adamson, Peter; Ganeri, Jonardon (2020). Classical Indian Philosophy: A History of Philosophy Without Any Gaps, Volume 5 (بالإنجليزية). Oxford University Press. ISBN:978-0-19-885176-9. Archived from the original on 2023-06-29. Retrieved 2023-06-29.
- Iqbal, Muzaffar (2009). The Making of Islamic Science (بالإنجليزية). The Other Press. ISBN:978-967-5062-31-5. Archived from the original on 2023-06-22. Retrieved 2023-06-08.
- Baldassarri, Fabrizio; Blank, Andreas (25 May 2021). Vegetative Powers: The Roots of Life in Ancient, Medieval and Early Modern Natural Philosophy (بالإنجليزية). Springer Nature. ISBN:978-3-030-69709-9. Archived from the original on 2023-06-22. Retrieved 2023-06-08.
- Belo, Catarina Carriço Marques de Moura (2007). Chance and Determinism in Avicenna and Averroës (بالإنجليزية). BRILL. ISBN:978-90-04-15587-9. Archived from the original on 2023-06-22. Retrieved 2023-06-19.
- Marenbon, John (14 Jun 2012). The Oxford Handbook of Medieval Philosophy (بالإنجليزية). OUP USA. ISBN:978-0-19-537948-8. Archived from the original on 2023-06-22. Retrieved 2023-06-08.
- Kenny, Anthony (2005). Medieval Philosophy. A new history of Western philosophy (بالإنجليزية) (1 ed.). Clarendon Press. ISBN:978-0-19-875277-6.
- López-Farjeat, Luis Xavier (10 Aug 2021). Classical Islamic Philosophy: A Thematic Introduction (بالإنجليزية). Routledge. ISBN:978-1-315-38926-4. Archived from the original on 2023-06-22. Retrieved 2023-06-09.
- Booth, Anthony Robert (2017). "The Philosophers Strike Back: Averroes and Islamic Philosophy After al-Ghazali". Analytic Islamic Philosophy (بالإنجليزية). Palgrave Macmillan UK. pp. 143–169. DOI:10.1057/978-1-137-54157-4_7. ISBN:978-1-137-54157-4. Archived from the original on 2023-06-09. Retrieved 2023-06-09.
- Griffel, Frank (8 Jun 2021). The Formation of Post-Classical Philosophy in Islam (بالإنجليزية). Oxford University Press. ISBN:978-0-19-088634-9. Archived from the original on 2023-06-09. Retrieved 2023-06-09.
- Chamankhah, Leila (3 Sep 2019). The Conceptualization of Guardianship in Iranian Intellectual History (1800–1989): Reading Ibn ʿArabī's Theory of Wilāya in the Shīʿa World (بالإنجليزية). Springer Nature. ISBN:978-3-030-22692-3. Archived from the original on 2023-06-22. Retrieved 2023-06-09.
- Moris, Zailan (5 Nov 2013). Revelation, Intellectual Intuition and Reason in the Philosophy of Mulla Sadra: An Analysis of the al-hikmah al-'arshiyyah (بالإنجليزية). Routledge. ISBN:978-1-136-85866-6. Archived from the original on 2023-07-11. Retrieved 2023-06-09.
- Moaddel, Mansoor (16 May 2005). Islamic Modernism, Nationalism, and Fundamentalism: Episode and Discourse (بالإنجليزية). University of Chicago Press. ISBN:978-0-226-53333-9. Archived from the original on 2023-08-23. Retrieved 2023-08-23.
- Masud, Muhammad Khalid (18 Aug 2009). Islam and Modernity: Key Issues and Debates (بالإنجليزية). Edinburgh University Press. ISBN:978-0-7486-3794-2. Archived from the original on 2023-11-23. Retrieved 2023-09-08.
- Safi, Omid (2005). "Modernism: Islamic Modernism". Encyclopedia of Religion (بالإنجليزية). Macmillan Reference USA. ISBN:978-0-02-865733-2. Archived from the original on 2023-11-23. Retrieved 2023-09-08.
- Phillips, Stephen H. (1998). Classical Indian Metaphysics: Refutations of Realism and the Emergence of New Logic (بالإنجليزية). Motilal Banarsidass. ISBN:978-81-208-1488-2. Archived from the original on 2024-11-13.
- Glenney, Brian; Silva, José Filipe (21 Feb 2019). The Senses and the History of Philosophy (بالإنجليزية). Routledge. ISBN:978-1-351-73106-5. Archived from the original on 2023-06-22. Retrieved 2023-06-16.
- Gupta, Bina (19 Apr 2012). An Introduction to Indian Philosophy: Perspectives on Reality, Knowledge, and Freedom (بالإنجليزية). Routledge. ISBN:978-1-136-65309-4. Archived from the original on 2023-06-22. Retrieved 2023-06-09.
- Rambachan, Anantanand (1 Feb 2012). The Advaita Worldview: God, World, and Humanity (بالإنجليزية). State University of New York Press. ISBN:978-0-7914-8131-8. Archived from the original on 2023-06-22. Retrieved 2023-06-16.
- Pooley, Jefferson D.; Rothenbuhler, Eric W. (31 Oct 2016). The International Encyclopedia of Communication Theory and Philosophy, 4 Volume Set (بالإنجليزية). John Wiley & Sons. ISBN:978-1-118-29073-6. Archived from the original on 2023-06-22. Retrieved 2023-06-16.
- Tebbit, Mark (4 Jul 2013). The Philosophy of Law: An Encyclopedia (بالإنجليزية). Routledge. ISBN:978-1-135-58277-7. Archived from the original on 2023-06-22. Retrieved 2023-06-10.
- Andrea, Alfred J.; Overfield, James H. (1 Jan 2015). The Human Record: Sources of Global History, Volume I: To 1500 (بالإنجليزية). Cengage Learning. ISBN:978-1-305-53746-0. Archived from the original on 2023-06-22. Retrieved 2023-06-10.
- Ruether, Rosemary Radford (26 Nov 2004). Integrating Ecofeminism, Globalization, and World Religions (بالإنجليزية). Rowman & Littlefield Publishers. ISBN:978-1-4616-3822-3. Archived from the original on 2023-06-22. Retrieved 2023-06-10.
- Juergensmeyer, Mark; Roof, Wade Clark (2012). Encyclopedia of Global Religion (بالإنجليزية). SAGE. ISBN:978-0-7619-2729-7. Archived from the original on 2023-07-11. Retrieved 2023-06-10.
- Hindson, Ed; Caner, Ergun (1 May 2008). The Popular Encyclopedia of Apologetics: Surveying the Evidence for the Truth of Christianity (بالإنجليزية). Harvest House Publishers. ISBN:978-0-7369-3635-4. Archived from the original on 2023-06-22. Retrieved 2023-06-10.
- Vanamali (30 Jan 2015). The Science of the Rishis: The Spiritual and Material Discoveries of the Ancient Sages of India (بالإنجليزية). Simon and Schuster. ISBN:978-1-62055-387-9. Archived from the original on 2023-06-22. Retrieved 2023-06-11.
- Gannon, Sharon (26 May 2020). Yoga & Veganism: The Diet of Enlightenment (بالإنجليزية). Simon and Schuster. ISBN:978-1-64722-185-0. Archived from the original on 2023-06-22. Retrieved 2023-06-11.
- Daniélou, Alain (Aug 1993). Virtue, Success, Pleasure, and Liberation: The Four Aims of Life in the Tradition of Ancient India (بالإنجليزية). Inner Traditions / Bear & Co. ISBN:978-0-89281-218-9. Archived from the original on 2023-06-22.
- Fang, Litian (21 Nov 2018). Chinese Buddhism and Traditional Culture (بالإنجليزية). Routledge. ISBN:978-1-317-51909-6. Archived from the original on 2023-06-22. Retrieved 2023-06-11.
- Wolfson, Elliot R. (3 Feb 2014). Giving Beyond the Gift: Apophasis and Overcoming Theomania (بالإنجليزية). Fordham Univ Press. ISBN:978-0-8232-5572-6. Archived from the original on 2023-06-22. Retrieved 2023-06-11.
- Sydnor, Jon Paul (29 Mar 2012). Ramanuja and Schleiermacher: Toward a Constructive Comparative Theology (بالإنجليزية). James Clarke & Company Limited. ISBN:978-0-227-90035-2. Archived from the original on 2023-09-07. Retrieved 2023-09-07.
- Kulke, Hermann; Rothermund, Dietmar (1998). A History of India (بالإنجليزية). Psychology Press. ISBN:978-0-415-15482-6. Archived from the original on 2023-10-21. Retrieved 2023-09-07.
- Jha, Meenakshi (1 Jan 2022). Subaltern Saints in India: Women and Sudras in Bhakti Movement (بالإنجليزية). Motilal Banarsidass. ISBN:978-81-208-4299-1. Archived from the original on 2023-10-21. Retrieved 2023-09-07.
- Maharaj, Ayon (28 May 2020). The Bloomsbury Research Handbook of Vedanta (بالإنجليزية). Bloomsbury Publishing. ISBN:978-1-350-06325-9. Archived from the original on 2023-06-22. Retrieved 2023-06-11.
- Banhatti, G. S. (1995). Life and Philosophy of Swami Vivekananda (بالإنجليزية). Atlantic Publishers & Dist. ISBN:978-81-7156-291-6. Archived from the original on 2024-11-13.
- Bilimoria, Puruṣottama (2018). History of Indian philosophy (بالإنجليزية). Routledge. ISBN:978-0-415-30976-9.
- Rambachan, Anantanand (1 Jan 1994). The Limits of Scripture: Vivekananda's Reinterpretation of the Vedas (بالإنجليزية). University of Hawaii Press. ISBN:978-0-8248-1542-4. Archived from the original on 2023-06-22. Retrieved 2023-06-16.
- Baird, Forrest (3 Oct 2017). Philosophic Classics: Asian Philosophy, Volume VI (بالإنجليزية). Routledge. ISBN:978-1-351-21744-6. Archived from the original on 2023-06-22. Retrieved 2023-06-13.
- Prince, Brainerd (20 Jan 2017). The Integral Philosophy of Aurobindo: Hermeneutics and the Study of Religion (بالإنجليزية). Taylor & Francis. ISBN:978-1-317-19447-7. Archived from the original on 2023-06-22. Retrieved 2023-06-13.
- Raghuramaraju, A. (16 Mar 2016). Ramchandra Gandhi: The Man and His Philosophy (بالإنجليزية). Routledge. ISBN:978-1-134-91758-7. Archived from the original on 2023-06-22. Retrieved 2023-06-11.
- Paranjape, Makarand R. (22 Jan 2016). Cultural Politics in Modern India: Postcolonial prospects, colourful cosmopolitanism, global proximities (بالإنجليزية). Routledge. ISBN:978-1-317-35215-0. Archived from the original on 2023-06-22. Retrieved 2023-06-11.
- Zhang, Xuezhi (26 Apr 2021). History of Chinese Philosophy in the Ming Dynasty (بالإنجليزية). Springer Nature. ISBN:978-981-15-8963-8. Archived from the original on 2023-06-25. Retrieved 2023-06-25.
- Mou, Bo, ed. (2009). History of Chinese philosophy (بالإنجليزية). Routledge. ISBN:978-0-203-00286-5.
- Boyd, Craig A.; Timpe, Kevin (25 Mar 2021). The Virtues: A Very Short Introduction (بالإنجليزية). Oxford University Press. ISBN:978-0-19-258407-6. Archived from the original on 2023-06-22. Retrieved 2023-06-13.
- Liu, JeeLoo (19 Jun 2017). Neo-Confucianism: Metaphysics, Mind, and Morality (بالإنجليزية). John Wiley & Sons. ISBN:978-1-118-61914-8. Archived from the original on 2023-06-22. Retrieved 2023-06-13.
- Marshev, Vadim I. (13 Jan 2021). History of Management Thought: Genesis and Development from Ancient Origins to the Present Day (بالإنجليزية). Springer Nature. ISBN:978-3-030-62337-1. Archived from the original on 2023-06-24. Retrieved 2023-06-21.
- Slingerland, Edward (24 May 2007). Effortless Action: Wu-wei As Conceptual Metaphor and Spiritual Ideal in Early China (بالإنجليزية). Oxford University Press. ISBN:978-0-19-987457-6. Archived from the original on 2023-07-03. Retrieved 2023-06-13.
- Montero, Barbara Gail (28 Apr 2016). Thought in Action: Expertise and the Conscious Mind (بالإنجليزية). Oxford University Press. ISBN:978-0-19-108170-5. Archived from the original on 2023-06-22. Retrieved 2023-06-21.
- Chai, David (9 Jan 2020). Daoist Encounters with Phenomenology: Thinking Interculturally about Human Existence (بالإنجليزية). Bloomsbury Publishing. ISBN:978-1-350-06956-5. Archived from the original on 2023-06-22. Retrieved 2023-06-21.
- Defoort, Carine; Standaert, Nicolas (2013). The Mozi as an Evolving Text: Different Voices in Early Chinese Thought (بالإنجليزية). BRILL. ISBN:978-90-04-23434-5. Archived from the original on 2023-06-22. Retrieved 2023-06-21.
- Wang, Yueqing; Bao, Qinggang; Guan, Guoxing (16 Mar 2020). History of Chinese Philosophy Through Its Key Terms (بالإنجليزية). Springer Nature. ISBN:978-981-15-2572-8. Archived from the original on 2023-06-22. Retrieved 2023-06-13.
- Kim, Sungmoon (14 Nov 2019). Theorizing Confucian Virtue Politics: The Political Philosophy of Mencius and Xunzi (بالإنجليزية). Cambridge University Press. ISBN:978-1-108-57739-7. Archived from the original on 2023-06-22. Retrieved 2023-06-14.
- Poceski, Mario (14 Feb 2014). The Wiley Blackwell Companion to East and Inner Asian Buddhism (بالإنجليزية). John Wiley & Sons. ISBN:978-1-118-61035-0. Archived from the original on 2023-06-22.
- Qi, Xiaoying (21 Jan 2014). Globalized Knowledge Flows and Chinese Social Theory (بالإنجليزية). Routledge. ISBN:978-1-134-69162-3. Archived from the original on 2023-06-22. Retrieved 2023-06-14.
- Meynard, Thierry; Major, Philippe (20 Feb 2023). Dao Companion to Liang Shuming's Philosophy (بالإنجليزية). Springer Nature. ISBN:978-3-031-18002-6. Archived from the original on 2023-06-22. Retrieved 2023-06-22.
- Kasulis, Thomas P. (2016a). "Logic in Japan". Routledge Encyclopedia of Philosophy (بالإنجليزية). Routledge. lead section, 2. Nishida’s logic of basho and logic of the predicate. DOI:10.4324/9780415249126-G108-1. ISBN:9780415250696.
- Kurtz, Lester R. (2012). Gods in the Global Village: The World's Religions in Sociological Perspective (بالإنجليزية). Pine Forge Press. ISBN:978-1-4129-9125-4. Archived from the original on 2023-06-22. Retrieved 2023-06-15.
- Kasulis, Thomas P. (2016). "Japanese philosophy". Routledge Encyclopedia of Philosophy (بالإنجليزية). DOI:10.4324/9780415249126-G100-1. ISBN:9780415250696.
- Gracia, Jorge J. E.; Millán-Zaibert, Elizabeth (2006). "Latin American Philosophy". In Borchert, Donald (ed.). Macmillan Encyclopedia of Philosophy, 2nd Edition (بالإنجليزية). Macmillan. ISBN:978-0-02-865790-5. Archived from the original on 2021-01-12. Retrieved 2023-05-24.
- Janz, Bruce B. (2009). Philosophy in an African Place (بالإنجليزية). Rowman & Littlefield. ISBN:978-0-7391-3668-3. Archived from the original on 2023-08-13. Retrieved 2023-08-13.
- Imbo, Samuel Oluoch (1998). An introduction to African philosophy (بالإنجليزية). Lanham, Md.: Rowman & Littlefield. ISBN:0847688410.
- Wiredu, Kwasi (15 Apr 2008). A Companion to African Philosophy (بالإنجليزية). John Wiley & Sons. ISBN:978-0-470-99737-6. Archived from the original on 2023-09-29. Retrieved 2023-09-24.
- Coetzee, P. H.; Roux, A. P. J. (Mar 2004). The African Philosophy Reader (بالإنجليزية). Routledge. ISBN:978-1-135-88419-2. Archived from the original on 2023-08-17. Retrieved 2023-08-17.
- Chimakonam, Jonathan O. (15 Dec 2014). Atuolu Omalu: Some Unanswered Questions in Contemporary African Philosophy (بالإنجليزية). University Press of America. ISBN:978-0-7618-6455-4. Archived from the original on 2023-06-22. Retrieved 2023-06-15.
- Bell, Richard H.; Fernback, Jan (2015). Understanding African Philosophy: A Cross-cultural Approach to Classical and Contemporary Issues (بالإنجليزية). Routledge. ISBN:978-1-135-94866-5. Archived from the original on 2023-06-22. Retrieved 2023-06-15.
- Coetzee, Pieter Hendrik; Roux, A. P. J. (1998). The African Philosophy Reader (بالإنجليزية). Psychology Press. ISBN:978-0-415-18905-7. Archived from the original on 2023-11-16. Retrieved 2023-08-13.
- McEwan, Cheryl (20 Nov 2008). Postcolonialism and Development (بالإنجليزية). Routledge. ISBN:978-1-134-08082-3. Archived from the original on 2023-08-13. Retrieved 2023-08-13.

الدوريات المحكَّمة
- Lamprecht, Sterling P. (17 Aug 1939). "Historiography of Philosophy". The Journal of Philosophy (بالإنجليزية). 36 (17): 449–460. DOI:10.2307/2018864. JSTOR:2018864.
- Graham, Daniel W. (1988). "The Structure of Explanation in the History of Philosophy". Metaphilosophy (بالإنجليزية). 19 (2): 158–170. DOI:10.1111/j.1467-9973.1988.tb00710.x. ISSN:0026-1068. JSTOR:24436790. Archived from the original on 2024-04-01. Retrieved 2024-04-01.
- Murphy, Madonna M. (25 Apr 2015). "Plato's Philosophy of Education and the Common Core Debate". Association for the Development of Philosophy Teaching - Spring Conference (بالإنجليزية). Archived from the original on 2023-05-03. Retrieved 2023-05-27.
- Grendler, Paul (10 May 2010). "Humanism". Renaissance and Reformation (بالإنجليزية). DOI:10.1093/OBO/9780195399301-0002. ISBN:978-0-19-539930-1.
- Beiser, Frederick (25 Aug 2011). "Review of Nineteenth Century Philosophy: Revolutionary Responses to the Existing Order". Notre Dame Philosophical Reviews (بالإنجليزية). University of Notre Dame. Archived from the original on 2023-06-18. Retrieved 2023-06-18.
- Decock, Lieven (2002). "Quine's Weak and Strong Indispensability Argument". Journal for General Philosophy of Science (بالإنجليزية). 33 (2): 231–250. DOI:10.1023/A:1022471707916. S2CID:117002868.
- Gordon, Jeffrey (Sep 1984). "Nagel or Camus on the Absurd?". Philosophy and Phenomenological Research (بالإنجليزية). 45 (1): 15–28. DOI:10.2307/2107324. JSTOR:2107324.
- Seshadri, Kandadai (1996). "Ramanuja: Social Influence of His Life and Teaching". Economic and Political Weekly (بالإنجليزية). 31 (5): 292–298. ISSN:0012-9976. JSTOR:4403749. Archived from the original on 2023-10-21. Retrieved 2023-09-07.

الويب
- Singer, Peter (2 May 2023). "Ethics". www.britannica.com (بالإنجليزية). Archived from the original on 2008-05-02. Retrieved 2023-05-25.
- Vogt، Katja (2022). "Ancient Skepticism". The Stanford Encyclopedia of Philosophy. Metaphysics Research Lab, Stanford University. مؤرشف من الأصل في 2023-03-17. اطلع عليه بتاريخ 2023-05-26.
- Marenbon، John (2023). "Medieval Philosophy". The Stanford Encyclopedia of Philosophy. Metaphysics Research Lab, Stanford University. مؤرشف من الأصل في 2023-03-26. اطلع عليه بتاريخ 2023-05-27.
- Penner, Sydney. "Scholasticism and Aristotelianism: Fourteenth to Seventeenth Centuries". Oxford Bibliographies (بالإنجليزية). Oxford University Press. Archived from the original on 2023-07-11. Retrieved 2023-06-16.
- Kerr، Gaven. "Aquinas: Metaphysics". Internet Encyclopedia of Philosophy. مؤرشف من الأصل في 2023-06-02. اطلع عليه بتاريخ 2023-06-17.
- Murphy، Mark (2019). "The Natural Law Tradition in Ethics". The Stanford Encyclopedia of Philosophy. Metaphysics Research Lab, Stanford University. مؤرشف من الأصل في 2023-05-24. اطلع عليه بتاريخ 2023-05-29.
- Spade، Paul Vincent؛ Panaccio، Claude (2019). "William of Ockham". The Stanford Encyclopedia of Philosophy. Metaphysics Research Lab, Stanford University. مؤرشف من الأصل في 2019-10-07. اطلع عليه بتاريخ 2023-05-29.
- Chambre, Henri; Maurer, Armand; Stroll, Avrum; McLellan, David T.; Levi, Albert William; Wolin, Richard; Fritz, Kurt von (2023). "Western philosophy". www.britannica.com (بالإنجليزية). Archived from the original on 2021-05-13. Retrieved 2023-05-30.
- Atkin, Albert (2010). "Pragmatism". Oxford Bibliographies Online (بالإنجليزية). OUP. Archived from the original on 2023-06-07. Retrieved 2023-06-06.
- Legg, Catherine; Hookway, Christopher (16 Aug 2008). "Pragmatism" (بالإنجليزية). lead section. Archived from the original on 2020-10-08. Retrieved 2023-06-06.
- McAfee, Noëlle; Garry, Ann; Superson, Anita; Grasswick, Heidi; Khader, Serene (2023). "Feminist Philosophy". The Stanford Encyclopedia of Philosophy (بالإنجليزية). Metaphysics Research Lab, Stanford University. Archived from the original on 2023-06-22. Retrieved 2023-12-03.
- Hurka, Thomas (2021). "Moore's Moral Philosophy". The Stanford Encyclopedia of Philosophy (بالإنجليزية). Metaphysics Research Lab, Stanford University. Archived from the original on 2023-03-22. Retrieved 2023-06-03.
- Parker-Ryan, Sally (2023). "Ordinary Language Philosophy". Internet Encyclopedia of Philosophy (بالإنجليزية). Archived from the original on 2022-03-07. Retrieved 2023-06-05.
- Wheeler, Michael (2020). "Martin Heidegger". The Stanford Encyclopedia of Philosophy (بالإنجليزية). Metaphysics Research Lab, Stanford University. 2.2.1 The Question. Archived from the original on 2022-02-06. Retrieved 2023-06-06.
- Bohman, James; Flynn, Jeffrey; Celikates, Robin (2021). "Critical Theory". The Stanford Encyclopedia of Philosophy (بالإنجليزية). Metaphysics Research Lab, Stanford University. Archived from the original on 2019-08-01. Retrieved 2023-10-21.
- Corradetti, Claudio. "Frankfurt School and Critical Theory". Internet Encyclopedia of Philosophy (بالإنجليزية). Archived from the original on 2023-10-18. Retrieved 2023-10-21.
- EB staff (2020). "Islamic philosophy". www.britannica.com (بالإنجليزية). Archived from the original on 2023-06-07. Retrieved 2023-06-07.
- Hasse, Dag Nikolaus (2021). "Influence of Arabic and Islamic Philosophy on the Latin West". The Stanford Encyclopedia of Philosophy (بالإنجليزية). Metaphysics Research Lab, Stanford University. Archived from the original on 2019-03-21. Retrieved 2023-06-16.
- Druart, Therese-Anne (2021). "al-Farabi". The Stanford Encyclopedia of Philosophy (بالإنجليزية). Metaphysics Research Lab, Stanford University. Archived from the original on 2022-07-10. Retrieved 2023-06-07.
- Gutas, Dimitri (2016). "Ibn Sina [Avicenna]". The Stanford Encyclopedia of Philosophy (بالإنجليزية). Metaphysics Research Lab, Stanford University. Archived from the original on 2023-04-27. Retrieved 2023-06-07.
- Griffel, Frank (2020). "al-Ghazali". The Stanford Encyclopedia of Philosophy (بالإنجليزية). Metaphysics Research Lab, Stanford University. Archived from the original on 2023-05-28. Retrieved 2023-06-19.
- Ben Ahmed, Fouad; Pasnau, Robert (2021). "Ibn Rushd [Averroes]". The Stanford Encyclopedia of Philosophy (بالإنجليزية). Metaphysics Research Lab, Stanford University. Archived from the original on 2023-05-25. Retrieved 2023-06-07.
- Rizvi, Sajjad (2021). "Mulla Sadra". The Stanford Encyclopedia of Philosophy (بالإنجليزية). Metaphysics Research Lab, Stanford University. Archived from the original on 2023-05-27. Retrieved 2023-06-08.
- Ruzsa, Ferenc (2023). "Sankhya". Internet Encyclopedia of Philosophy (بالإنجليزية). Archived from the original on 2019-05-19. Retrieved 2023-06-09.
- Dasti, Matthew R. "Nyaya". Internet Encyclopedia of Philosophy (بالإنجليزية). lead section, 1b. Inference. Archived from the original on 2012-10-04. Retrieved 2023-06-10.
- Dalal، Neil (2021). "Śaṅkara". The Stanford Encyclopedia of Philosophy. Metaphysics Research Lab, Stanford University. مؤرشف من الأصل في 2022-01-27. اطلع عليه بتاريخ 2023-06-19.
- Ranganathan, Shyam. "Ramanuja". Internet Encyclopedia of Philosophy (بالإنجليزية). Archived from the original on 2020-02-12. Retrieved 2023-09-07.
- EB staff (2023). "History and periods of Indian philosophy". www.britannica.com (بالإنجليزية). Archived from the original on 2023-06-11. Retrieved 2023-06-10.
- Menon, Sangeetha. "Vedanta, Advaita". Internet Encyclopedia of Philosophy (بالإنجليزية). Archived from the original on 2023-06-01. Retrieved 2023-06-16.
- EB staff (2017). "Chinese philosophy". www.britannica.com (بالإنجليزية). Archived from the original on 2015-05-02. Retrieved 2023-06-12.
- Littlejohn, Ronnie (2023). "Chinese Philosophy: Overview of History". Internet Encyclopedia of Philosophy (بالإنجليزية). Archived from the original on 2023-06-01. Retrieved 2023-06-12.
- Yu, Yih-Hsien (2023). "Chinese Philosophy, Modern". Internet Encyclopedia of Philosophy (بالإنجليزية). Archived from the original on 2023-06-14. Retrieved 2023-06-13.
- Maraldo, John C. (2019). "Nishida Kitarō". The Stanford Encyclopedia of Philosophy (بالإنجليزية). Metaphysics Research Lab, Stanford University. Archived from the original on 2023-06-09. Retrieved 2023-06-14.
- Kasulis, Thomas (2022). "Japanese Philosophy". The Stanford Encyclopedia of Philosophy (بالإنجليزية). Metaphysics Research Lab, Stanford University. Archived from the original on 2019-08-05. Retrieved 2023-06-14.
- Gracia, Jorge; Vargas, Manuel (2018). "Latin American Philosophy". The Stanford Encyclopedia of Philosophy (بالإنجليزية). Metaphysics Research Lab, Stanford University. Archived from the original on 2018-06-11. Retrieved 2023-06-14.
- Stehn, Alexander V. (2023). "Latin American Philosophy". Internet Encyclopedia of Philosophy (بالإنجليزية). Archived from the original on 2023-06-01. Retrieved 2023-06-14.
- Chimakonam, Jonathan O. (2023). "History of African Philosophy". Internet Encyclopedia of Philosophy (بالإنجليزية). Archived from the original on 2023-06-05. Retrieved 2023-06-14.

## قراءة موسَّعة
للاستفاضة في مواضيع هذه المقالة، تجد أدناه قائمة من الكتب العربية مع روابطها.
- تاريخ الفلسفة الغربية (الكتاب الأول): الفلسفة القديمة، برتراند راسل.
- تاريخ الفلسفة الغربية (الكتاب الثاني): الفلسفة الكاثوليكية.
- تاريخ الفلسفة الغربية (الكتاب الثالث) الفلسفة الحديثة.
- تاريخ الفلسفة اليونانية، يوسف كرم.
- تاريخ الفلسفة الأوربية في العصر الوسيط، يوسف كرم.
- تاريخ الفلسفة الحديثة، يوسف كرم.
- المدارس الفلسفية، والفلسفة الإسلامية، أحمد فؤاد الأهواني.
- تاريخ الفلسفة بنظرة عالمية: آخر نص كتبه الفيلسوف كارل ياسبرز.
- قصة الفلسفة الحديثة، زكي نجيب محمود وأحمد أمين.